# Stift Melk

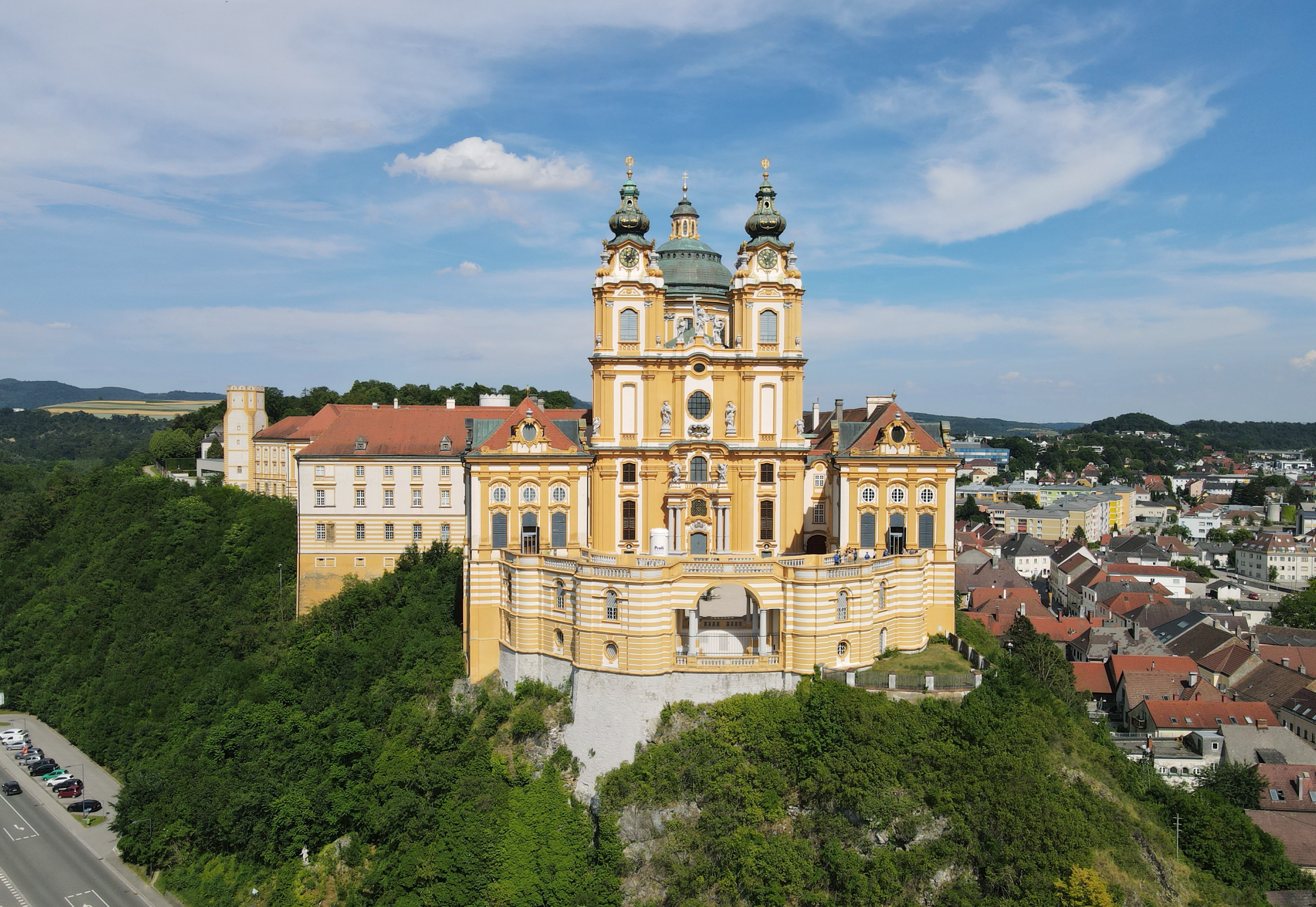
Stift Melk

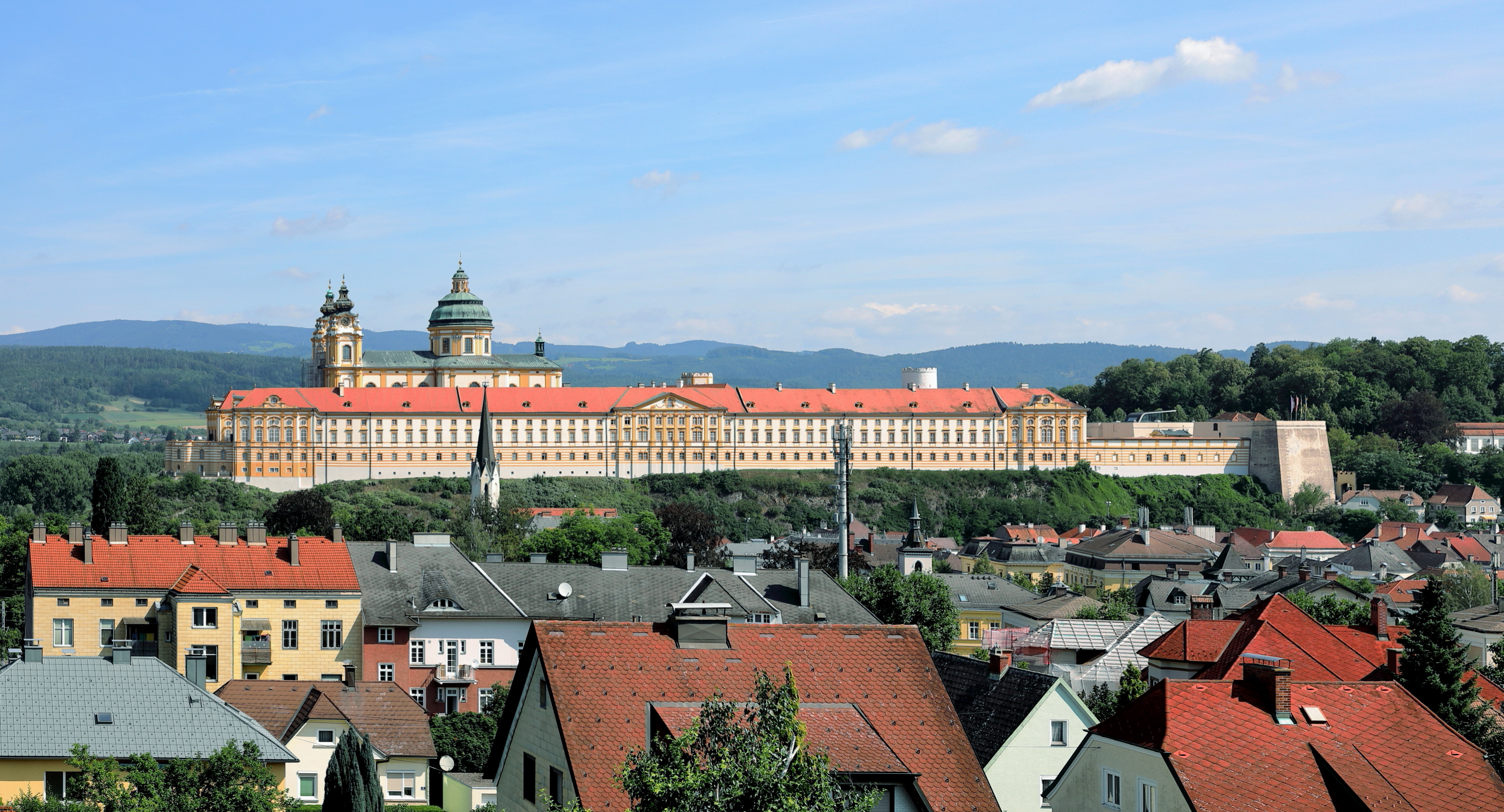
Südansicht des Stifts

Das Stift Melk, offiziell Abtei Melk (lateinisch Abbatia SS. App. Petri et Pauli apud Melk), ist eine Abtei der Benediktiner im Bundesland Niederösterreich in der Stadt Melk am rechten Ufer der Donau. Der heutige Barockbau  wurde in den Jahren 1702–1746 von Jakob Prandtauer errichtet. Als Wahrzeichen der Wachau gehört es zum UNESCO-Welterbe. Es wurde als „sinnbildlichstes und dominantestes Barockgebäude“ beschrieben. Weiters beherbergt es das Stiftsgymnasium Melk, die älteste noch bestehende Schule Österreichs. Abt des Stiftes ist Georg Wilfinger. Die Stiftskirche von Melk trägt – obschon der Schutzpatron des Stiftes der hl. Koloman und die Kirche auch dessen Grablege ist – das Patrozinium St. Petrus und Paulus. Sie ist das Wahrzeichen der Stadt Melk und der Wachau und gilt als eine der schönsten Barockkirchen in Österreich.

## Geschichte

### Anfänge

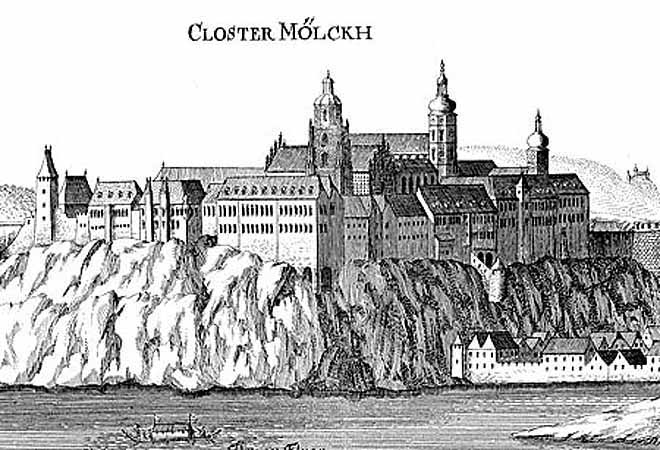
Stift Melk in der Topographia Austriae von Georg Matthäus Vischer (1672)

Auf dem Klosterfelsen befand sich nach Ansicht mehrerer Autoren in der Römerzeit das Kastell Melk, archäologische Nachweise dafür fehlen jedoch. Ab Anfang des 11. Jahrhunderts war Melk ein Machtzentrum der Babenberger in der Mark Ostarrichi (Österreich). Melk war bevorzugte Grablege der Babenberger und seit dem 13. Oktober 1014 Begräbnisstätte des heiligen Koloman. Handschriften in der Stiftsbibliothek Melk deuten darauf hin, dass schon unter Markgraf Leopold I. eine Gemeinschaft von Priestern eine Art Kollegiatstift am Ort unterhielt.
Durch die Erweiterung der Mark nach Norden und Osten entstanden neue Zentren. Melk sank in seiner Bedeutung, blieb aber Grablege der Babenberger. Im Investiturstreit gewährte Markgraf Leopold II. dem Passauer Bischof, Altmann von Passau, Asyl. Dieser war aus Passau wegen seiner Papsttreue vertrieben worden. Altmann hatte vermutlich erheblichen Anteil an Leopolds Entscheidung, auf dem Felsen oberhalb der Stadt und der Donau ein Kloster zu errichten. Am 21. März 1089 zogen Benediktinermönche des Stiftes Lambach und ihr Abt Sigibold  in das neu erbaute Kloster auf dem Berg ein.
Da das Kloster eine markgräfliche Gründung war, erhielt es 1122 eine Exemtion: Es wurde aus der Zuständigkeit des Bistums Passau ausgegliedert und direkt dem Papst unterstellt. Wahrscheinlich erhielt das Kloster vom Markgrafen auch eine Reihe von Besitzungen zugeteilt, um seine wirtschaftliche Existenz zu sichern. Zwei Dokumente aus dem 12. Jahrhundert, der Melker Stiftbrief, datiert auf den 13. Oktober 1113, und das Ernestinum, eine vorgebliche Urkunde des Hauses Babenberg, versuchen, diesen Besitz urkundlich zu legitimieren. Mit großer Wahrscheinlichkeit handelt es sich bei diesen Dokumenten jedoch um Fälschungen.
Das Kloster hatte eine eigene Schreibstube. Hier wirkte mit einiger Sicherheit auch der frühneuhochdeutsche Kleriker und Dichter Heinrich von Melk. Aus der Zeit des Abtes Walther, 1224–1247, ist eine Reihe von Handschriften, zum Teil mit farbigen Buchmalereien, erhalten. Handschriften aus dem Jahr 1160 dokumentieren eine voll ausgeprägte Klosterschule mit regem Betrieb.
Am 14. August 1297 jedoch zerstörte ein Brand das Kloster samt Kirche und allen Nebengebäuden. Auch die Bibliothek wurde ein Opfer der Flammen. Mit ihr gingen die meisten Schriften und historischen Quellen verloren.

### Spätmittelalter und Melker Klosterreform
Die Brandkatastrophe brachte das Kloster an den Rand des Ruins. Ulrich II., Abt von 1306 bis 1324, erreichte, dass Kloster und Wohngebäude notdürftig wieder aufgebaut wurden. Trotzdem erholte sich das Kloster im 14. Jahrhundert nicht dauerhaft. Pest, Missernten, das Schisma von 1378 bis 1417 erschütterten die klösterliche Disziplin und die wirtschaftlichen Grundlagen.
Einen Lichtblick brachte die Amtszeit von Herzog Rudolf IV. mit sich. Dieser schenkte 1362 dem Kloster für eine hoch geschätzte Reliquie, einen vorgeblichen Splitter vom Kreuz Jesu Christi, eine sehr wertvolle Fassung: Das Melker Kreuz. Außerdem baute er das Grab des heiligen Koloman zu einem prunkvollen Hochgrab um. Letzteres fiel allerdings, trotz seiner Berühmtheit, dem späteren barocken Neubau zum Opfer.
Anfang des 15. Jahrhunderts jedoch war, ähnlich wie viele andere Klöster in jener Zeit, das Stift überschuldet, die Mönche untereinander zerstritten und die Disziplin zerrüttet. Auf dem Konzil von Konstanz wurde eine Reform der Benediktinerklöster beschlossen. Ausgangspunkt dieser Reform sollte das Kloster Melk sein. Nikolaus Seyringer, ehemaliger Rektor der Wiener Universität und nun Mönch im Benediktinerkloster Subiaco, wurde als Visitator vom Konzil nach Melk gesandt und 1418 auch Abt des Stifts.
Seyringer setzte durch, dass Melk wieder zu einem Ort strenger Klosterdisziplin wurde. Die Melker Klosterreform wurde zum Ausgangspunkt einer breiten Reformbewegung. Mönche aus anderen Klöstern kamen nach Melk, um dort die Reform zu studieren. Mitglieder des Melker Konvents wurden als Äbte in andere Klöster berufen. So wurde Melk zum Zentrum einer Reform, die Österreich und fast den gesamten süddeutschen Raum bis in den Schwarzwald hinein umfasste.
In enger Zusammenarbeit mit der Wiener Universität wurde Melk in der Folgezeit zu einem kulturellen Zentrum. Persönlichkeiten der Geistesgeschichte wie Petrus von Rosenheim, Johannes von Speyer, Martin von Senging, Wolfgang von Steyr und Johannes Schlitpacher gingen aus dem Stift hervor. Theologische, monastische und wissenschaftliche Werke entstanden oder wurden in den Schreibstuben kopiert. Zwei Drittel der bis heute überlieferten Melker Handschriften stammen aus jener Zeit.
In wirtschaftlicher Hinsicht hingegen hatte das Kloster weiterhin mit Schwierigkeiten zu kämpfen. Die Hussitenkriege und Auseinandersetzungen zwischen Friedrich III. und dem Adel erschütterten das Land. Die Klöster wurden im Hinblick auf die finanziellen Forderungen der Landesherren in die Streitigkeiten verwickelt. Es gab harte Auseinandersetzungen mit Matthias Corvinus. 1483 musste Abt Augustin von Obernalb zurücktreten und dem von Friedrich III. bevorzugten Abt Wolfgang Schaffenrath weichen.

### Zerrüttung und Wiederaufstieg im 16. und 17. Jahrhundert
Zu Beginn des 16. Jahrhunderts brachten die Türkenkriege weitere große Abgaben mit sich, die die wirtschaftliche Grundlage des Klosters zerrütteten. Besitzungen des Klosters in der Nähe von Wien wurden verwüstet und wertlos.
Gleichzeitig wandten sich viele Bürger der näheren Umgebung und auch adlige Besitzer benachbarter Burgen der Reformation zu. Die Zahl der Klostereintritte nahm dramatisch ab. 1566 bestand das Klosterpersonal nur noch aus drei Patres, drei Klerikern und zwei Laienbrüdern. Das Kloster stand am Rande der vollständigen Auflösung.
1564 wurde Urban Perntaz als Abt nach Melk berufen und blieb dort Abt bis 1587. Anfangs hatte er harte Konflikte mit den weltlichen Offizialen durchzustehen, die ein Interesse daran hatten, selbst die Herrschaft über das Kloster auszuüben und Anklagen gegen ihn betrieben. Schließlich wurde er jedoch freigesprochen und erhielt die offizielle römische Bestätigung als Abt. Er leitete einen wirtschaftlichen Neubeginn ein und erreichte, dass wieder viele junge Männer aus Süddeutschland in das Kloster eintraten.
Unter seinen Nachfolgern Kaspar Hofmann (1587–1623) und Reiner von Landau (1623–1637) konnte dieser Wiederaufschwung fortgesetzt und gefestigt werden. Die Schulden konnten abgebaut und verpfändete Güter freigekauft werden – trotz hoher Verluste und steuerlicher Belastungen, die der Dreißigjährige Krieg und die permanente türkische Bedrohung mit sich brachten. Kirche und Kloster wurden saniert, restauriert, teilweise neu errichtet und umgebaut. Der Einfluss der weltlichen Offiziale wurde zurückgedrängt und schließlich gebrochen. Wie in früheren Zeiten war Melk wieder eine blühende klösterliche Gemeinschaft, und Melker Mönche wurden wieder oft als Äbte an andere Klöster berufen. Ende des 17. Jahrhunderts war im Wesentlichen die finanzielle Grundlage für den umfassenden späteren barocken Neubau gelegt.
Gleichzeitig wurde das Kloster ein regionales Zentrum der Gegenreformation. Alle Pfarreien der Umgebung wurden, mit dem Bistum Passau abgestimmt, vom Kloster aus besetzt, um lutherischen Einflüssen einen Riegel vorzuschieben.
Mit dem wirtschaftlichen Aufschwung setzte auch die literarische und wissenschaftliche Tätigkeit am Kloster wieder ein. Persönlichkeiten wie Johannes Zeller, Philibert Utz, Philibert Hueber und Anselm Schramb lebten, forschten und schrieben in jener Zeit in Melk. Die Melker Klosterschule wurde erweitert und nach dem Vorbild der sechsklassigen Jesuitenschulen neu organisiert. Die Schüler absolvierten zunächst vier Jahre an der Melker Schule und wechselten für die letzten zwei Jahre zum Jesuitenkolleg Wien.

### Barocker Neubau

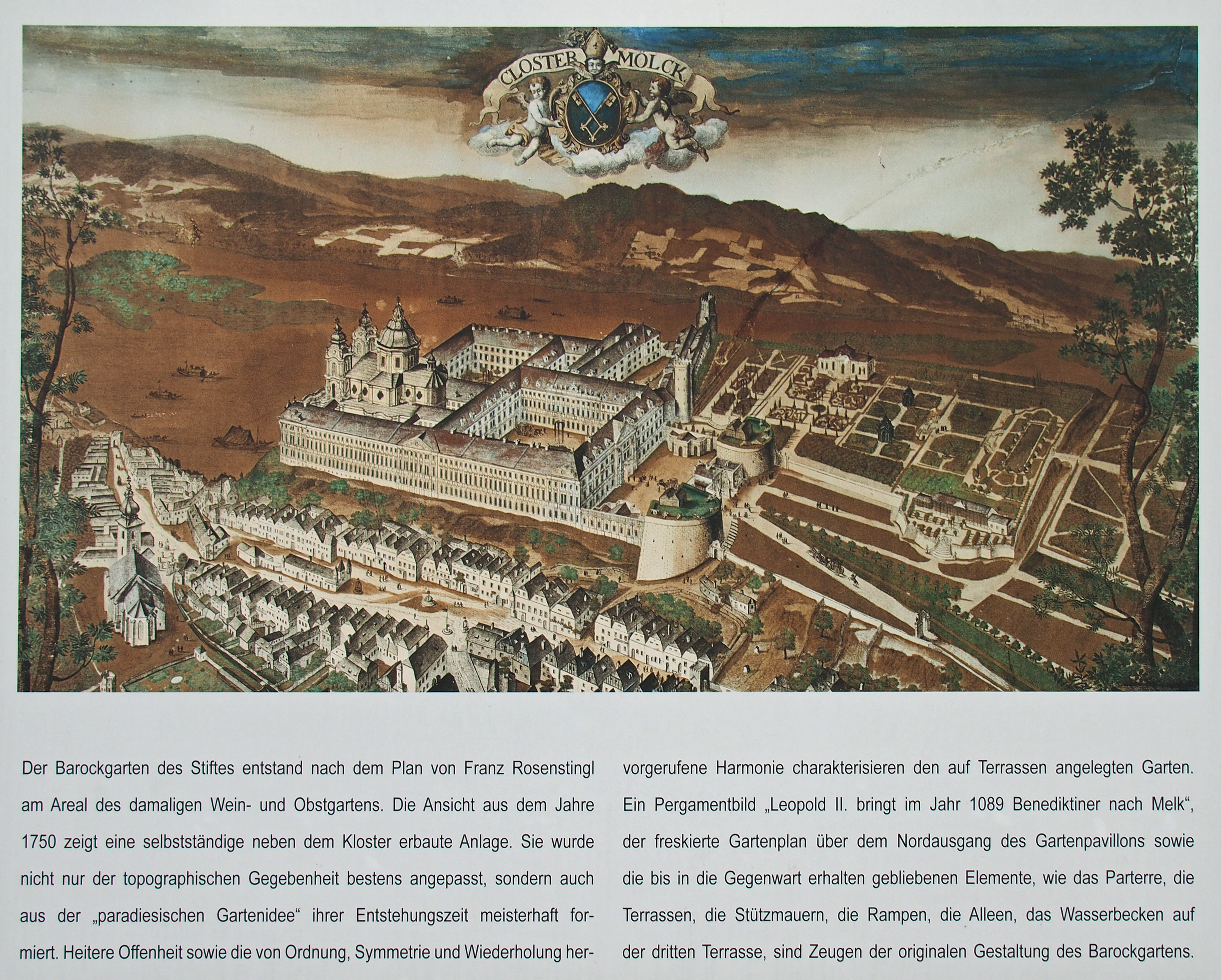
Übersichtsplan von 1750

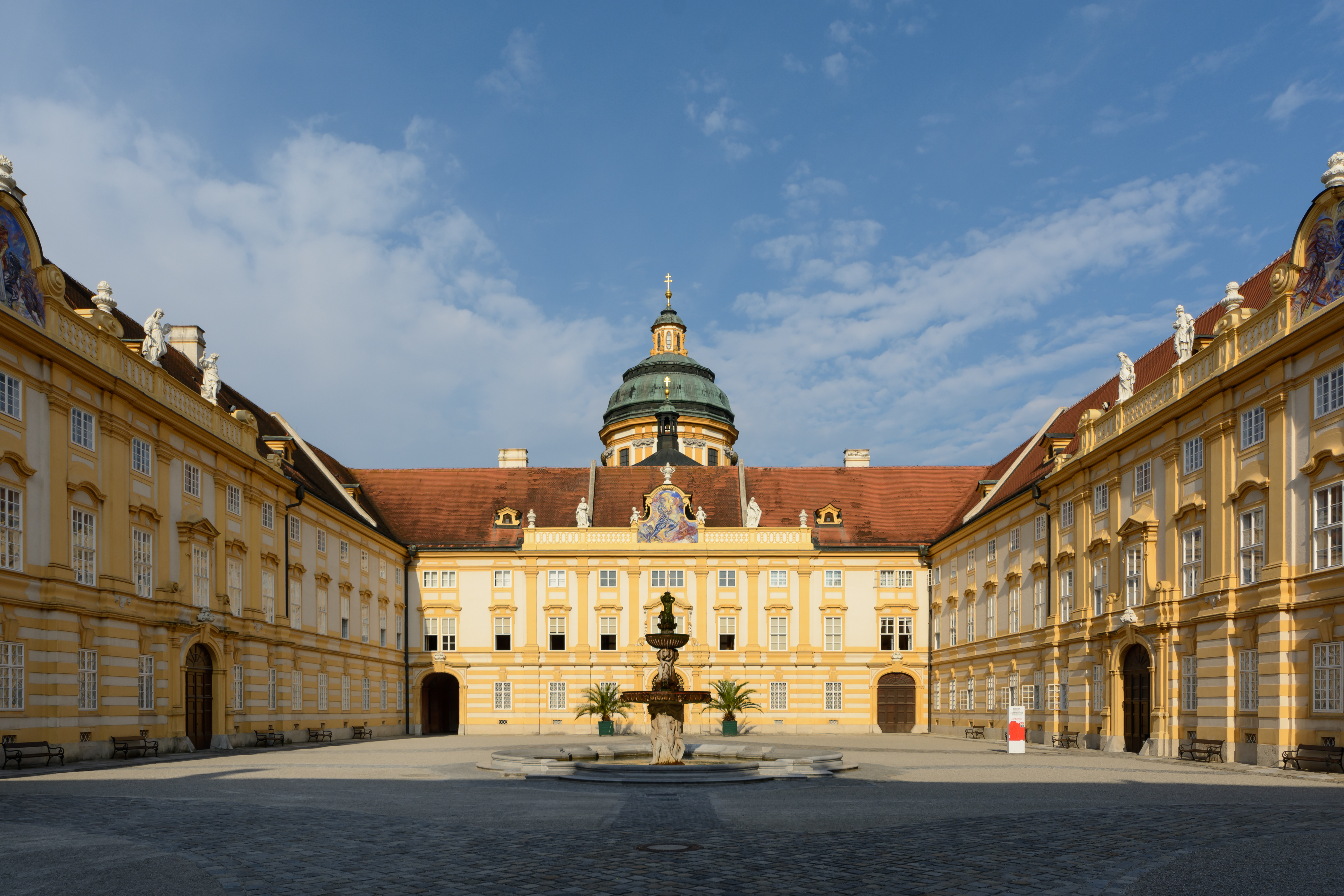
Prälatenhof

Mit großer Mehrheit wurde am 18. November 1700 der erst dreißigjährige Berthold Dietmayr zum Abt gewählt. Dietmayr verfolgte von Anfang an das Ziel, die religiöse, politische und geistige Bedeutung des Klosters durch einen Neubau hervor zu stellen. Noch bevor er als Abt von Rom bestätigt war, begann er mit den Vorbereitungen. In Jakob Prandtauer fand er einen Baumeister seines Vertrauens.
1701 wurde die Erneuerung der Sakristei und des einsturzgefährdeten Hochchors der Kirche in Angriff genommen. Unmittelbar nach dem Beginn dieser Arbeiten wurde beschlossen, die gesamte Kirche neu zu erbauen, deren Grundsteinlegung 1702 erfolgte. Nur wenig später fiel der Beschluss zum Neubau der gesamten Klosteranlage. Aus dem Jahr 1711 ist ein Gesamtplan, ein Klosterriss, bekannt.
Prandtauer leitete bis zu seinem Tod 1726 den Bau. Als Innenarchitekt wurde der Wiener Theatergestalter Antonio Beduzzi gewonnen. Die Stuckarbeiten wurden ab 1716 von Johann Pöckh gestaltet. Parallel dazu schuf der Maler Johann Michael Rottmayr die Deckenfresken. Nach dem Tod Prandtauers wurde der Bau anhand vorhandener Pläne zunächst von einem Polier geleitet, bevor man die Bauleitung Joseph Munggenast, einem Neffen von Prandtauer, übertrug. Eine Reihe weiterer erstrangiger Künstler aus der Ferne und aus der Region waren an dem Bau und der Ausgestaltung beteiligt, so Paul Troger als Maler der Fresken in der Bibliothek und im Marmorsaal und Christian David aus Wien für die Vergoldungen.
1736 waren sowohl Kirche als auch Kloster im Wesentlichen fertiggestellt. 1738 ereilte jedoch erneut eine Brandkatastrophe das Kloster. Unter anderem wurden fast sämtliche Dächer, die beiden Türme und einige Repräsentationsräume zerstört. Berthold Dietmayr gab sofort die Anweisungen zum Wiederaufbau, erlebte diesen jedoch nicht mehr. Erst unter seinen Nachfolgern Adrian Pliemel (1739–1746) und Thomas Pauer (1746–1762) konnte der Wiederaufbau unter finanziellen und politischen Widrigkeiten abgeschlossen werden. 1746 erfolgte schließlich die Weihe der neue Klosterkirche.
Auch in wissenschaftlicher und musikalischer Hinsicht blühte im 18. Jahrhundert das klösterliche Leben. Die Arbeiten der Brüder Bernhard und Hieronymus Pez lieferten bis heute bedeutsame Beiträge zur österreichischen Geschichtsforschung. Die Musiker Robert Kimmerling, ein Haydn-Schüler, Kimmerlings Schüler Pater Marian Paradeiser sowie der Komponist und Musiktheoretiker Pater Maximilian Stadler genossen großes Ansehen. Der spätere Wiener Domkapellmeister Johann Georg Albrechtsberger war Stiftsorganist in Melk.

### Josephinismus
Der österreichische Josephinismus machte 1783 seinen universellen Anspruch auch dem Kloster Melk gegenüber geltend. Auf kaiserliche Anordnung wurde die theologische Lehranstalt geschlossen. Die Kleriker sollten alleine am Wiener Generalseminar im Geiste der Aufklärung ausgebildet werden. Die Absolventen des Generalseminars, die nach ihrer Ausbildung nach Melk kamen, sorgten dafür, dass sich dort das neue Gedankengut durchsetzte.
Zahlreiche staatliche Verordnungen schränkten die Selbstständigkeit des Klosters ein. Neue Pfarreien, die gemäß der staatlichen Pfarrordnung eingerichtet wurden, mussten vom Kloster mit Personal bestückt werden. Die Pfarrhöfe und Schulen musste das Kloster bezahlen. Wegen seiner Bedeutung für den Staat, das Schulwesen und die Seelsorge wurde das Kloster nicht, wie viele andere Klöster, geschlossen. 1785, nach dem Tod des Abts Urban Hauer, untersagte Kaiser Joseph II. jedoch die Neuwahl eines Abts. Stattdessen sollte ein staatlicher Kommendatarabt das Kloster führen.
Nach Josephs Tod im Jahre 1790 wurden die Bestimmungen wieder aufgehoben. Isidor Payrhuber, seit 1788 Kommendatarabt, wurde zum regulären Abt des Stifts gewählt.

### 19. Jahrhundert

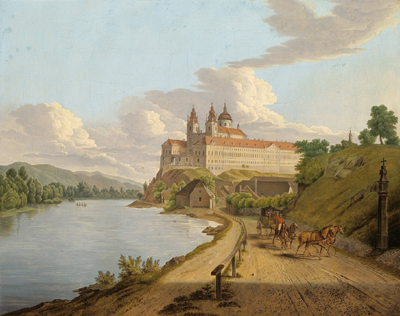
Das Stift im 19. Jahrhundert

Nachdem der Staat seinen Einfluss zurückgenommen hatte, griff nun der Bischof der neu gegründeten Diözese St. Pölten mit Vorschriften und Erlassen in das Klosterleben ein. 1787 war auf sein Betreiben das Stiftsgymnasium nach St. Pölten verlegt worden. Erst 1804 konnte es seinen Betrieb in Melk wieder aufnehmen.
Am 14. Dezember 1805 kamen bei einem Brand im Stift etwa zwei- bis dreihundert russische Soldaten zu Tode, die als Kriegsgefangene in der Nordbastei des Stiftes interniert waren. Durch die Napoleonischen Kriege wurden dem Kloster, zusätzlich zu den fortbestehenden Belastungen durch die josephinische Pfarrorganisation, neue schwere Steuerlasten aufgebürdet. Die daraus resultierende Verschuldung konnte jedoch nach dem Ende von Napoleons Herrschaft, unter dem Abt Marian Zwinger (1819–1837), gemeistert werden.
Mit der Revolution von 1848 verlor das Kloster seine Grundherrschaft, wurde jedoch finanziell entschädigt. Ein Teil der Entschädigungsgelder floss in eine Generalsanierung der klösterlichen Bauten. Für einen weiteren Teil des Geldes wurde ein Gut in Margitta im heutigen Rumänien erworben.
Gegen Ende des 19. Jahrhunderts, unter Abt Alexander Karl (1875–1909), hatte das Stift immer noch großen Einfluss auf das bäuerliche und bürgerliche Leben in der Region. Seiner Initiative verdankt die Wachau die charakteristischen Mostobstbäume, die die Landstraßen säumen. Das Kloster errichtete einen Kindergarten in Melk und schenkte der Stadt Grundstücke. Aus diesen Stiftungen entstand ein noch heute ortsbildprägendes Villenviertel. Die angrenzende Abt-Karl-Straße wurde nach dem klösterlichen Stifter benannt.

### 20. Jahrhundert
Anfang des 20. Jahrhunderts wurden im Kloster eine moderne Kanalisation, eine neue Wasserleitung und elektrisches Licht installiert. Zudem mussten erneut Baulichkeiten saniert werden. Trotz des Ersten Weltkrieges konnten diese Arbeiten zum Abschluss gebracht werden. Zur Finanzierung musste das Kloster sich jedoch von wertvollem Kulturgut trennen, zumal in der Inflation von 1919 ein beträchtlicher Teil des klösterlichen Finanzvermögens verloren ging. Unter anderem wurde 1926 eine Gutenberg-Bibel an die Yale University verkauft.
Nach dem Anschluss Österreichs 1938 wurde das Stiftsgymnasium von den Nationalsozialisten geschlossen und der größere Teil des Stiftsgebäudes für eine staatliche Oberschule beschlagnahmt. Eine vollständige Schließung durch die Nationalsozialisten wurde befürchtet, blieb dem Kloster aber erspart. Das Kloster überstand den Krieg und die nachfolgende Besatzungszeit, abgesehen von Weinplünderungen, fast unversehrt.

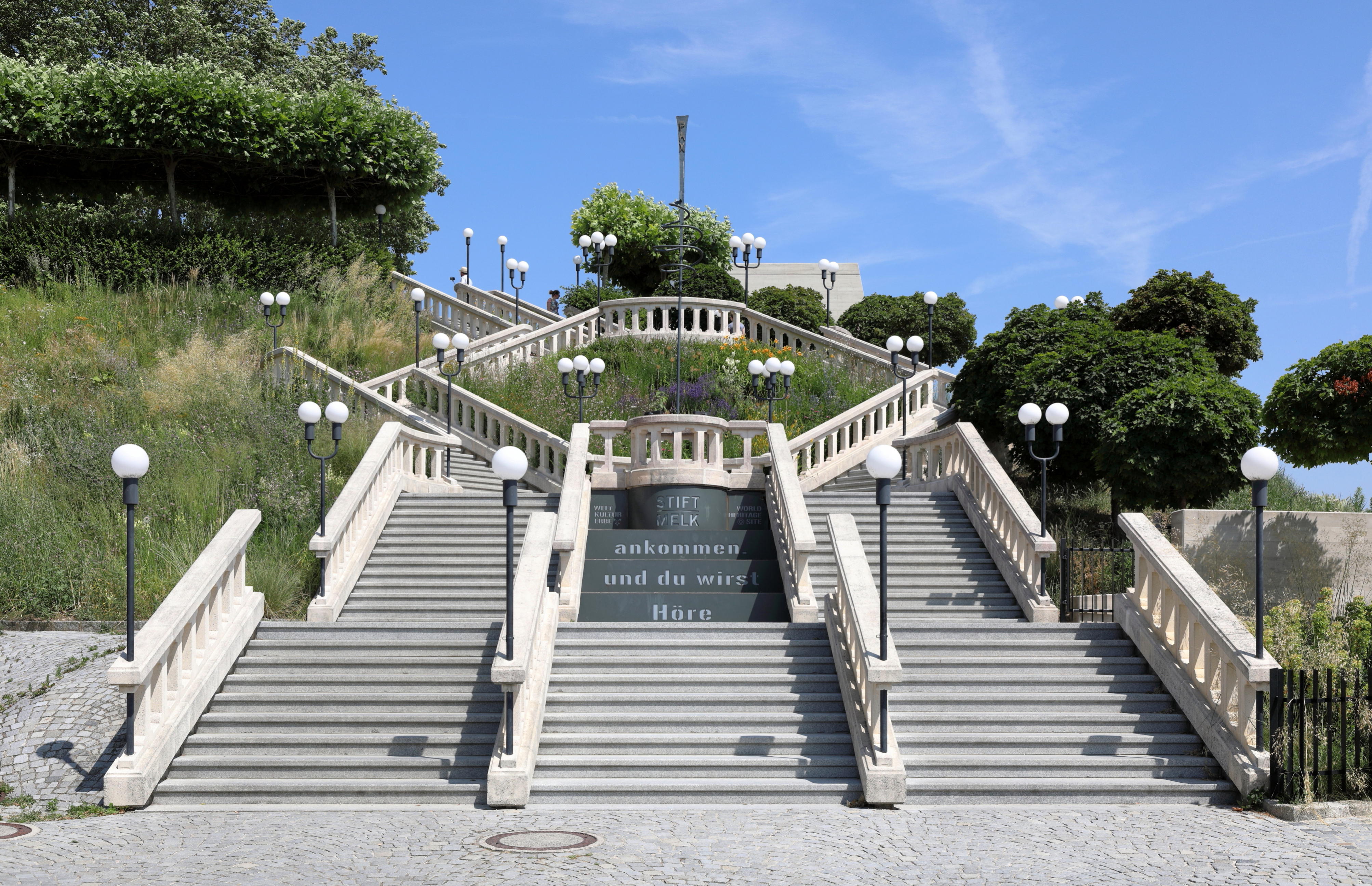
Die Anfang der 1990er Jahre neu gestaltete Stiegenanlage zwischen Besucherparkplatz und den Stiftsgebäuden

1960 fand eine Fassadenrenovierung statt. 1989 feierte das Kloster sein 900-jähriges Jubiläum mit einer Ausstellung, die bis 1990 zu sehen war. In diesen beiden Jahren besuchten 1,1 Millionen Menschen das Kloster. Bereits vor den Feierlichkeiten wurde klar, dass erneut bauliche Renovierungsmaßnahmen nötig waren. Die Kartause Gaming musste 1983 verkauft werden, weil die dort nötigen Renovierungsarbeiten, zusätzlich zu den Arbeiten am Stift selbst, nicht hätten finanziert werden können.
Rechtzeitig zur Ausstellung wurden das Eingangsgebäude und der Prälatenhof restauriert. 1990 wurde die Baustatik in der Bibliothek, dem Kolomanisaal und am Nordteil des Stifts saniert. Es folgte 1991–1995 eine Restaurierung der Nordseite des Stifts, der Ostfassade, des Torwartlhofes, der Südfassade und der beiden Basteien.
Mit dem traditionellen Erwerbszweig des Klosters, der Land- und Forstwirtschaft, konnten weder diese Aufwendungen noch der laufende Betrieb finanziert werden. So wurde in jüngster Zeit der Tourismus zu einer weiteren Einnahmequelle. Jährlich besuchen ca. 500.000 Gäste das Stift. Konsequenterweise wurde ein moderner großer Parkplatz eingerichtet. Ein Fahrradparkplatz mit Gepäck-Schließfächern bietet sich den vielen Radfahrern an, die im Zuge einer Tour auf dem Donau-Radwanderweg das Stift besuchen. Ein Restaurant, der neu gestaltete Stiftsgarten und die Klosterführungen sind weitere Angebote an die Besucher.
Das Stift Melk ist auf der Rückseite der 50-Schilling-Banknote von 1951 zu sehen.
2021 gehörten 27 Mönche zur Gemeinschaft des Stiftes Melk.

## Architektur und Einrichtungen

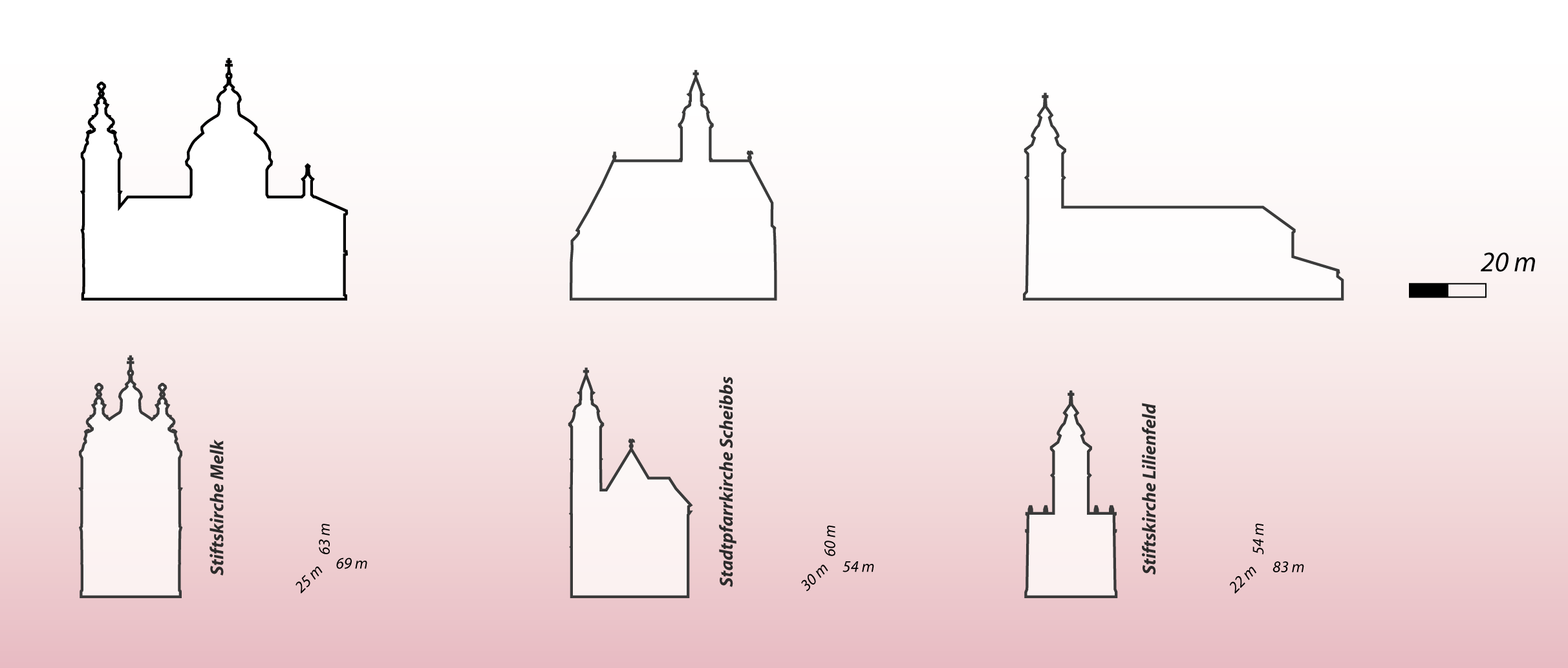
Größenvergleich einiger der größten Kirchen Niederösterreichs

### Gesamtanlage
Das Stift ist die größte Klosteranlage des österreichischen Barocks. Allein der Südflügel mit seinem prächtigen Marmorsaal ist über 240 Meter lang, die Länge der Hauptachse beträgt insgesamt 320 Meter.

### Eingangsanlage und Ostfassade

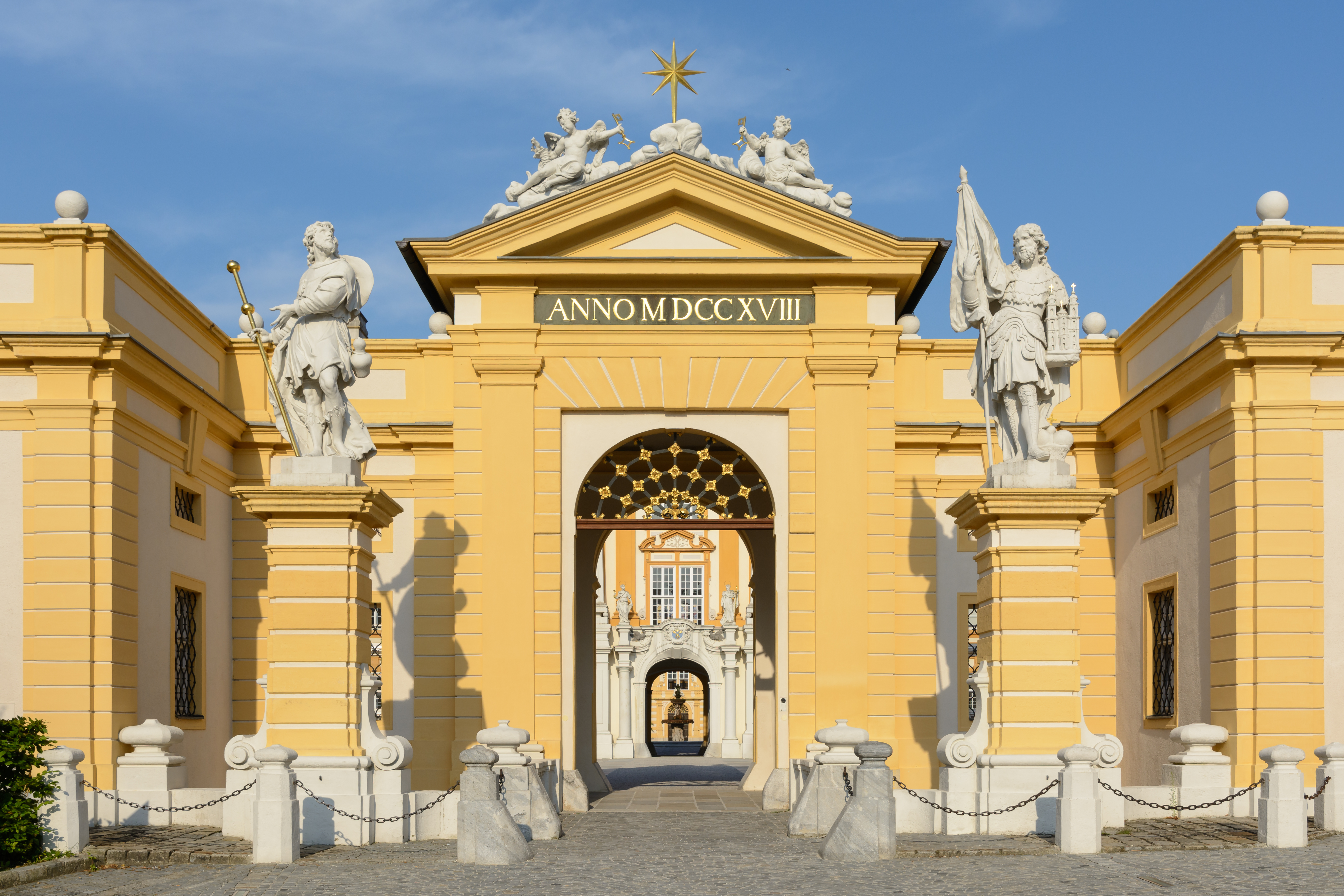
Portal

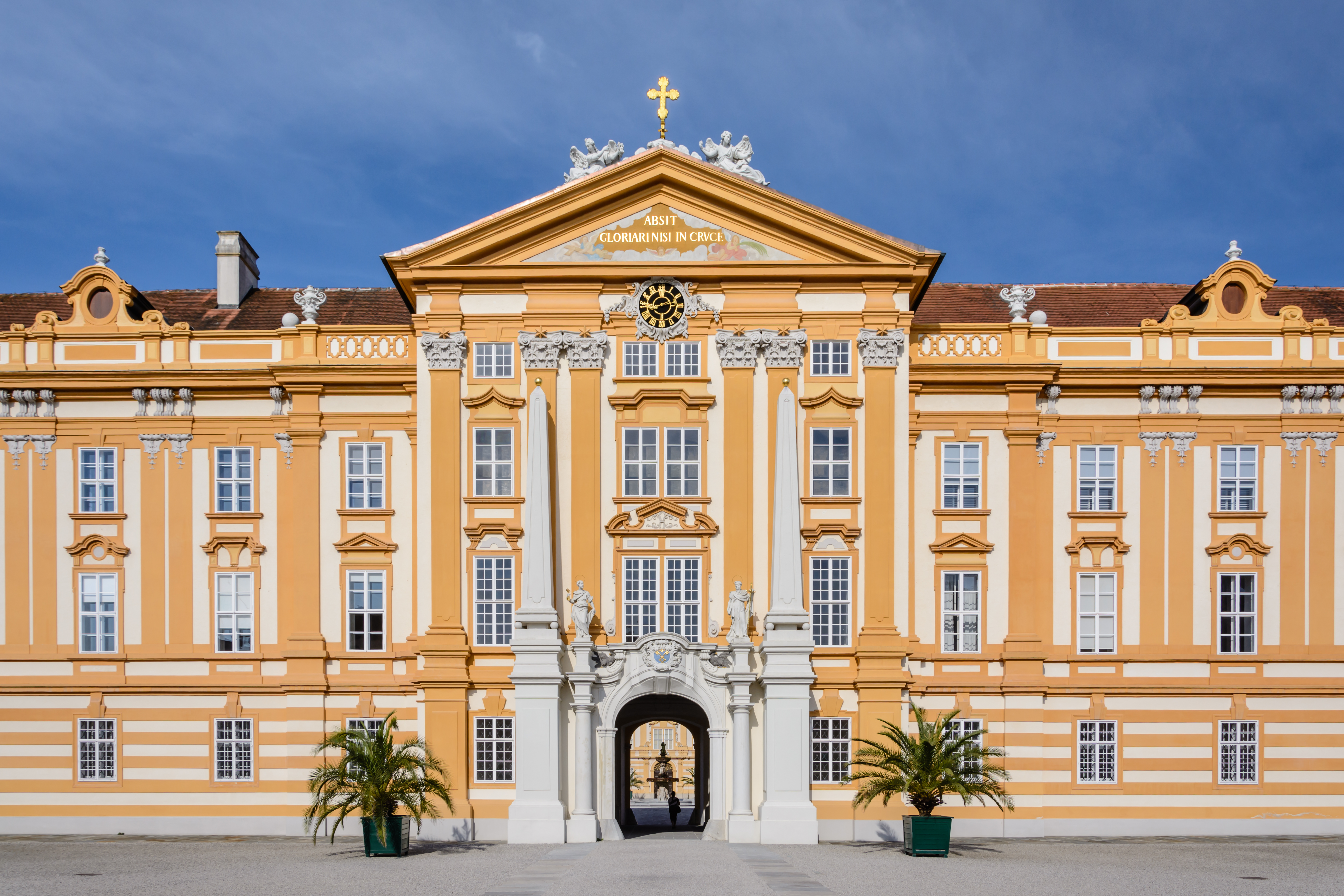
Ostfassade

Üblicherweise betreten Besucher von Osten her den Bau. Das 1718 fertiggestellte Portal wird von zwei Basteien flankiert. Die südliche Bastei ist eine Wehranlage von 1650. Aus Symmetriegründen ließ der Baumeister, Jakob Prandtauer, beim Neubau eine zweite Bastei an der rechten Seite des Portals errichten. Zwei Statuen, der heilige Leopold und der heilige Koloman, die 1716 vom Wiener Hofbildhauer Lorenzo Mattielli entworfen wurden, stehen beiderseits vor der Toreinfahrt. Die Engel, die den Dachgiebel des Portals krönen, stammen ebenfalls von Mattielli.
Durchquert man diese, so betritt man den Torwartlhof, in dem sich linkerhand der Empfangs- und Kassenbereich für Touristen befinden. Rechterhand befindet sich einer der beiden Babenbergertürme, Überbleibsel einer alten Befestigungsanlage.
Geradeaus erblickt der Besucher die Ostfassade, die prunkvolle Empfangsseite der schlossartigen Klosteranlage. Von dem kleinen Balkon oberhalb des Torbogens aus pflegten die Äbte in früheren Zeiten Gäste zu begrüßen. Rechts und links des Balkons stehen Statuen der Apostel Petrus und Paulus, der Patrone der Stiftskirche. Am Giebel prangt der Wahlspruch Absit gloriari nisi in cruce (Es sei aber fern von mir, mich zu rühmen als allein des Kreuzes, Gal 6,14 ). Neben der theologischen Deutung des Ruhms an sich weist dieser Spruch auf den größten Schatz des Klosters hin, das Melker Kreuz (1362). Dessen vergrößerte Nachbildung prangt auf der Spitze des Giebels.

### Stiftspark und Stiftsrestaurant

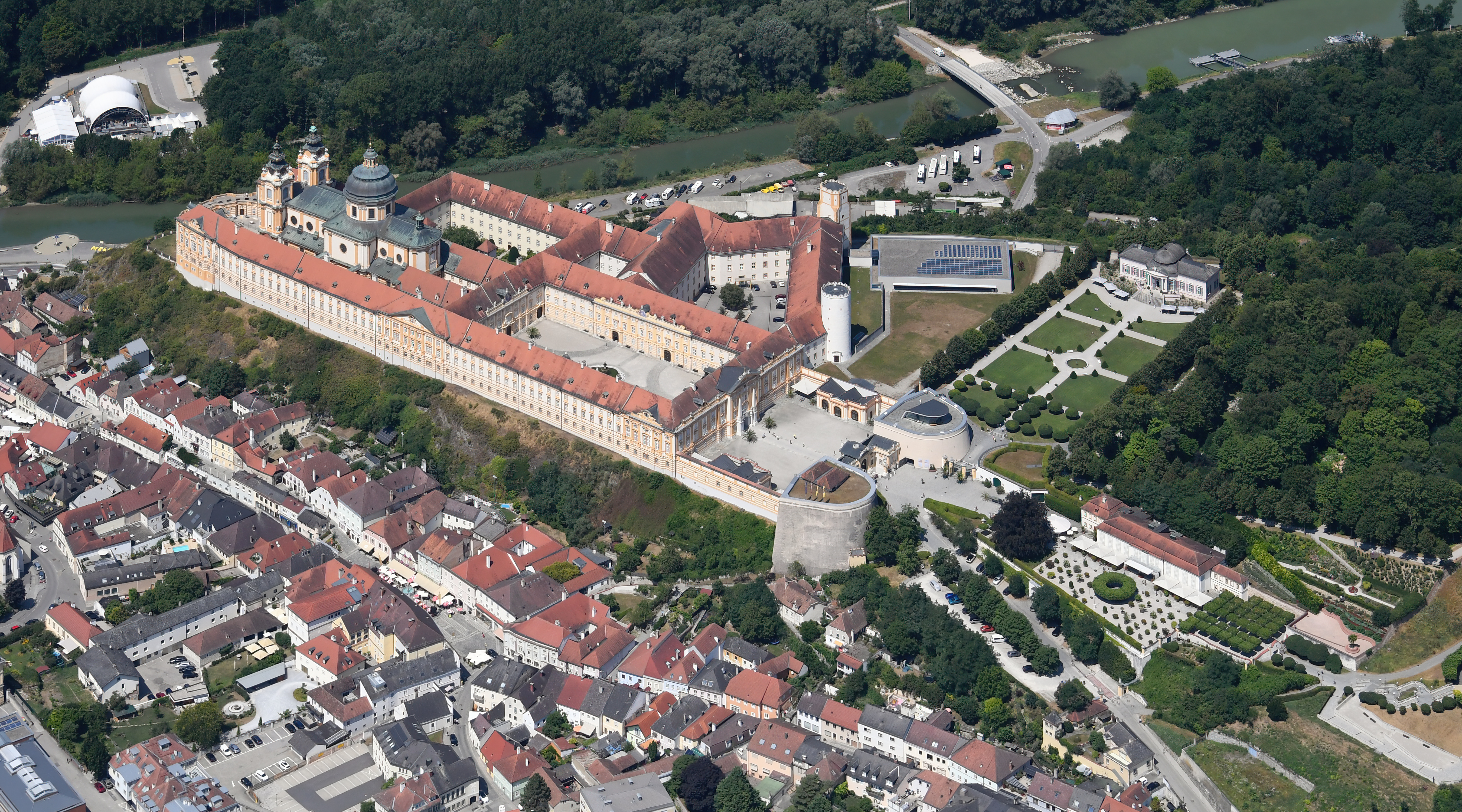
Stift Melk und Stiftspark von Südosten aus der Luft gesehen

Neben dem Portal befindet sich der Eingang zum Stiftspark. Die Parkanlage wurde 1746/47 im Auftrag von Abt Thomas Pauer von Franz Sebastian Rosenstingl geplant, und ist den Grundzügen original erhalten. Die Anlage gehört zu den bedeutendsten gartenarchitektonischen Denkmalen Österreichs und steht als solches explizit unter Denkmalschutz (Nr. 16 im Anhang zu § 1 Abs. 12 DMSG).
Im Garten steht ein barocker Gartenpavillon, der von Franz Munggenast 1747 bis 1748 erbaut wurde. Die Räume des Pavillons wurden 1763 bis 1764 von Johann Baptist Wenzel Bergl mit Fresken ausgemalt, die exotische Motive zeigen. Heute ist im Gartenpavillon ein Café eingerichtet, und er wird auch für Konzerte genutzt.

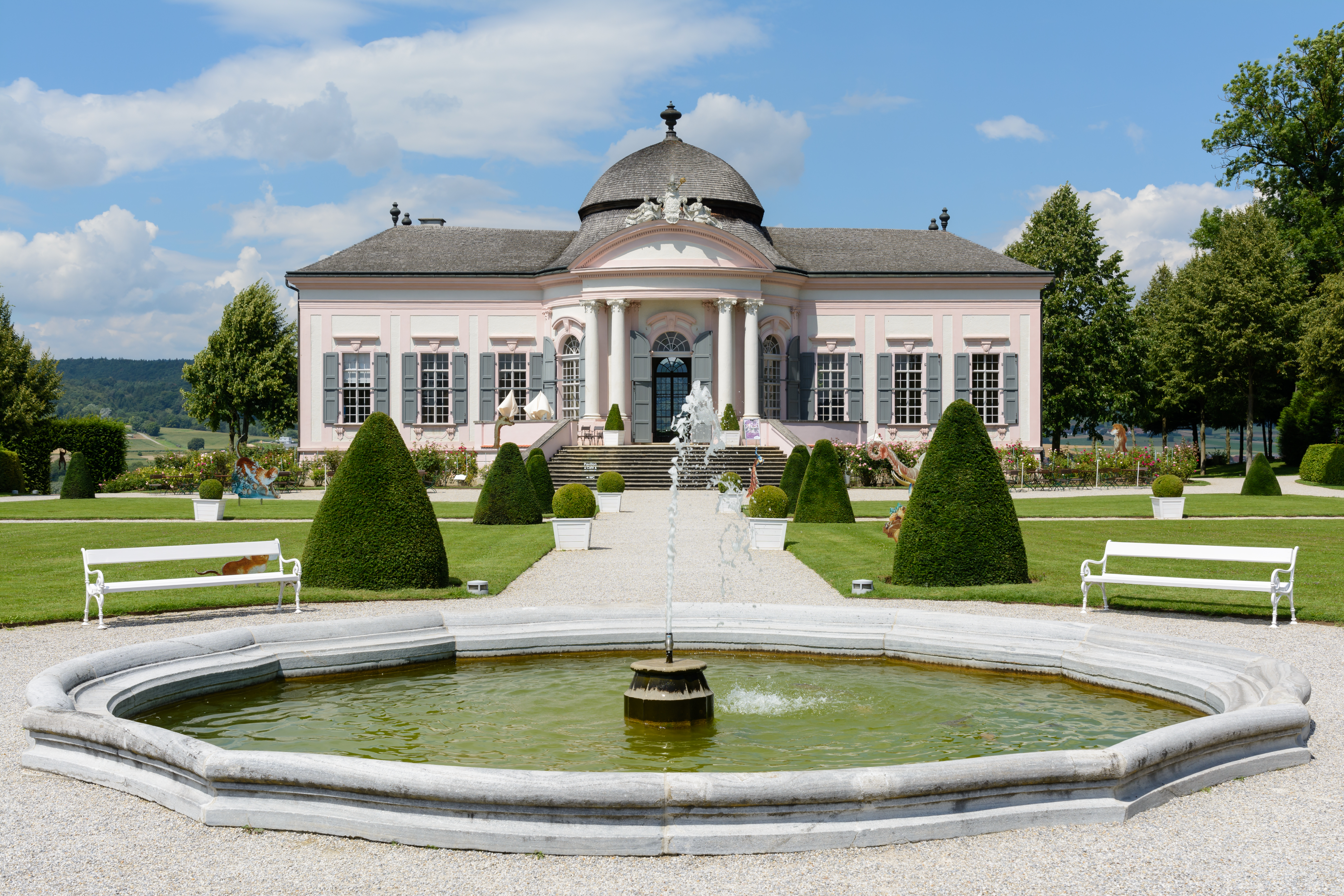
Stiftspark mit Gartenpavillon
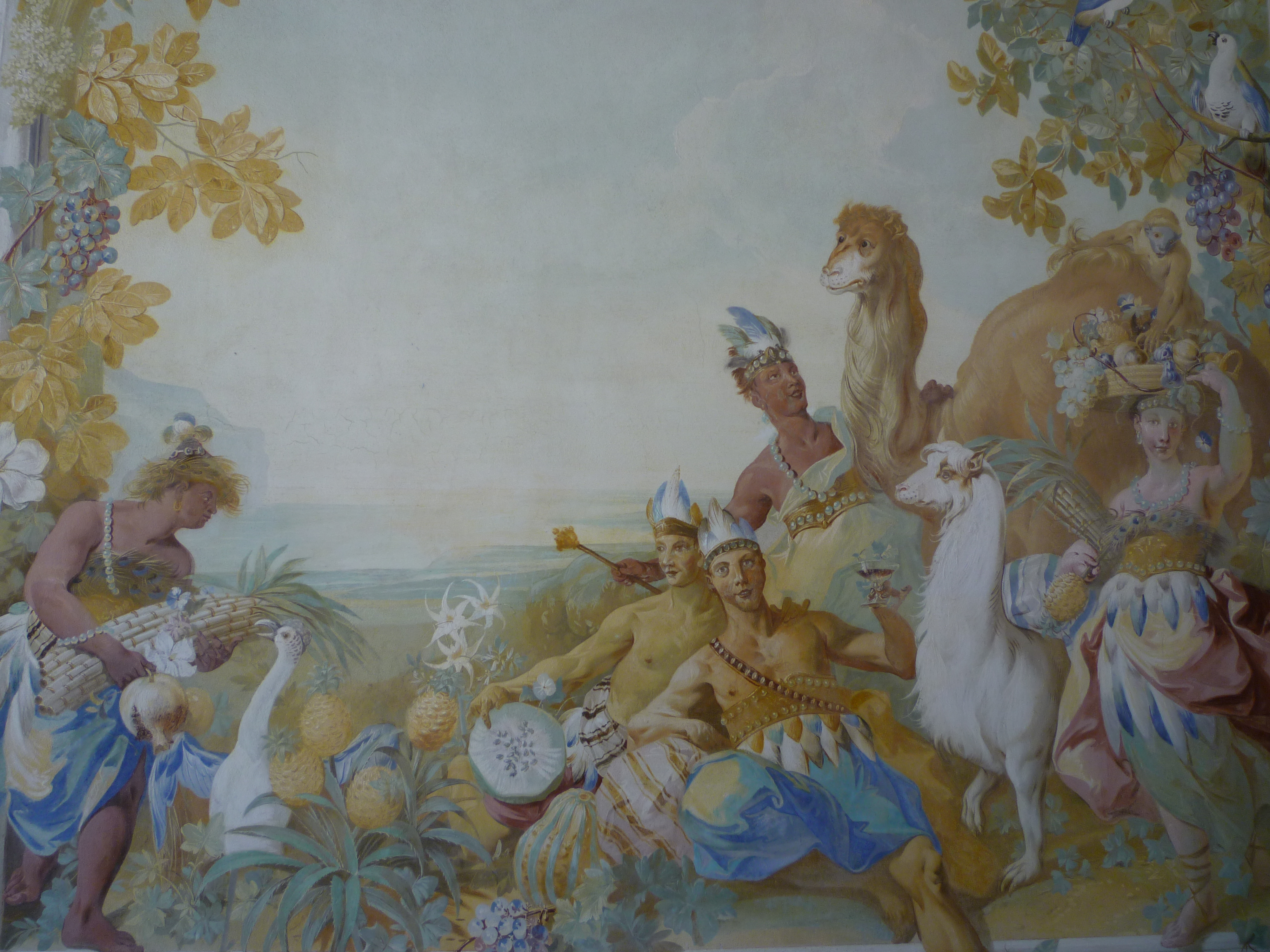
Bergl-Fresko im Gartenpavillon
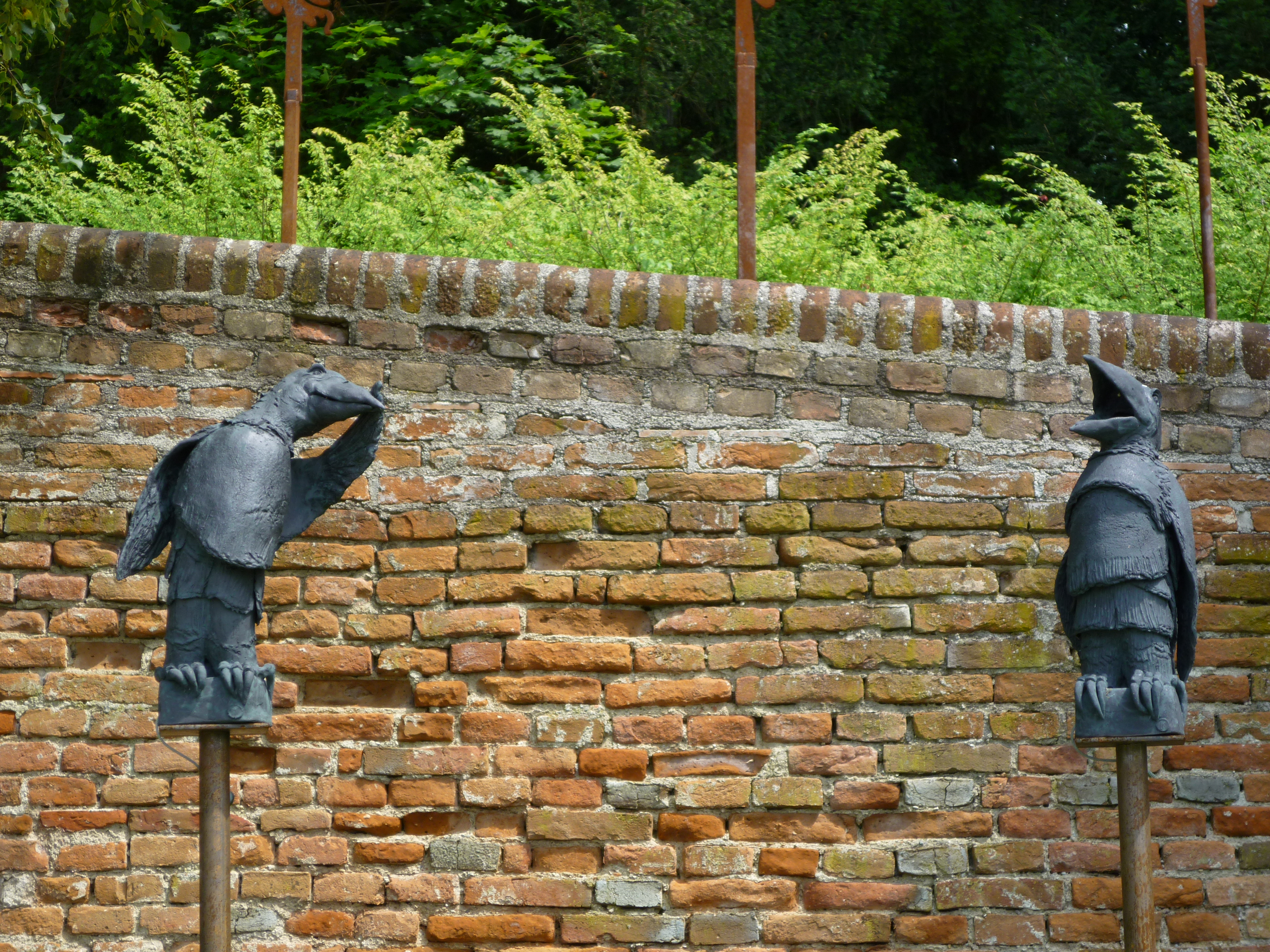
Die Raben von Ingrid Kralovec im Stiftspark symbolisieren die Mönche des Stifts

Der Stiftspark ist in verschiedene Bereiche unterteilt, unter denen besonders das Paradiesgärtlein sowie das barocke Wasserreservoir mit den 250-jährigen Lindenbäumen zu erwähnen sind.

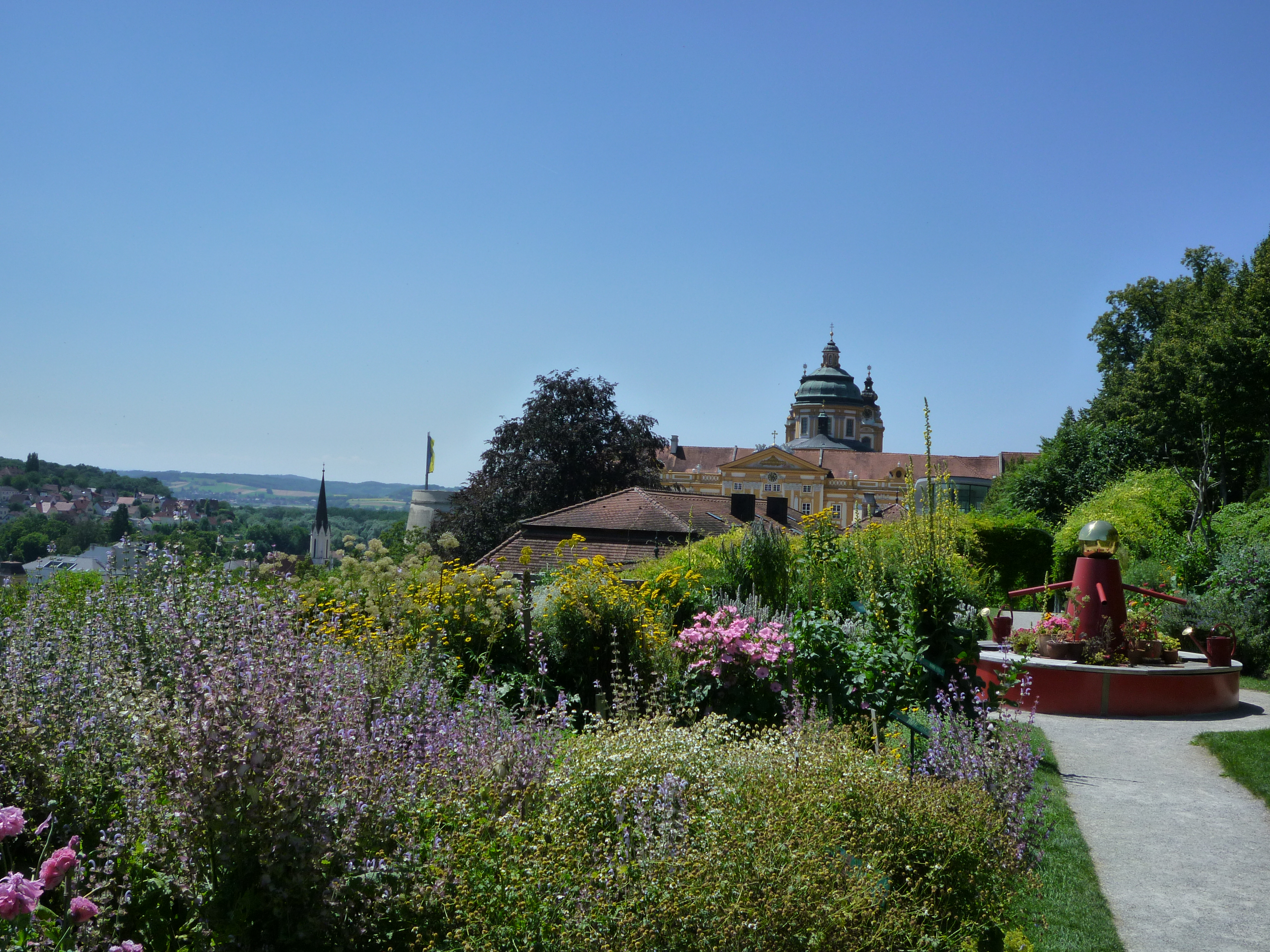
Paradiesgärtlein
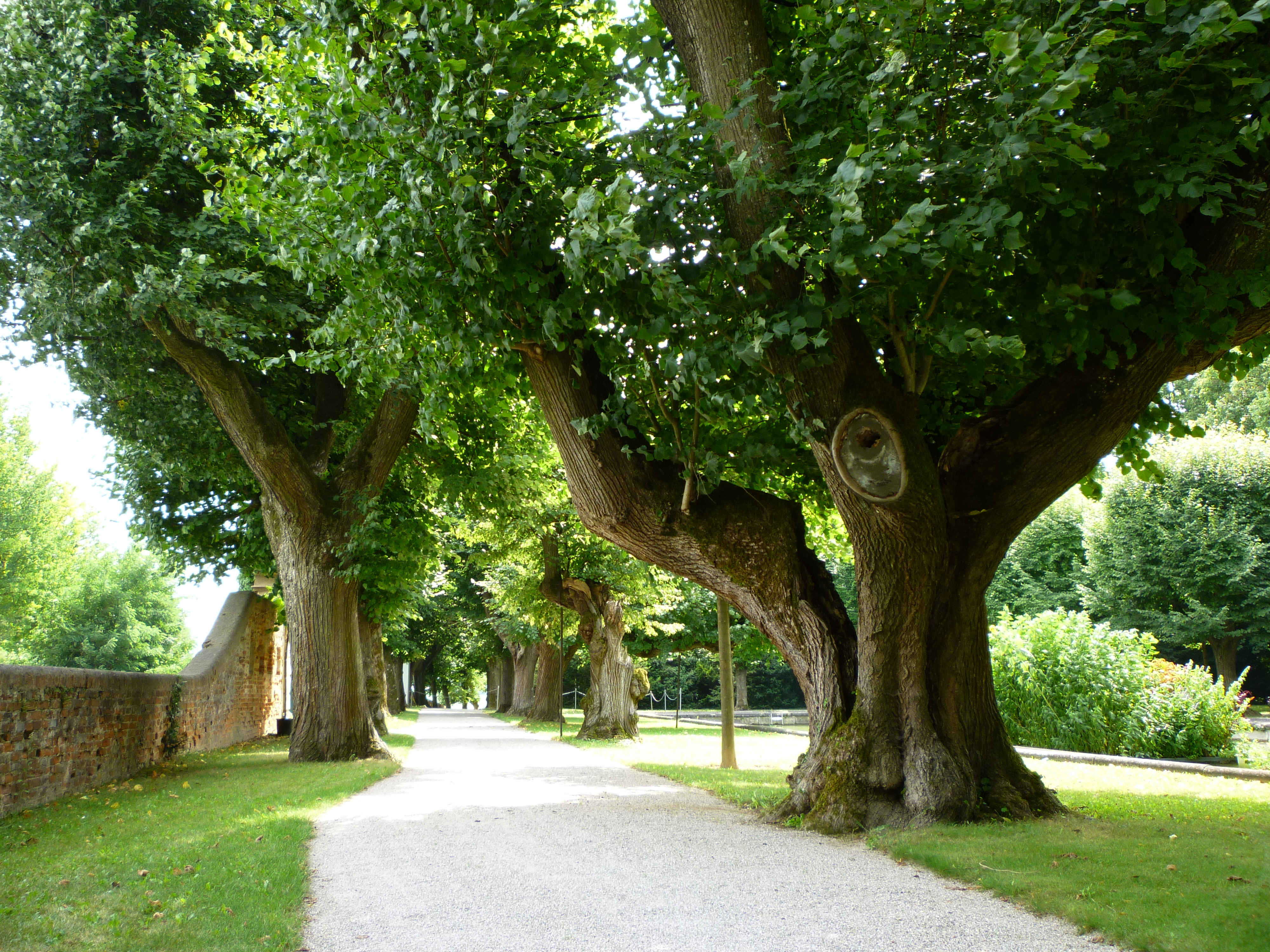
250-jährige Linden
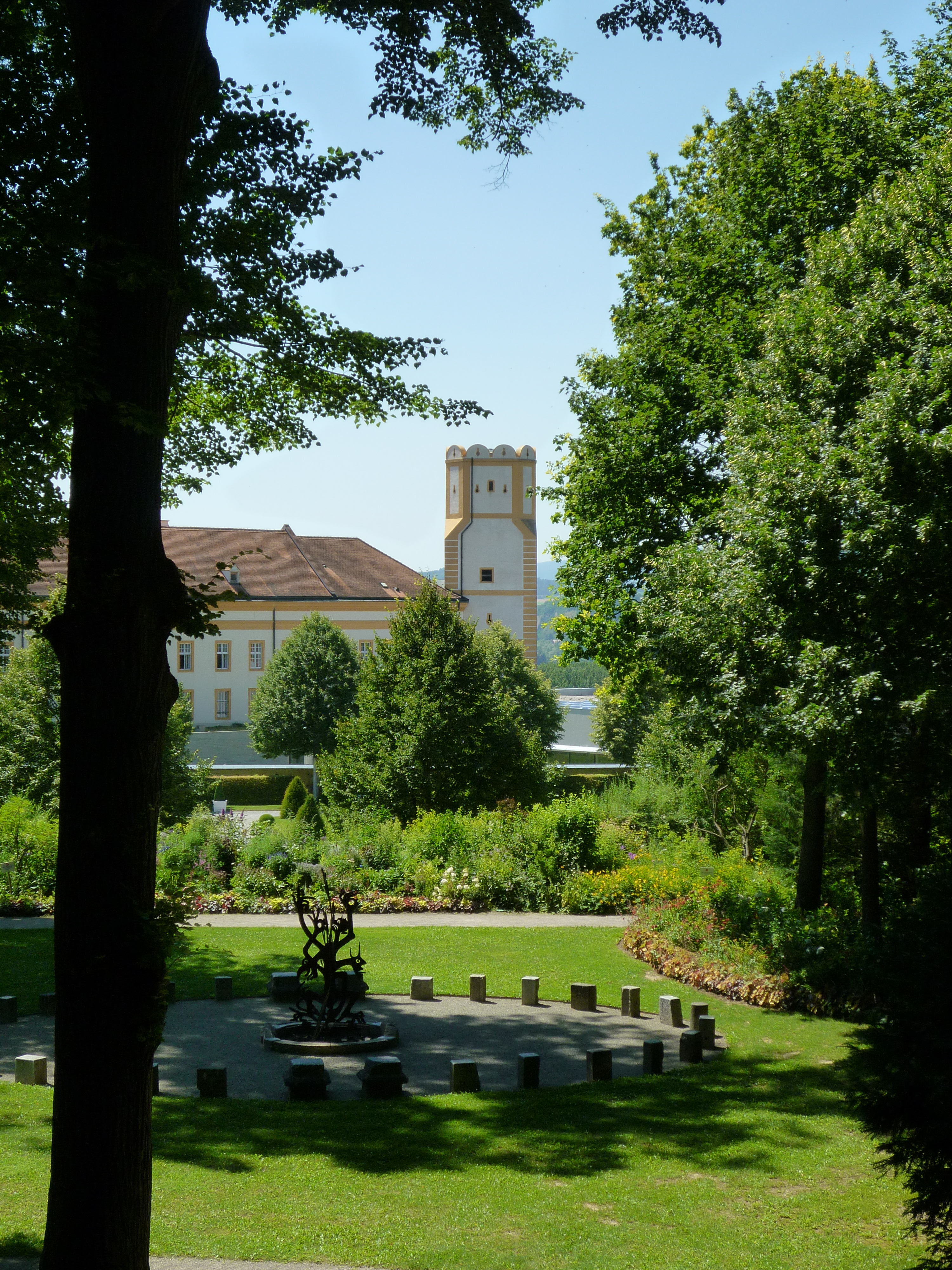
Blick aus dem Stiftsgarten auf den Pulverturm

Gegenüber dem Portal befindet sich der Eingang zu einem weiteren Abschnitt der Anlage, der das Stiftsrestaurant und eine barock gestaltete Garten- und Parkanlage beinhaltet (die jedoch nicht mit dem großen Stiftspark zu verwechseln ist).

### Benediktihalle und Prälatenhof
Der Torbogen führt in eine zweistöckige, helle Halle, die Benediktihalle. Das Fresko an der Decke dieser Halle stellt den heiligen Benedikt dar. Die ursprüngliche Fassung von Franz Rosenstingl wurde 1852 von Friedrich Schilcher erneuert.
Aus der Benediktihalle blickt man auf einen 84 m langen und 42 m breiten Platz, den Prälatenhof. Dessen Grundfläche ist trapezförmig, so dass die starke, auf die Kuppel der Stiftskirche hin ausgerichtete Raumwirkung noch verstärkt wird.

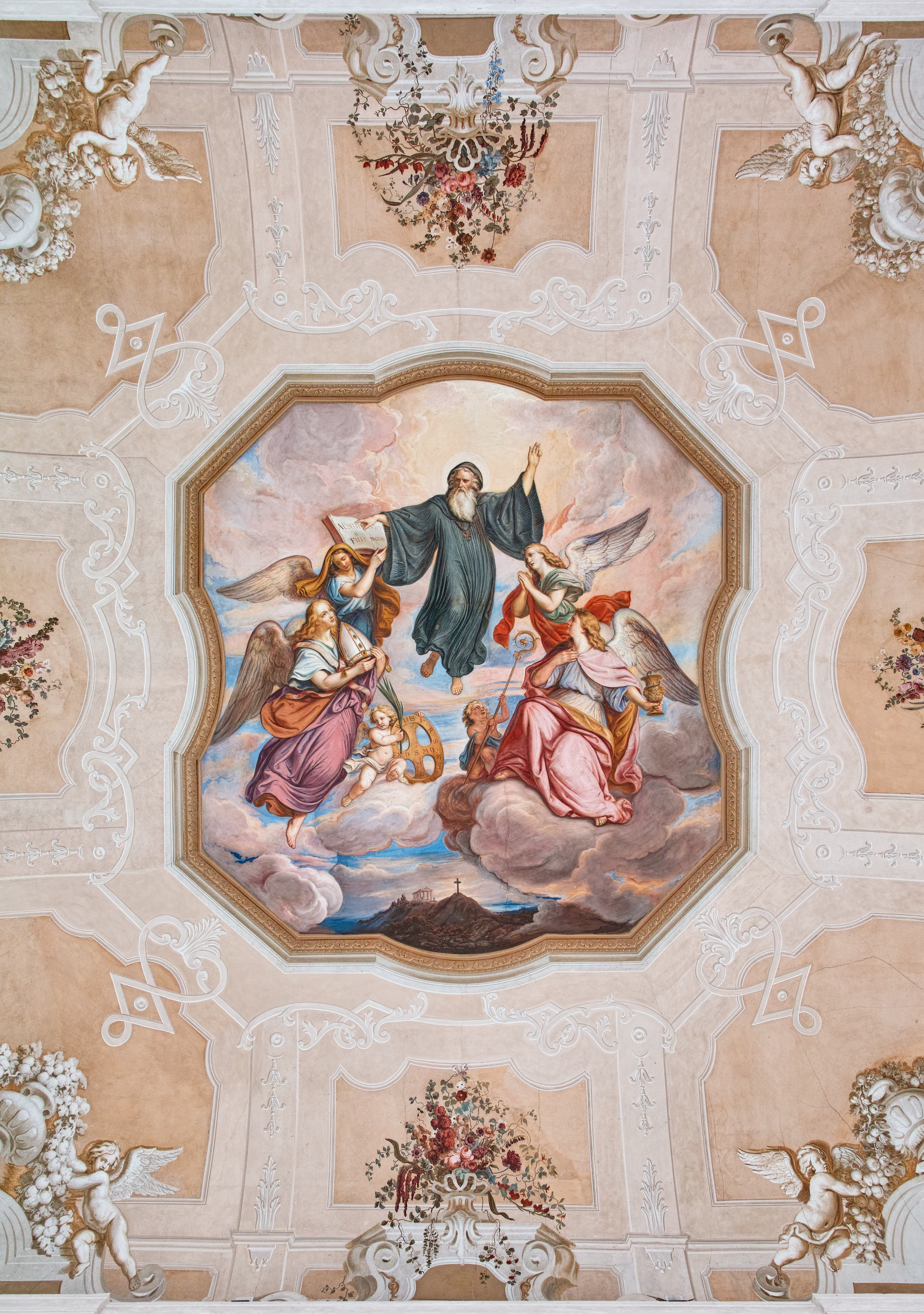
Fresko in der Benediktihalle
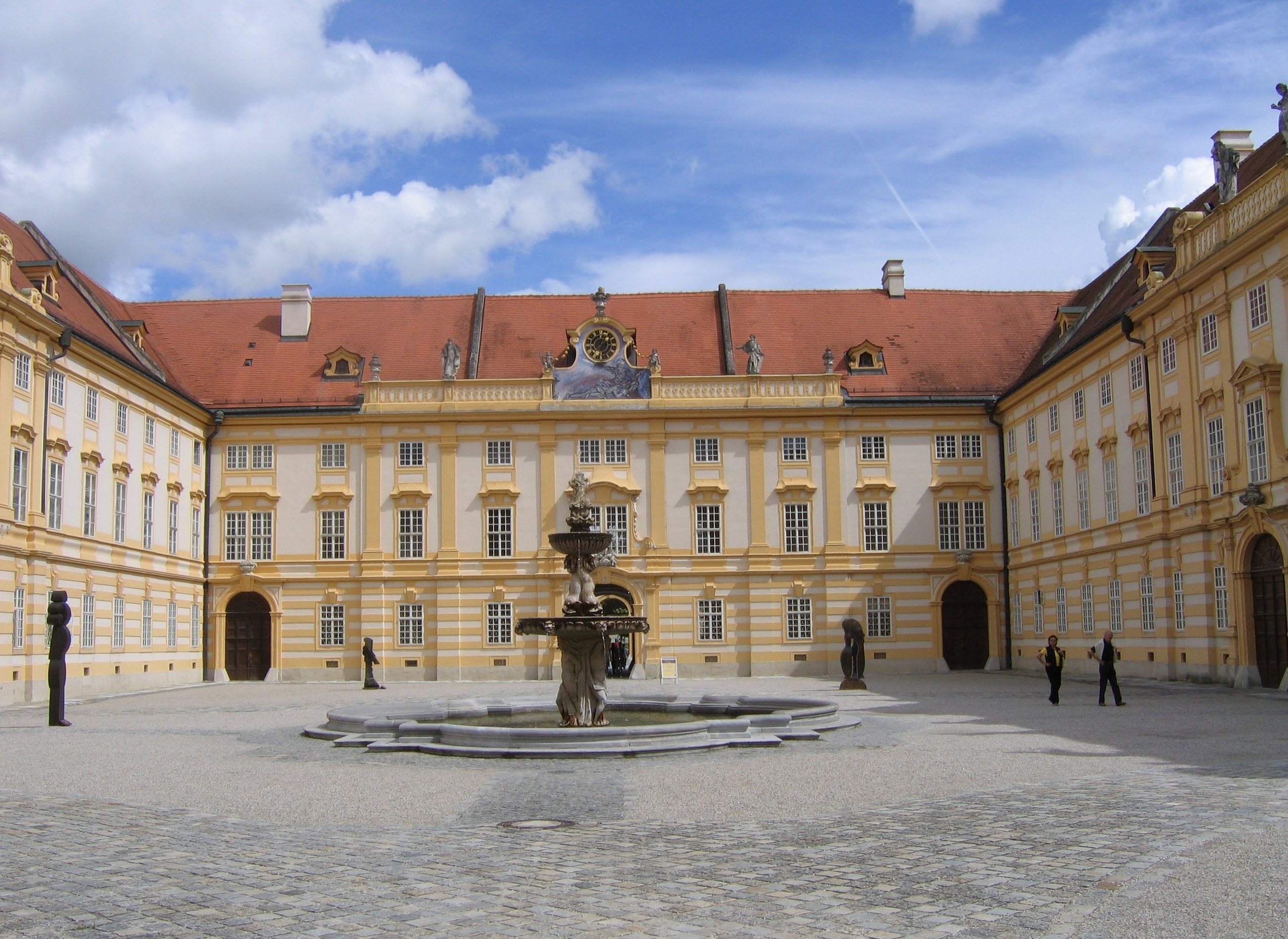
Prälatenhof, Blick rückwärts Richtung Osten
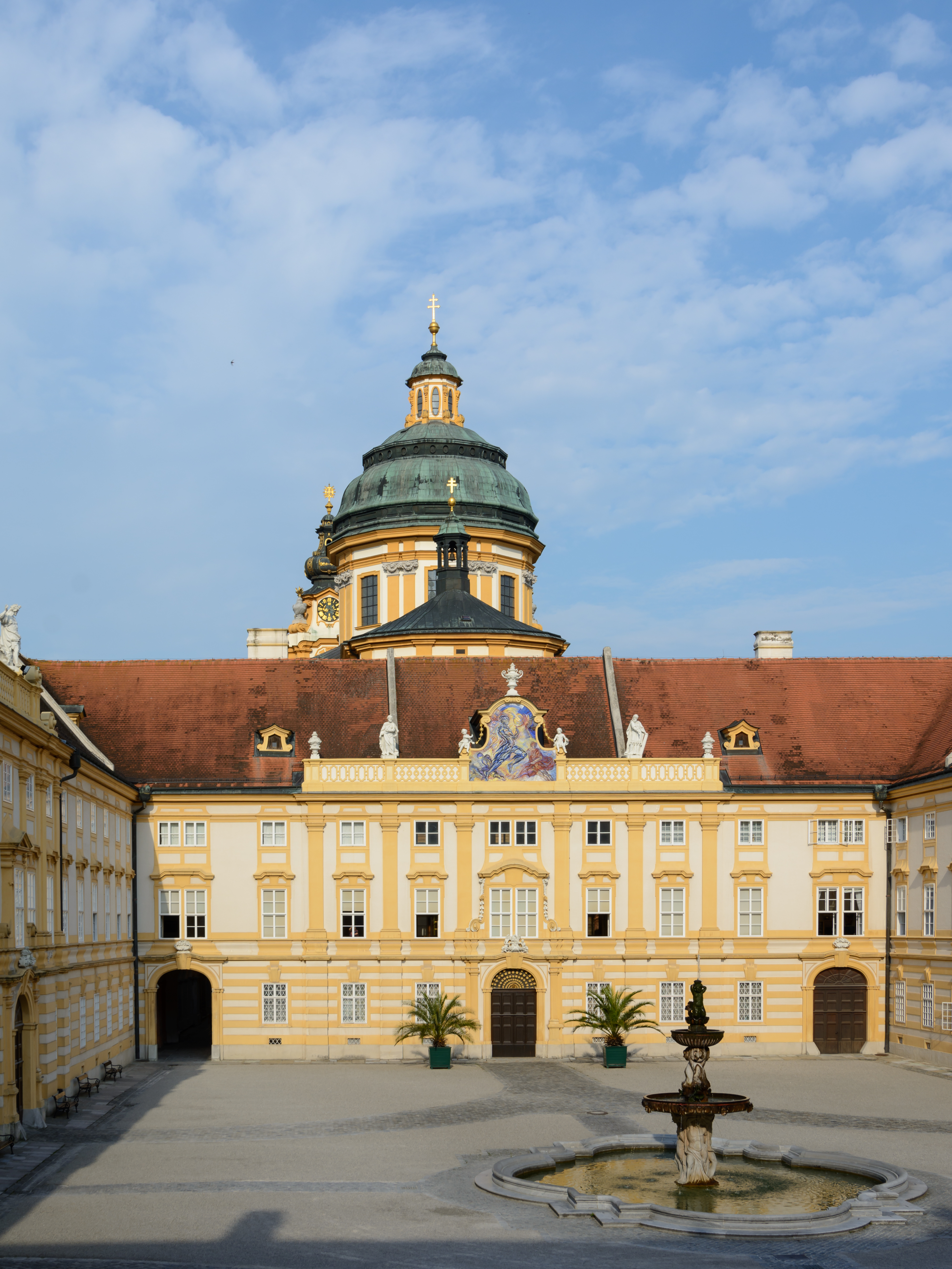
Prälatenhof und Stiftskirche
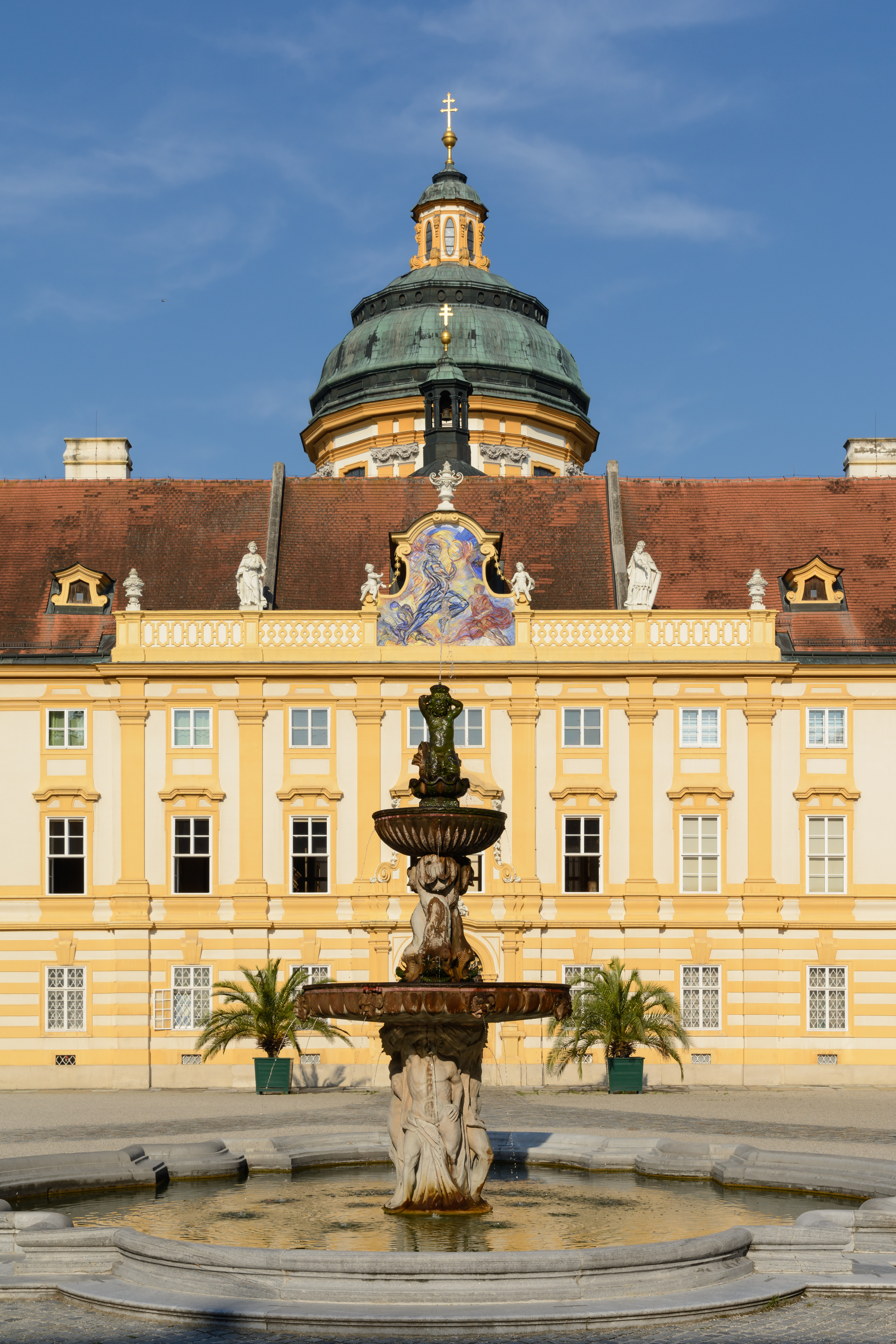
Brunnen mit Blick auf die Stiftskirche

Die Fassadengliederung der umliegenden Gebäude ist auf einfach und auf ruhige Harmonie hin ausgerichtet. Barocke Malereien von Franz Rosenstingl an den Zentralgiebeln, die Darstellungen der vier Kardinaltugenden, wurden Mitte des 19. Jahrhunderts durch Fresken des Historienmalers Friedrich Schilcher ersetzt. Diese wiederum erwiesen sich bei der großen Restaurierung in den 1980er Jahren als nicht reparierbar. Sie wurden deshalb 1988 durch moderne Darstellungen von Peter Bischof und Helmut Krumpel ersetzt.

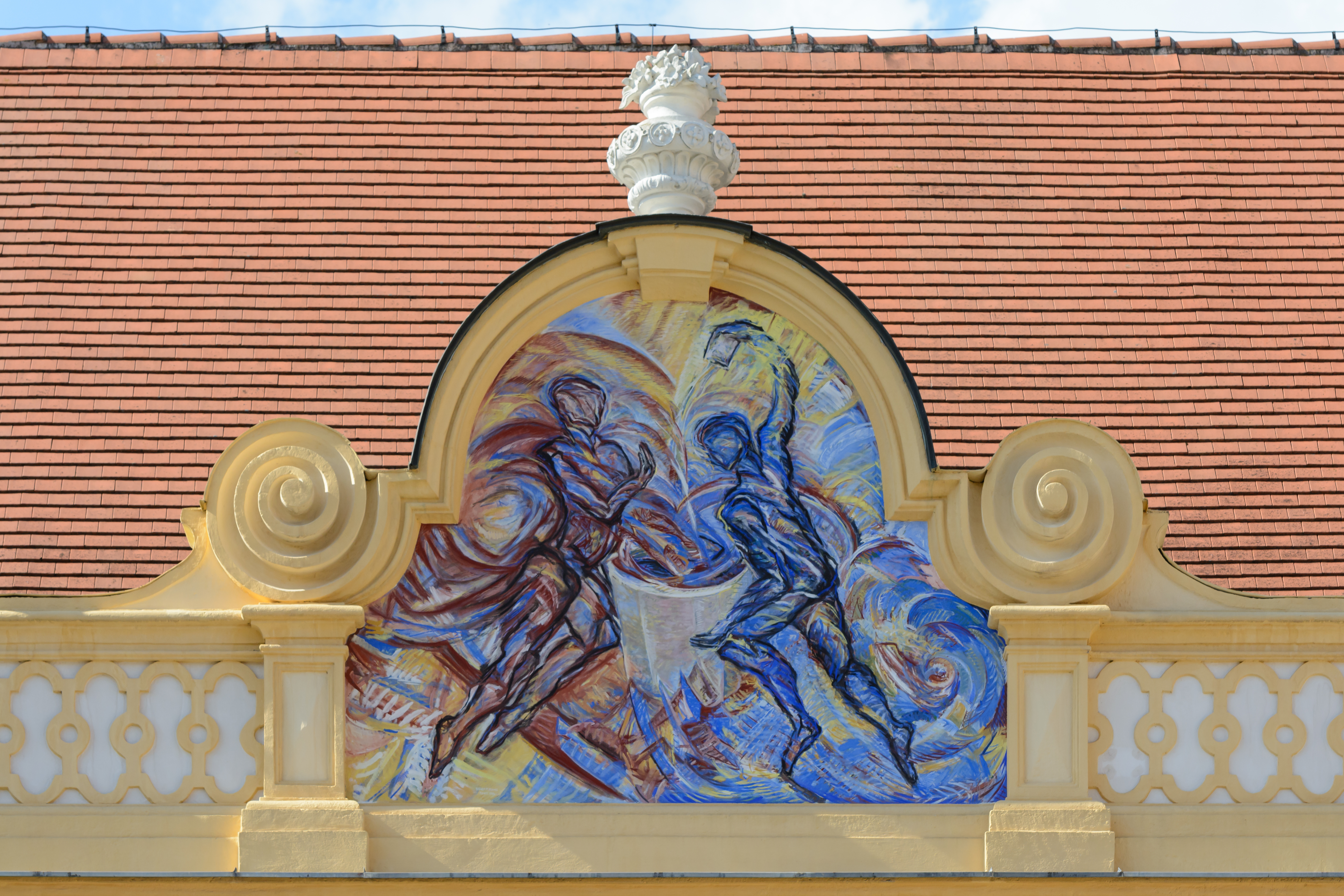
Kardinaltugend Temperantia (Mäßigung) im Norden
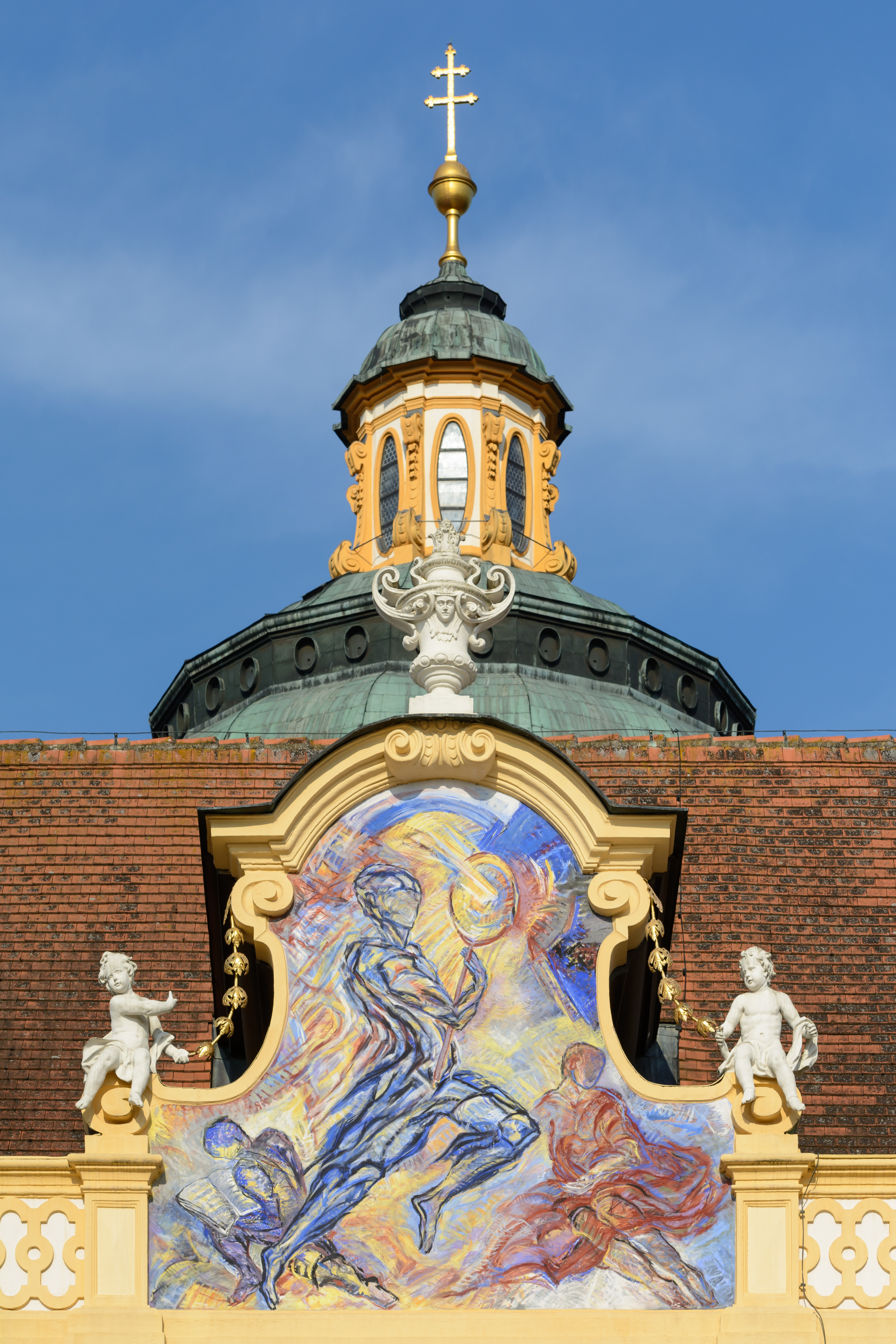
Kardinaltugend Sapientia (Weisheit) im Westen
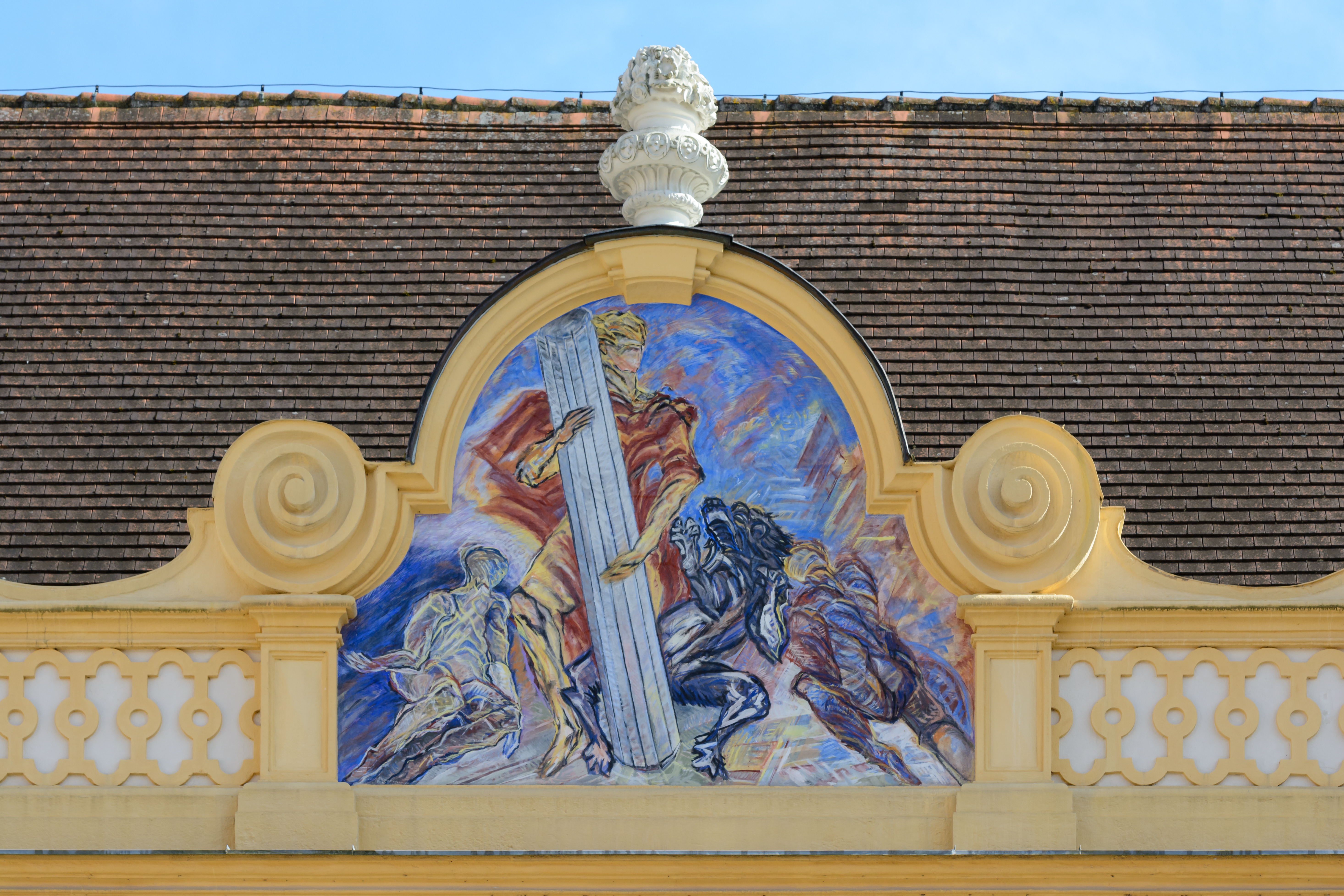
Kardinaltugend Fortitudo (Tapferkeit) im Süden
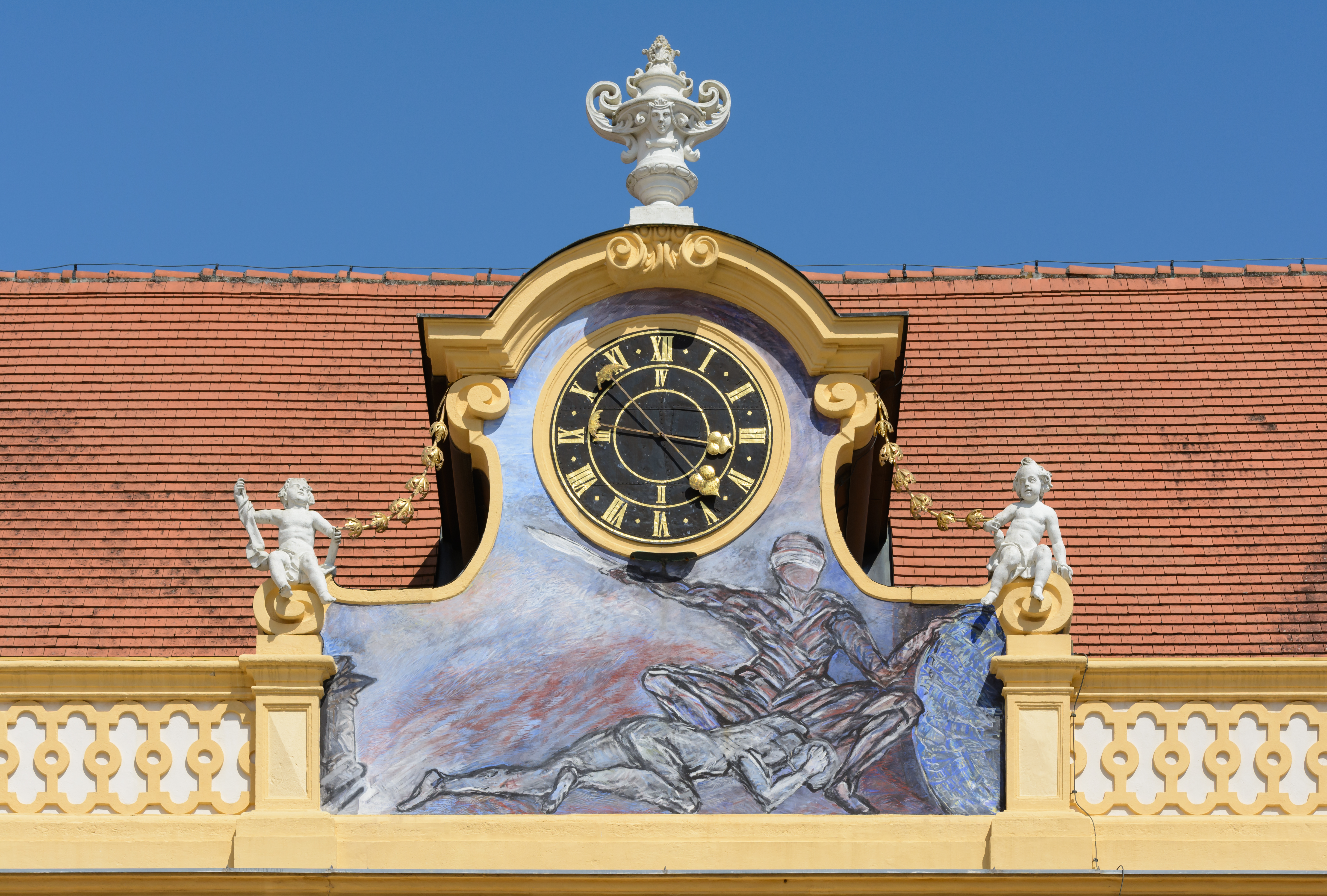
Kardinaltugend Iustitia (Gerechtigkeit) im Osten

In der Mitte des Hofes stand bis 1722 der 1687 geschaffene Kolomanibrunnen. Diesen schenkte der Abt Berthold Dietmayr jedoch dem Markt Melk. Anfang des 19. Jahrhunderts wurde aus dem aufgelösten Stift Waldhausen der Brunnen gekauft, der seitdem im Prälatenhof steht.

### Kaiserstiege, Kaisertrakt und Museum

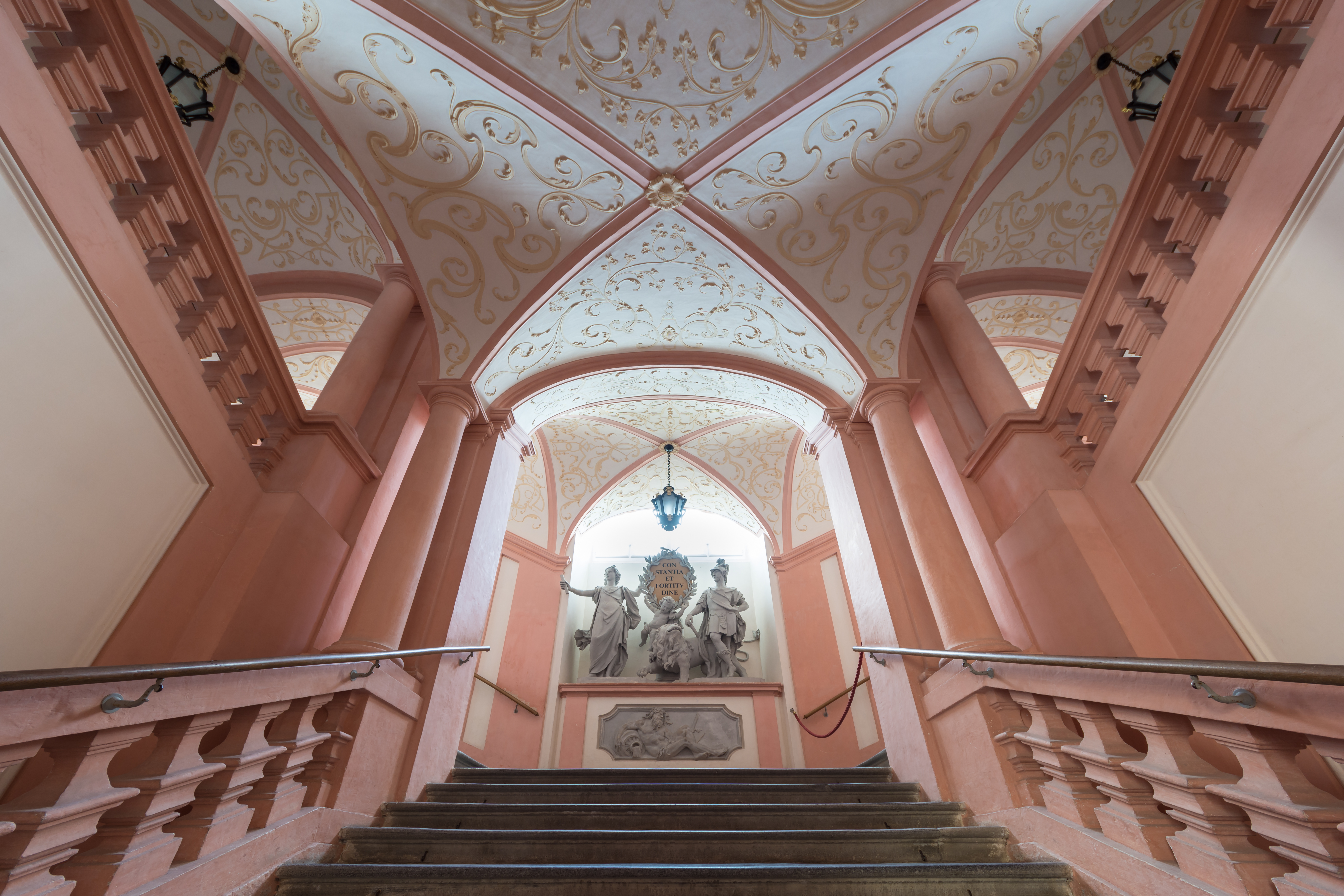
Kaiserstiege

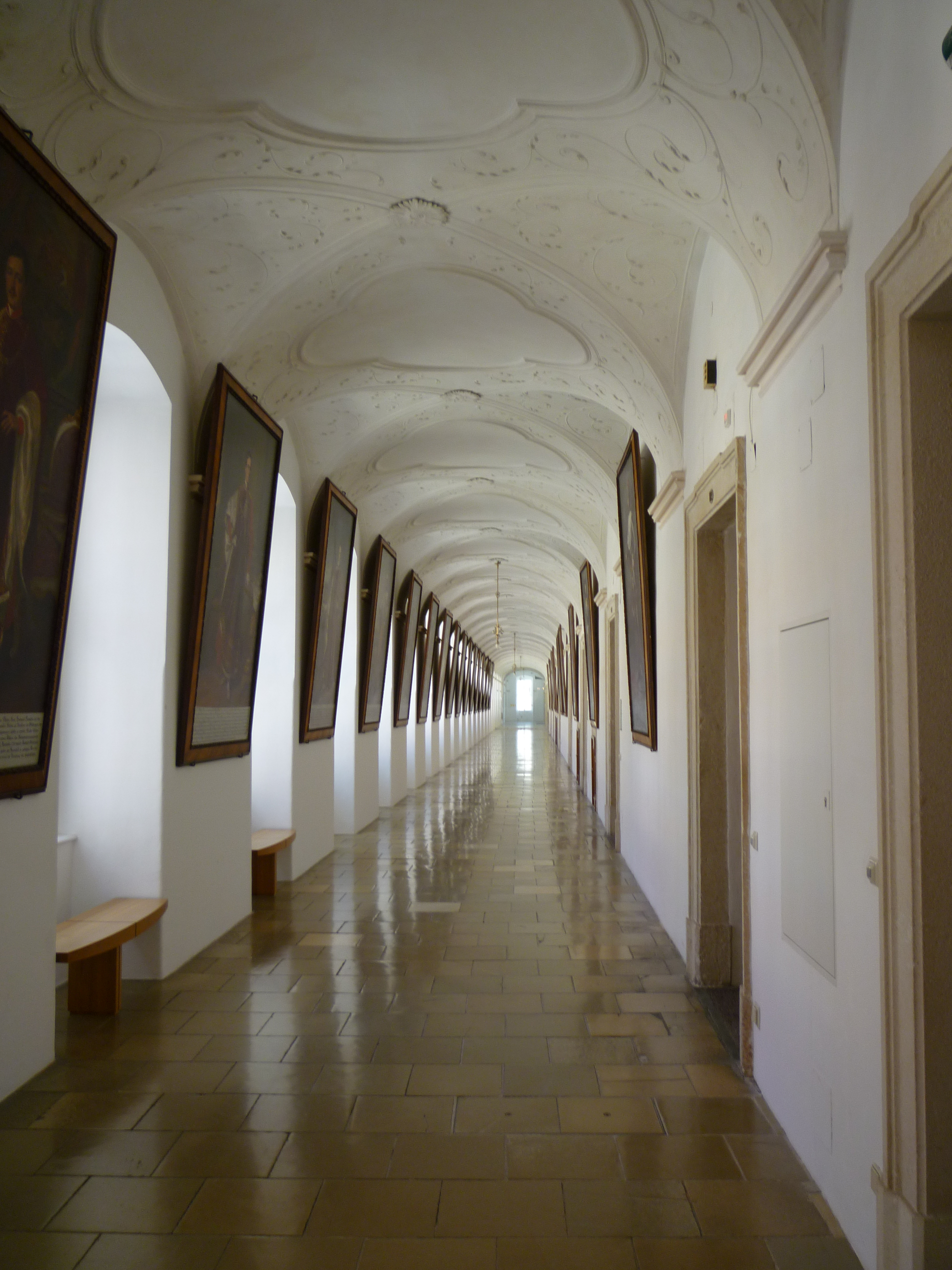
Kaisergang

Durch das Tor an der linken hinteren (südwestlichen) Ecke des Prälatenhofes gelangt man zur Kaiserstiege, die zum Kaisertrakt führt – jenem Teil des Stifts, der für die kaiserliche Familie bestimmt war. Die Stiege – mit Säulen aus dem weißen Kaiserstein – wirkt im unteren Teil für ein herrschaftliches Treppenhaus, bedingt durch die äußeren räumlichen Gegebenheiten, etwas beengt. Im oberen Teil jedoch entfaltet sie sich und zeigt eine reiche Ausstattung mit Stuck und allegorischen Skulpturen: Constantia und Fortitudo. Das Fresko an der Decke zeigt mit Adlern spielende Knaben, die zum kaiserlichen Doppeladler hinweisen. Dies zeigt sowohl die weltliche Bestimmung dieses Traktes auf, als auch die politische Rolle, die das Kloster im österreichischen Staatsgefüge spielte. Kaiser Karl VI., dessen Motto Constantia et fortitudine (mit Beständigkeit und Tapferkeit) auf einem großen vergoldeten Stuckmedaillon prangt, war dem Kloster und seinem Abt Berthold Dietmayr sehr zugetan.
Der Kaisergang im ersten Stock durchläuft mit 196 m Länge fast die gesamte Südfront des Hauses. An den Wänden sind Porträtgemälde aller österreichischen Herrscher der Häuser Babenberg und Habsburg mit Kurzbiografien angebracht. Die meisten der älteren Porträts wurden 1759 von Franz Joseph Kremer, dem Hausmaler des Stifts, gemalt. Er gehörte zur Schule von Paul Troger.
Südlich des Ganges befinden sich die für die kaiserliche Familie bestimmten Zimmer, die vom Gang aus beheizt werden konnten. Das Mobiliar wurde nach Schloss Lauenburg gegeben, die ursprüngliche Stuckverzierung ist bis auf zwei Räume verloren gegangen. Heute beherbergen diese Räume das Stiftsmuseum, wobei jeder Raum ein oder zwei besondere Themen behandelt:
1. Der heilige Benedikt und die Gründung des Benediktinerordens
2. Die Babenberger, Koloman und die Gründung des Stiftes Melk
3. Auf und Ab in der Geschichte des Stiftes und der Kirche
4. Romanik und Gotik: Romanisches Kruzifix aus Lindenholz, spätes 12. Jahrhundert (vormals Rupertskirche)[7]
5. Barockes Lebensgefühl
6. Abt Berthold Dietmayr und das Stift im Barock, ausgestellt sind Paramente und Abtstäbe
7. Aufgeklärter Absolutismus und Josephinismus; zu sehen sind lederne Messgewänder und ein sogenannter Josephinischer Sparsarg
8. Der sich herausbildende Mensch und die Aufgaben des Stiftes
9. Der Breu-Altar (Jörg Breu der Ältere), auch Melker Altar genannt, von 1502. Auf acht beidseitig bemalten Tafeln ist das Leben und Leiden Jesu dargestellt.
10. Wirtschaft und Baugeschichte des Stiftes
11. Der Barockbau und seine künstlerische Ausstattung; mit einem Modell der gesamten Klosteranlage.

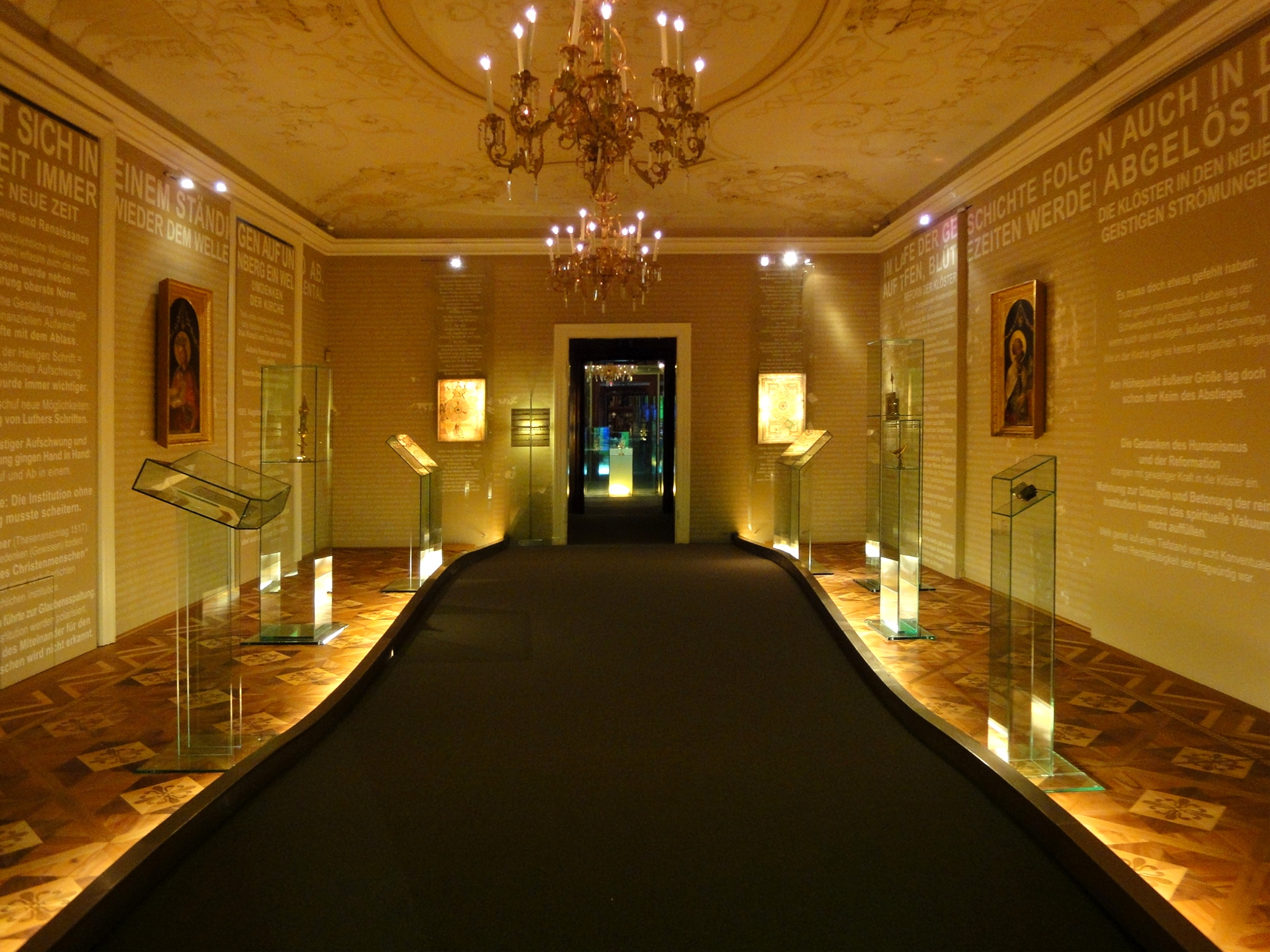
Museum
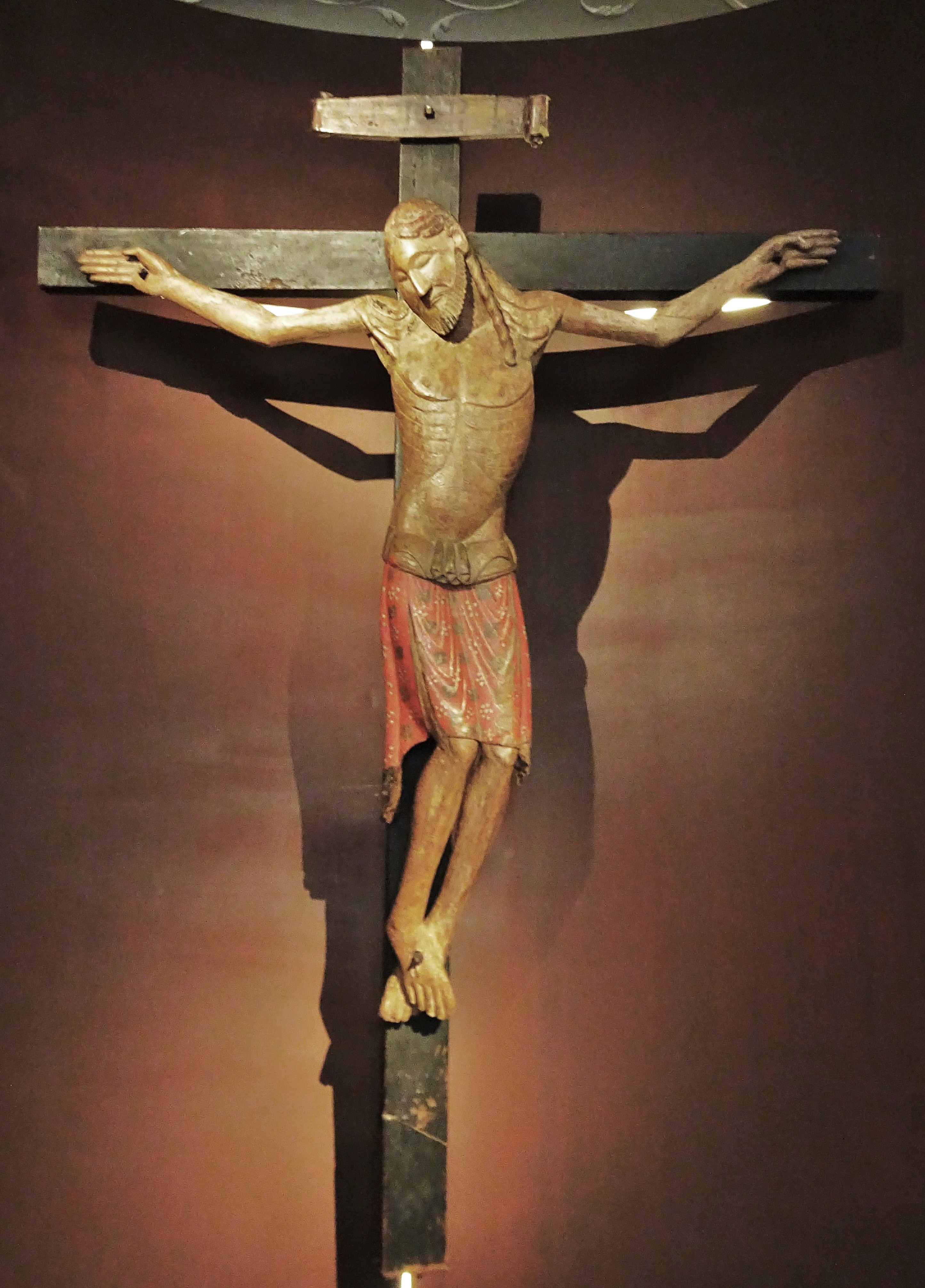
Romanisches Kruzifix
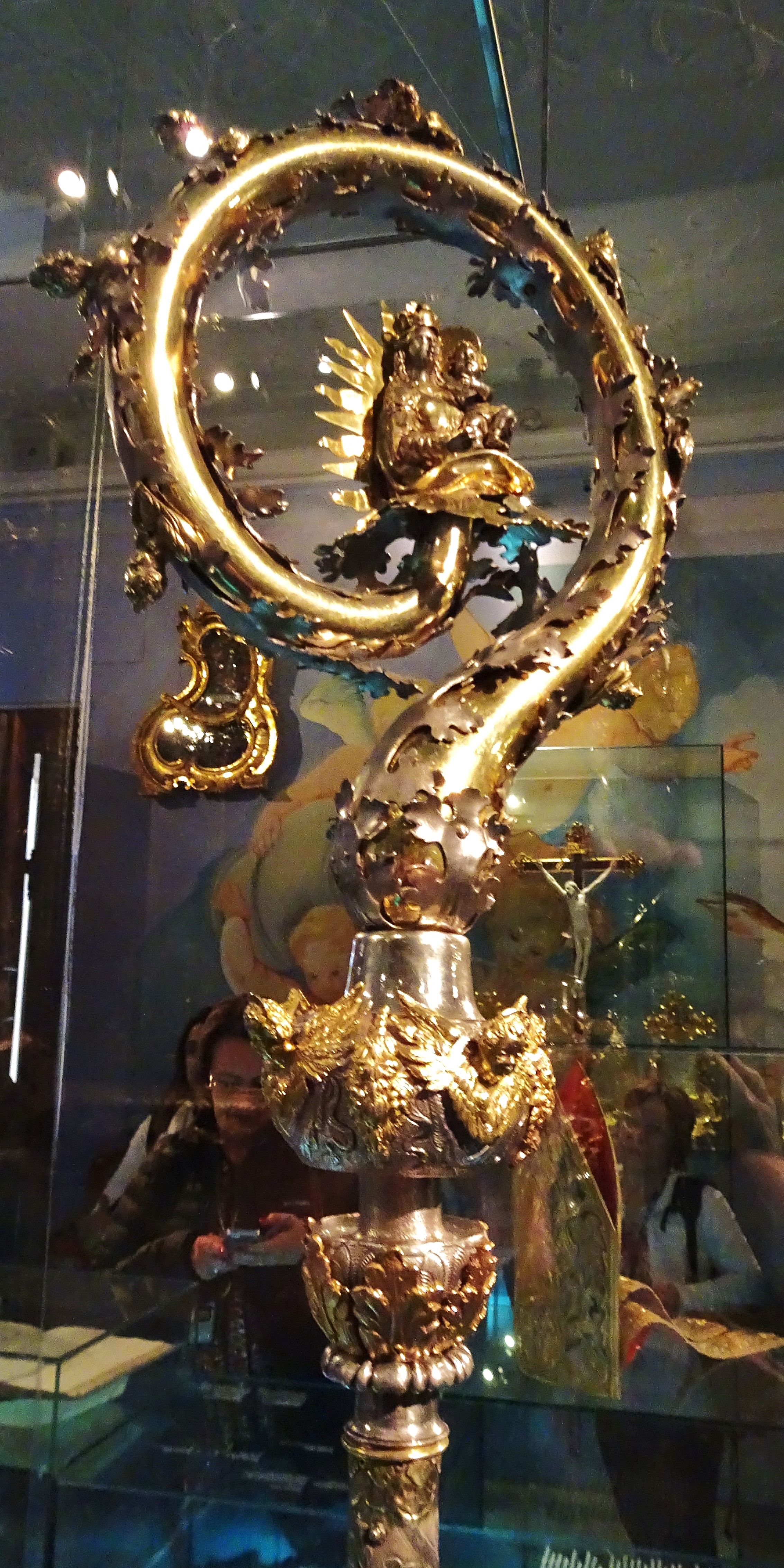
Krümme eines Abtstabes von Abt Berthold Dietmayr
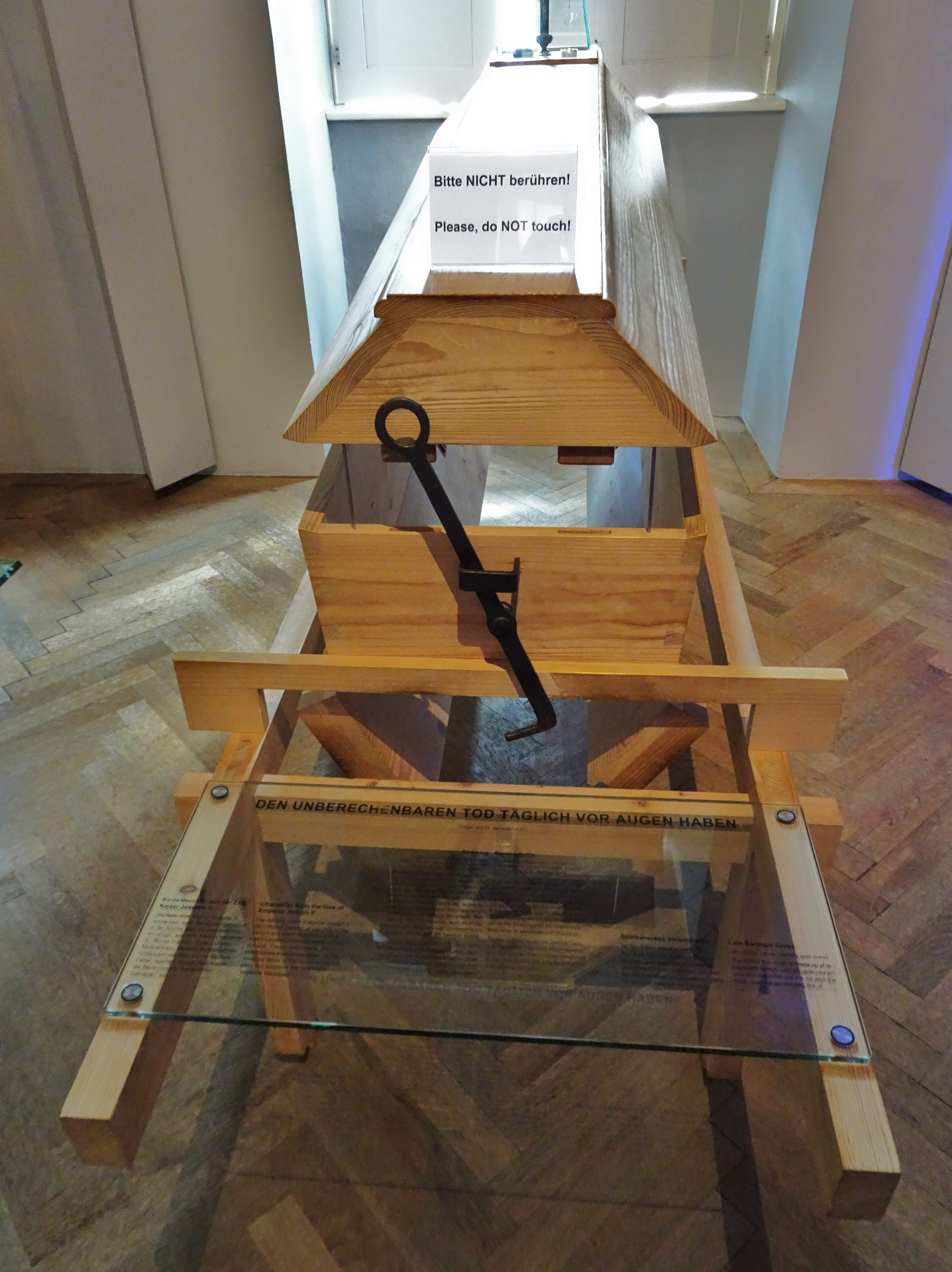
Josephinischer Sparsarg für wiederholte Verwendung, der Boden ist eine Falltüre
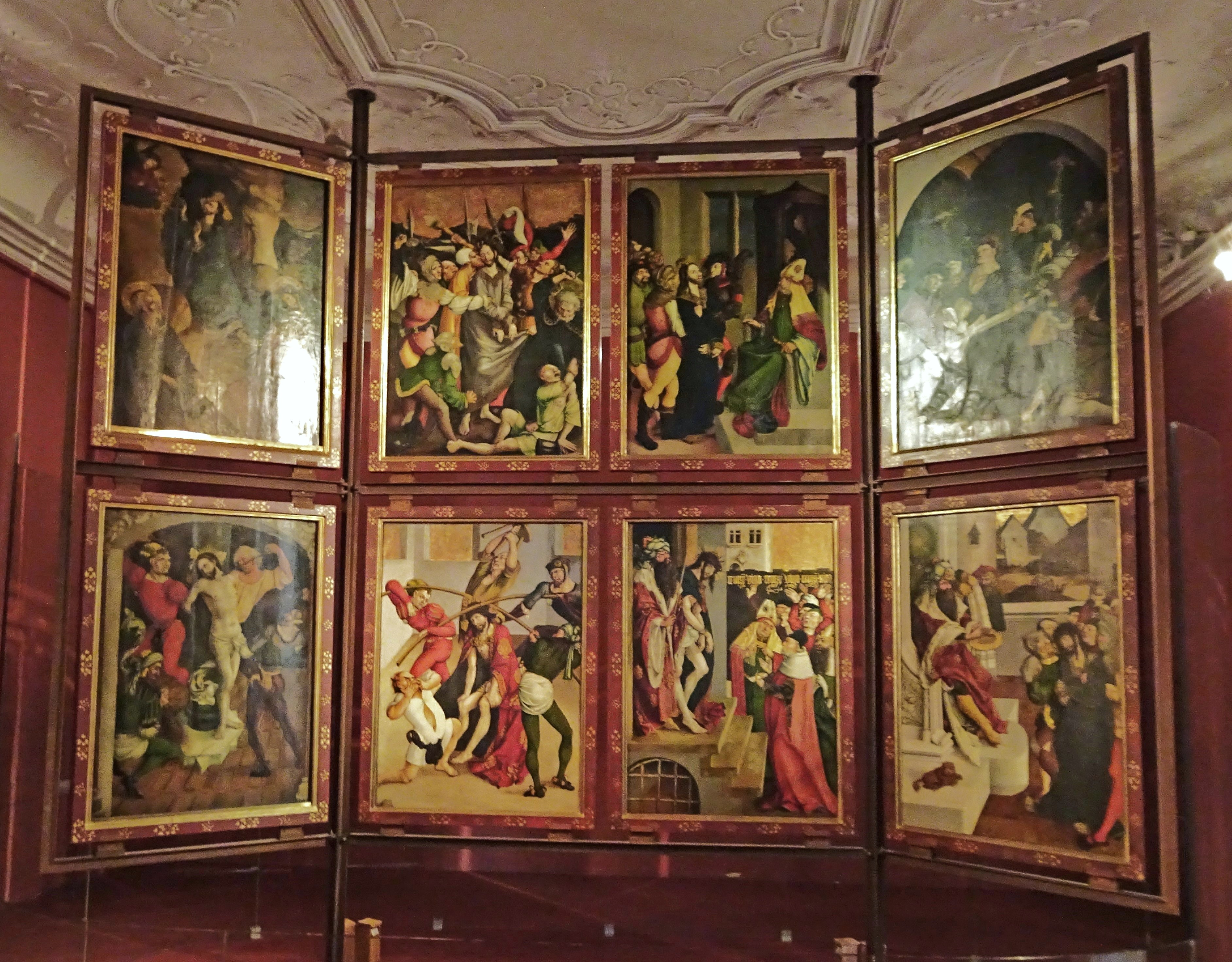
Der Breu-Altar (Melker Altar)
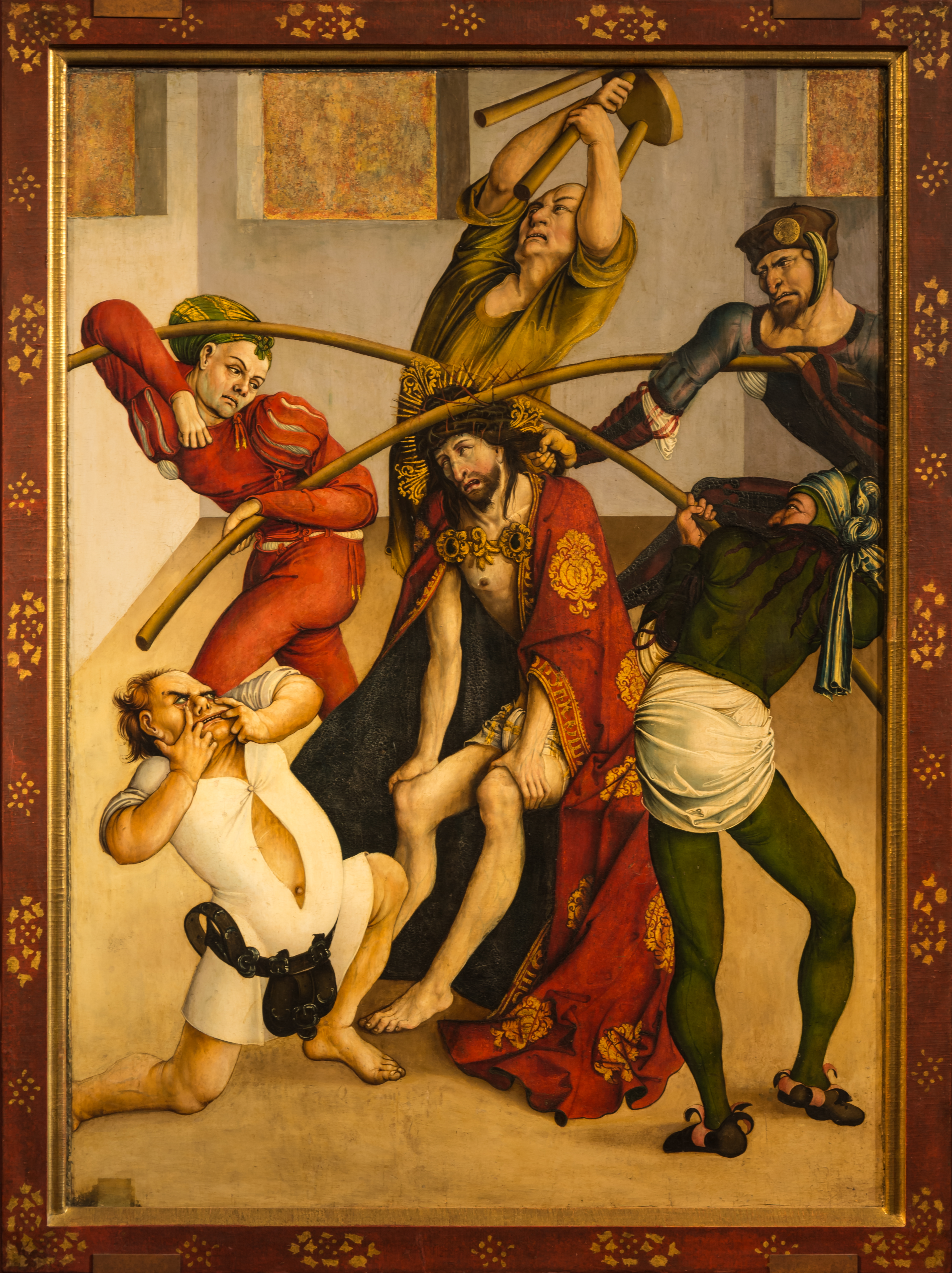
Melker Altar, Teilansicht die Dornenkrönung

### Marmorsaal

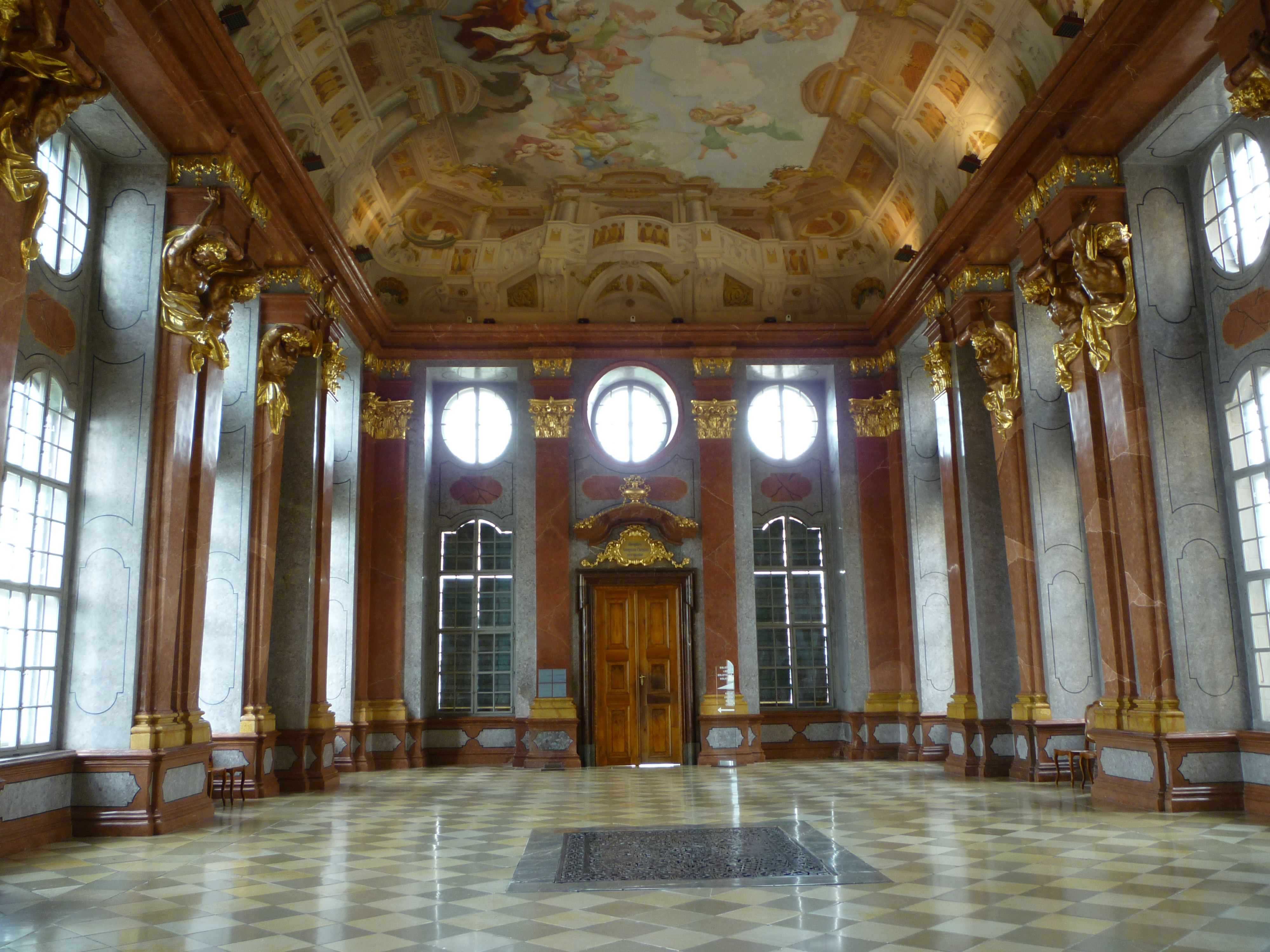
Marmorsaal

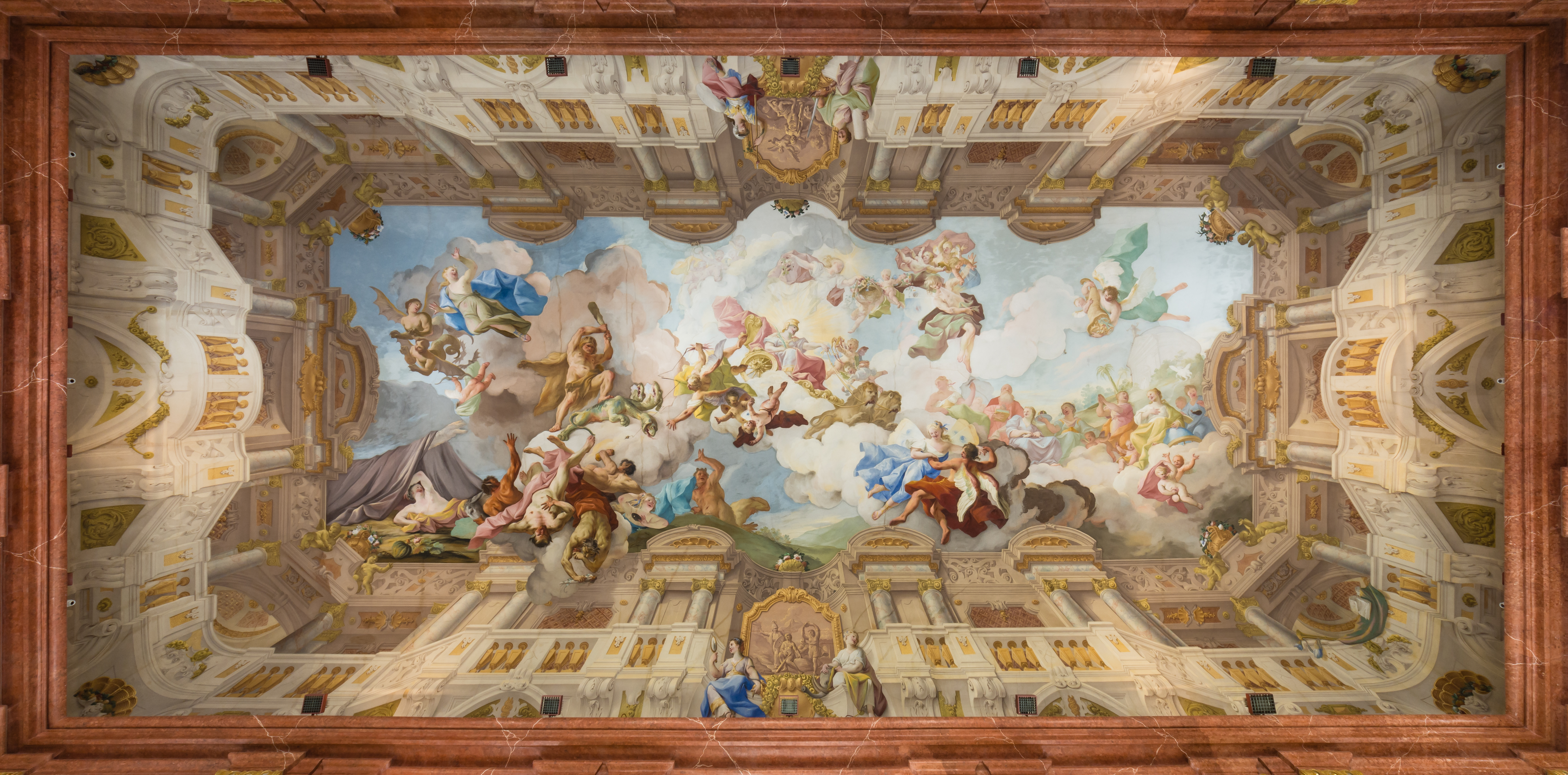
Deckenfresko von Paul Troger im Marmorsaal

Der an den Kaisertrakt anschließende Marmorsaal war als Fest- und Speisesaal für weltliche Gäste gedacht, besonders für den kaiserlichen Hof. Durch das eiserne Gitter im Boden der Saalmitte war der Saal beheizbar. Die Türfüllungen und die Absätze bestehen aus echtem Salzburger Marmor, die Wände aus Stuckmarmor. Die Inschriften über den Türen, Hospites tamquam Christus suscipiantur (Gäste sollen wie Christus aufgenommen werden), und Et omnibus congruus honor exhibeatur (und allen möge die angemessene Ehre erwiesen werden), aus der Regula Benedicti, deuten auf die Bestimmung des Raumes hin.
Das Deckenfresko von 1731 stammt von Paul Troger. Das allegorische Gemälde stellt die Göttin Pallas Athene auf dem Löwenwagen dar und Herkules, der mit einer Keule den Höllenhund erschlägt. Man deutete es unter anderem als Verkörperung des habsburgischen Herrschaftsideals, in ausgewogener Verbindung von notwendiger Gewalt (Herkules) und kluger Mäßigung (Pallas Athene) zu regieren.
Die prächtige Architekturmalerei, die dem auf einer ebenen Decke angebrachten Deckenfresko seinen Rahmen gibt und die Dreidimensionalität in beeindruckender Weise verstärkt, wurde von Gaetano Fanti geschaffen. Nur im Zentrum des Saales stehend erscheinen die Fluchtlinien, etwa jene der Säulen, als Geraden. Von jeder anderen Stelle aus betrachtet, als gekrümmte Linien.

### Altane
Eine großzügige Altane bildet den westlichen Abschnitt der Gesamtanlage. Sie verbindet den Marmorsaal mit der Bibliothek und bietet nach außen schöne, freie Ausblicke auf die Flusslandschaft im Westen, die Berglandschaft im Nordwesten und die Stadt Melk zu Füßen des Klosters im Norden.
Nach innen, zur Anlage hin, bietet sie von einem erhöhten Standpunkt aus einen guten Überblick über die gesamte Westfassade der Stiftskirche und die beiden Türme.

### Bibliothek

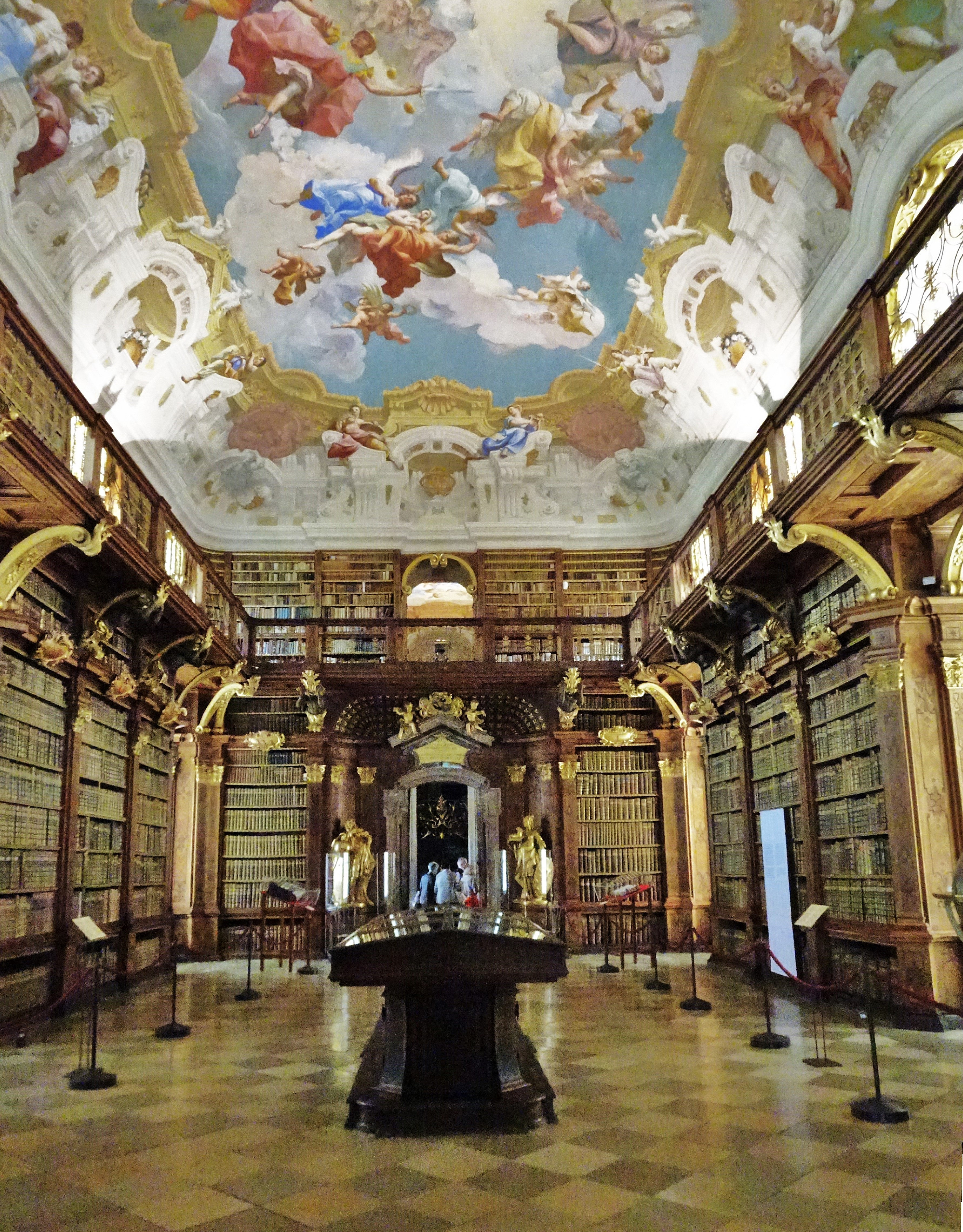
Blick in die Bibliothek

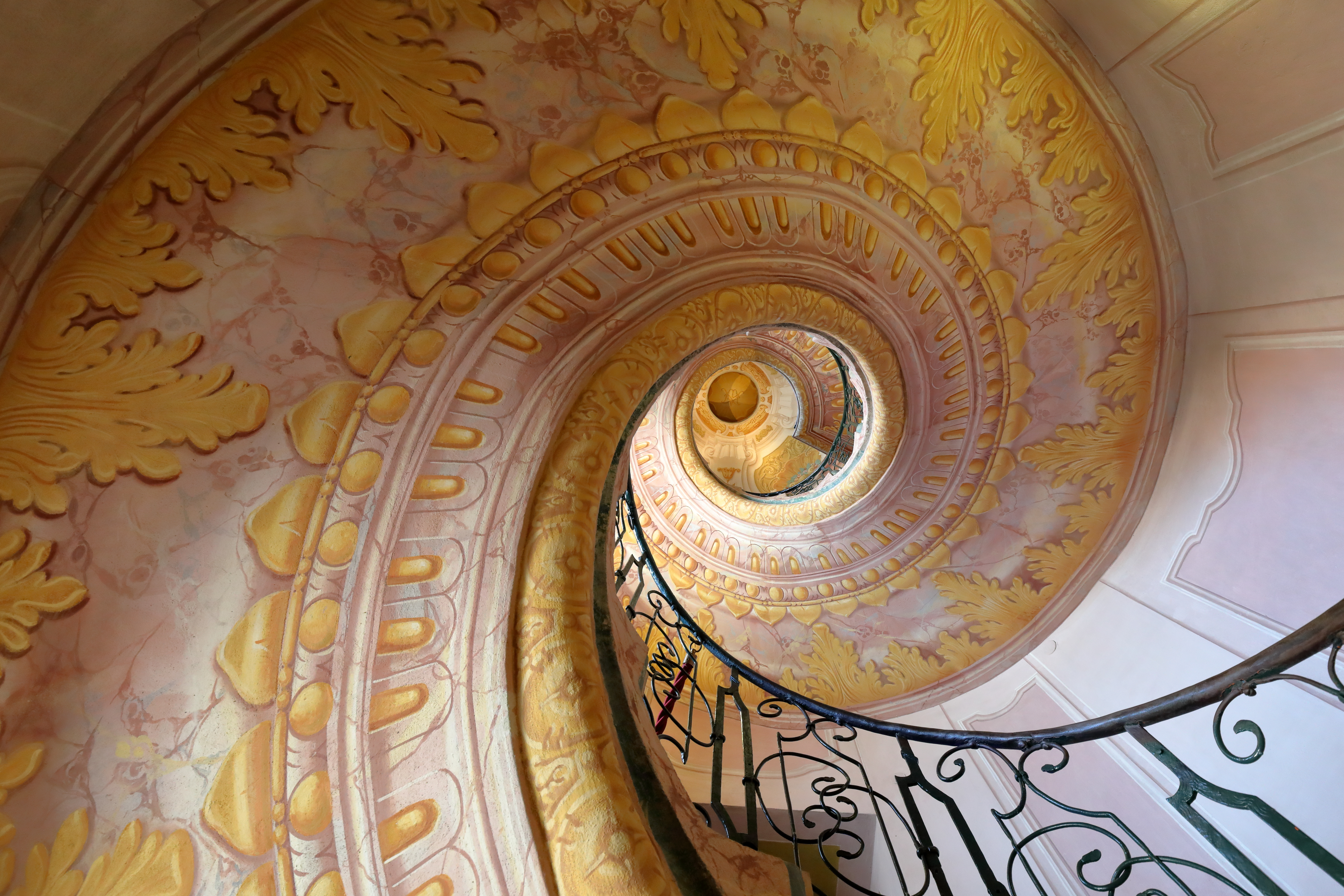
Wendeltreppe zwischen Bibliothek und Kirche

Die Bibliothek ist nach der Kirche der zweitwichtigste Raum eines Benediktinerklosters. In Melk ist sie auf drei Stockwerke aufgeteilt.
Sie enthält unter anderem zwei Haupträume, die mit 1731–1732 gemalten Deckenfresken von Paul Troger ausgestattet sind. Das Fresko im größeren der beiden Räume stellt einen geistlichen Gegenpol zum Deckenfresko im Marmorsaal her. Es zeigt eine Allegorie des Glaubens, eine Frau, die das Buch mit sieben Siegeln, das Lamm der Apokalypse und einen Schild mit der Geisttaube hält, umgeben von Engelsfiguren und allegorischen Verkörperungen der vier Kardinaltugenden Klugheit, Gerechtigkeit, Starkmut und Mäßigung. Die Architekturmalerei stammt wiederum von Gaetano Fanti.
Dunkles Holz mit Intarsienarbeiten und die darauf abgestimmte einheitlich goldbraune Farbgebung der Buchrücken bestimmen das eindrucksvolle, harmonische Raumerlebnis.
Da der Hauptraum recht dunkel gehalten ist, können in den Regalen verborgene Türen geöffnet werden, um dem Studierenden die Möglichkeit zu geben, ans Licht zu treten. Im oberen Stockwerk sind – dem Publikum nicht zugänglich – zwei Leseräume eingerichtet. Sie sind mit Fresken von Johann Bergl ausgeschmückt. Die Bibliothek beherbergt ca. 1800 Handschriften seit dem 9. Jahrhundert, darunter eine Vergil-Abschrift aus dem 10. bis 11. Jahrhundert. Erst 1997 wurde ein Fragment einer Abschrift des Nibelungenliedes aus dem 13. Jahrhundert entdeckt. Dazu kommen 750 Inkunabeln. Insgesamt umfasst die Bibliothek rund 100.000 Bände, darunter z. B. zwei Exemplare der von Anton Koberger gedruckten Schedelschen Weltchronik. Alle Schriftstücke sind mikroverfilmt.

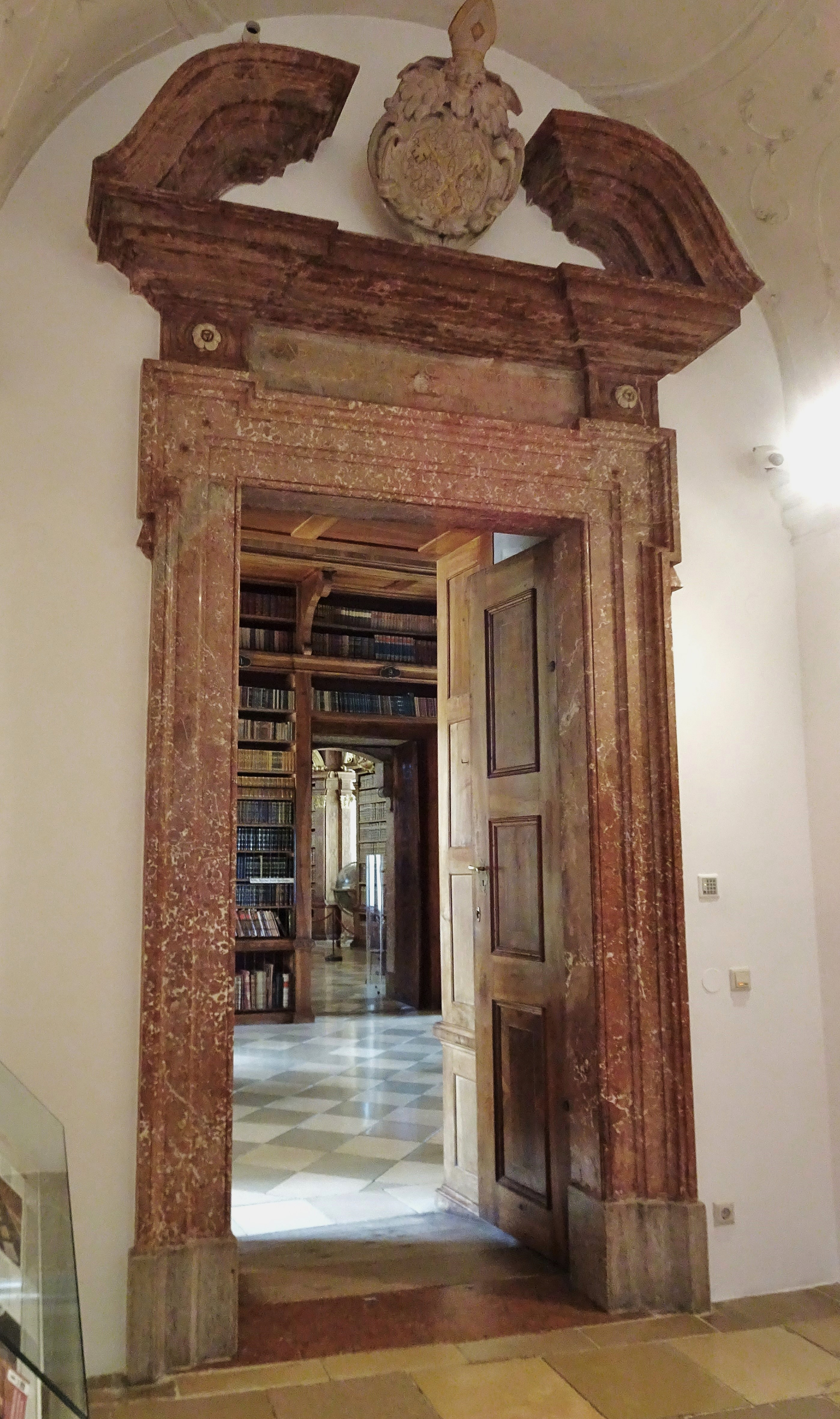
Eingang zum Vorraum der Bibliothek
Stiftsbibliothek Melk
Fragment des Nibelungenlieds
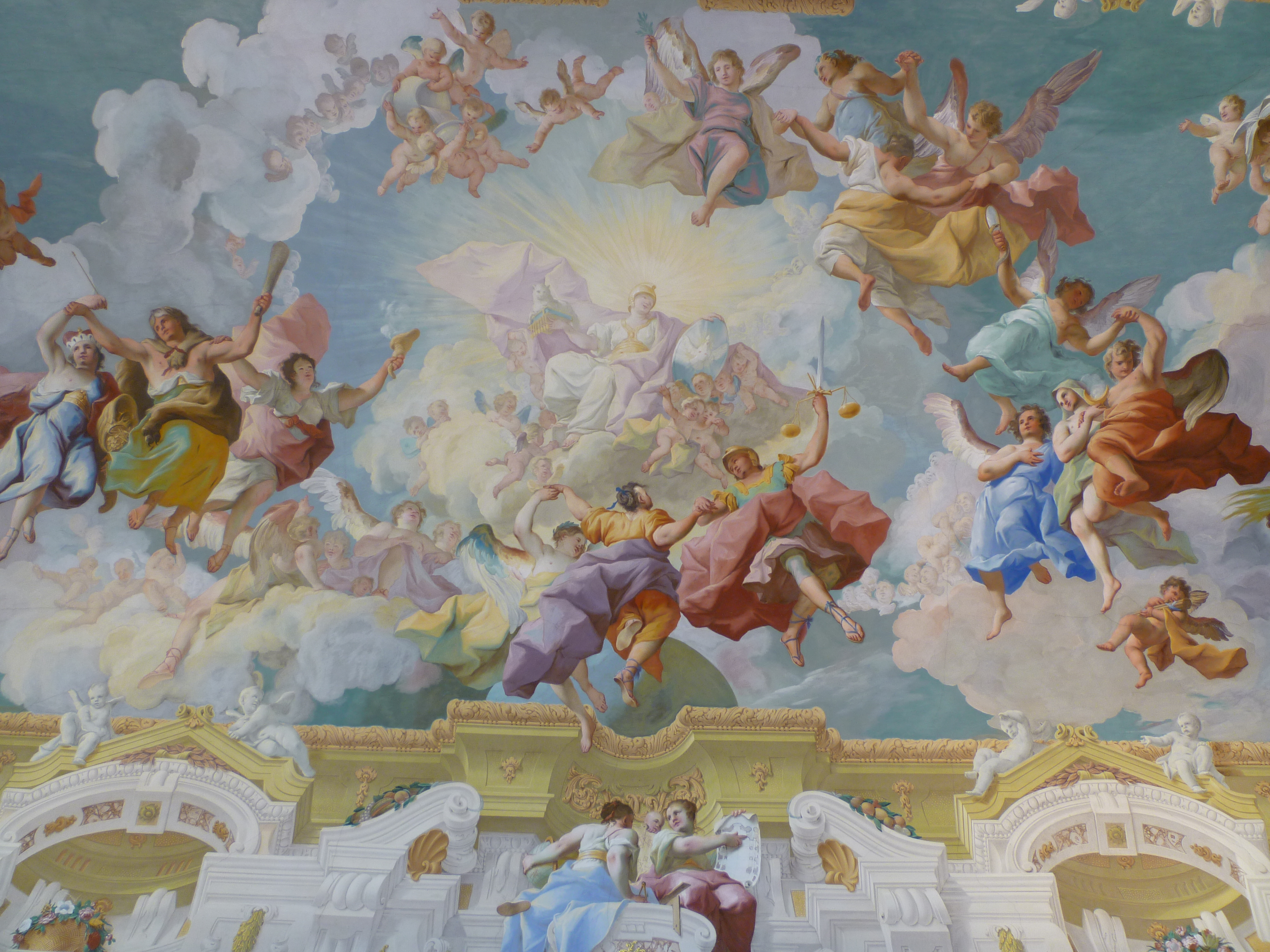
Deckenfresko in der Bibliothek von Paul Troger

## Stiftskirche

### Vor dem barocken Neubau
Über den vorbarocken Bau der Stiftskirche ist nicht viel bekannt. Veduten des Stiftes vermitteln eine ungefähre Vorstellung über das äußere Erscheinungsbild, das sich jedoch aufgrund fortwährender Umbauten stetig änderte.
Aus Dokumenten kennt man einige Baudaten: In einer Urkunde von 1467 wird die Entstehung des als „Kuchlturm“ oder „Flemnik“ bezeichneten Turmes an der Westseite des Querhauses mit dem Abt Johann III Fläming in Verbindung gebracht, dessen Amtszeit von 1412 bis 1418 dauerte. Weiters ist bekannt, dass 1418 bis 1428 eine Sakristei errichtet wurde.
Die Weihe des gotischen Baus wurde 1429 durch Bischof Leonhard von Passau vorgenommen. Aus den Aufzeichnungen des Benediktinermönches Anselm Schramb geht hervor, dass mit dem Bau der Kirche Anfang des 14. Jahrhunderts begonnen worden war. Zum Zeitpunkt der Weihe sei sie noch nicht gänzlich vollendet gewesen. Konkret wird das Dach des „großen Turmes“ erwähnt, womit wohl der Westturm gemeint ist, welches erst 1465 montiert worden sei. Aus dem Jahr 1516 ist der Einschlag eines Blitzes in einen der Türme dokumentiert. Bis 1526 erfolgte eine Wiedererrichtung.
1598 erneuerte man das Dach eines Turmes in Form von drei übereinander liegenden Zwiebeln, was die Vermutung nahe legt, dass es sich um den Südturm handelte. Für 1601 ist die Eindeckung des Glockenturmes mit Blech belegt. Zudem wurde der Boden der Kirche neu gepflastert. 1609 versah man den Südturm mit neuen Glocken. 1613 und 1614 wurde der Boden abermals ersetzt, diesmal durch weißen Marmor. Eine Krypta wurde 1628 unter dem Chor eingebaut. Aus dem Jahr 1678 stammten eine Sakristei und ein Mönchschor, der sich wahrscheinlich hinter dem Hochaltar befand. Ein Brand ging im Jahr 1683 von der Stiftskirche aus und verwüstete das Dach des Südturmes, sowie die Fenster und Teile des Kaisertraktes. 1693 wurde ein neuer Kirchturm vollendet.
Jakob Prandtauer sollte beim Umbau der Sakristei 1701 Rücksicht auf das alte Kirchengebäude nehmen und integrierte Bestandteile der alten Sakristei in den barocken Neubau. Der Abriss des alten Baus nahm seinen Ausgang vom „Knebelturm“ im Westen.

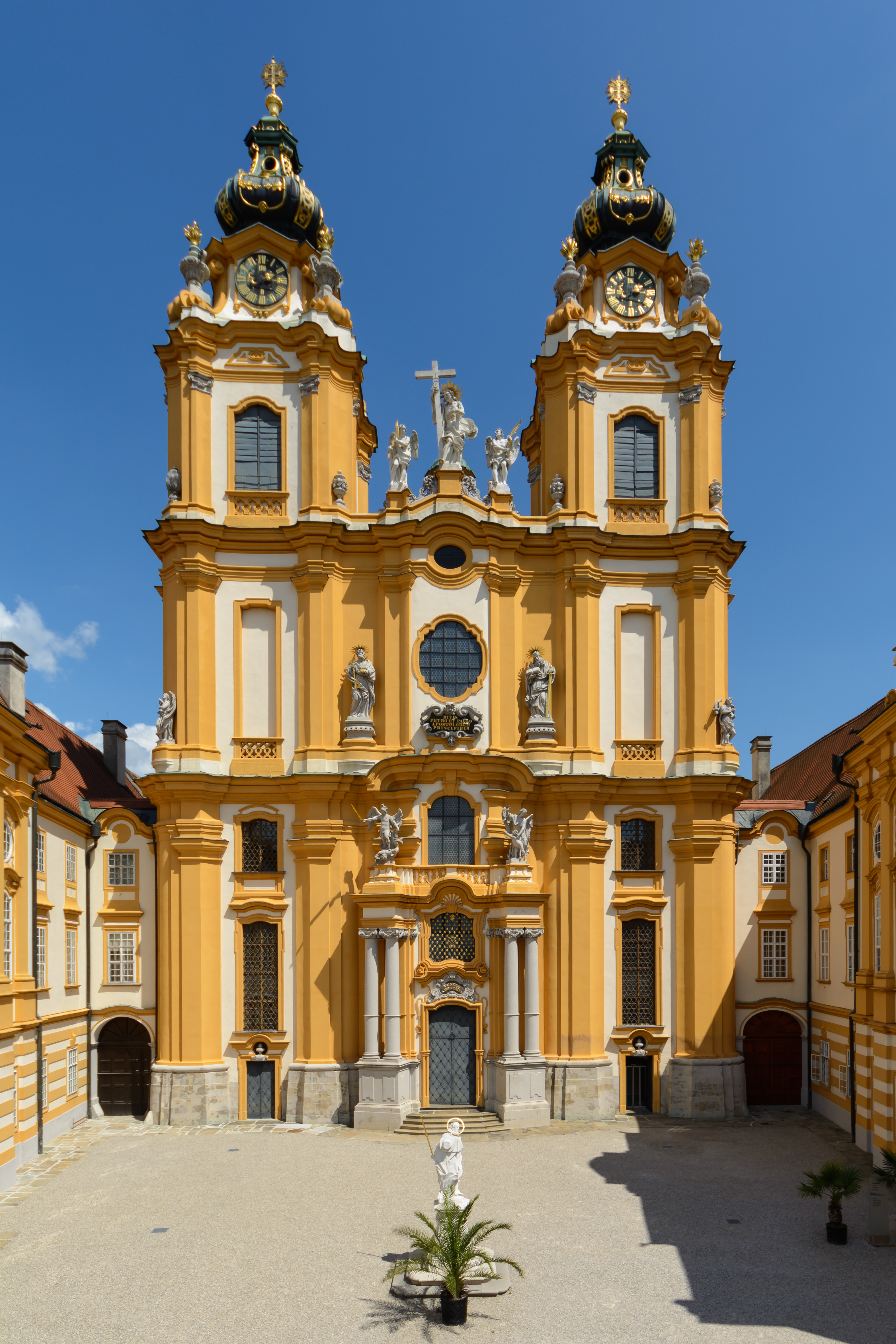
Westfassade der Stiftskirche „St. Petrus und Paulus“

### Bauart
Die Stiftskirche ist ein mächtiger tonnengewölbter Saalbau mit Kapellnischen und Emporen sowie mit einer gewaltigen, 64 Meter hohen Tambourkuppel.

### Westfassade und Türme
An der Fassade sind die beiden Namensheiligen der Kirche, Petrus und Paulus, und über dem Portal Statuen des Erzengel Michael (links) und eines Schutzengels (rechts) zu sehen. Auf dem Giebel zwischen den beiden Türmen steht eine Monumentalstatue des auferstandenen Christus, flankiert von zwei Engeln.
Die Türme wurden nach dem Brand von 1738 unter Joseph Munggenast neu errichtet, wobei er die ursprünglichen Pläne Jakob Prandtauers etwas abwandelte. Die neu errichteten Türme weisen bereits Formmerkmale des Rokoko auf.

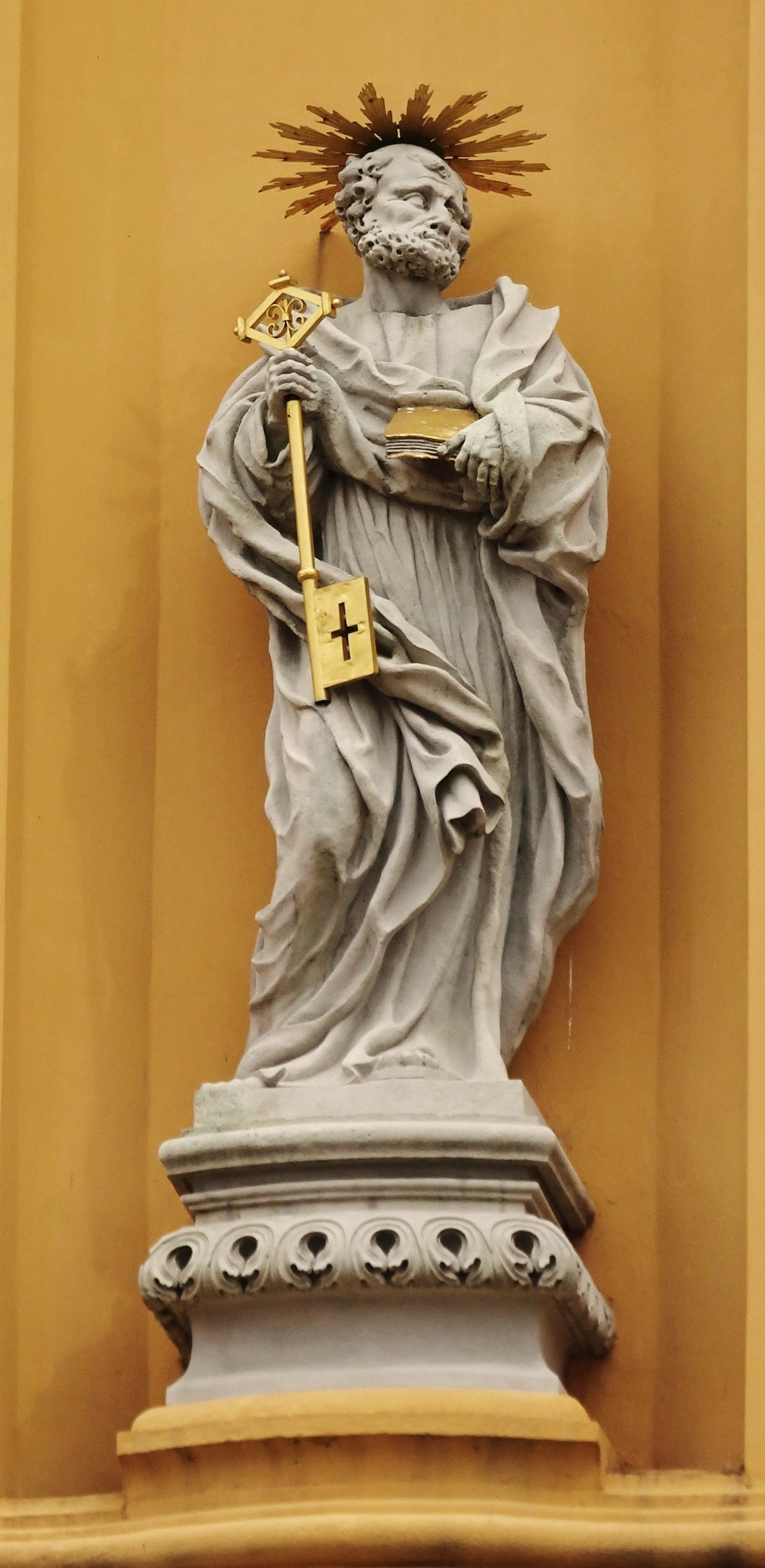
Der Apostel Petrus
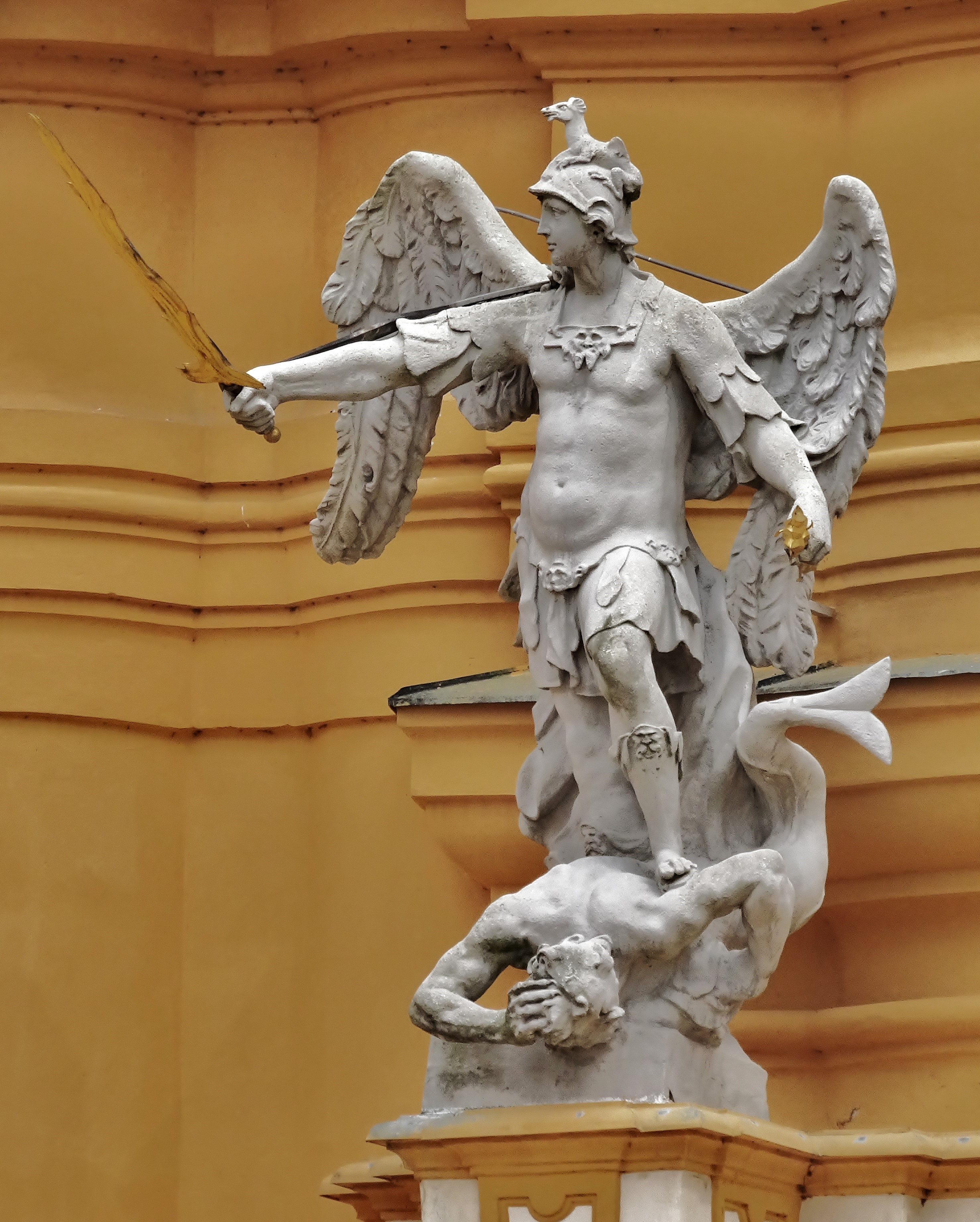
Der Erzengel Michael
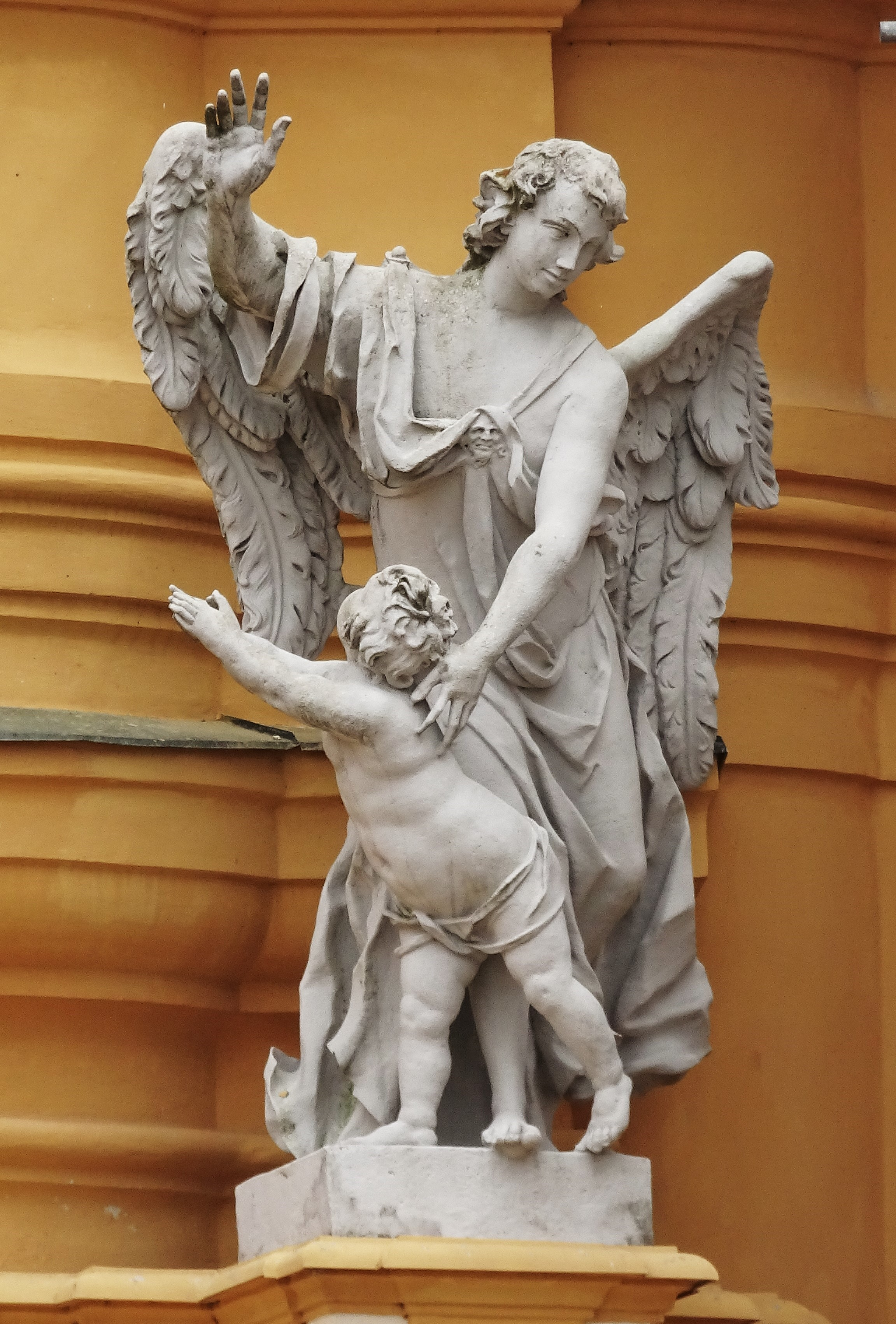
Fassadenfigur eines Schutzengels

### Glocken
Das Geläut der Stiftskirche besteht aus fünf Kirchenglocken. Es baut auf Dreiklängen auf, was für die Barockzeit typisch ist; die Schlagtonfolge ist f0–h0–d1–f1–a1. Die Vesperin ist mit ihren 7.840 kg die größte Glocke Niederösterreichs. Nach dem Brand des Stiftes von 1738 schloss Abt Berthold Dietmayr mit dem Wiener Glockengießer Andreas Klein einen Vertrag über das Gießen neuer Glocken; die Glockenstühle für die neu gegossenen Glocken wurden 1739 gebaut.
Die große Glocke läutet solistisch zur Wandlung bei Pontifikalämtern. Zur Vesper am Vorabend eines Hochfestes und vor dem Pontifikalamt an Hochfesten werden alle Glocken geläutet.
An Freitagen erklingt Glocke 2 zur Sterbestunde Jesu um 15 Uhr.
Zum Angelus am Morgen, zu Mittag und am Abend läutet Glocke 3.
An Sonntagen wird mit den Glocken 3, 4 und 5 zum Gottesdienst gerufen.
Die kleine Chorglocke wird jeden Morgen zur Konventmesse geläutet.
| Nr. | Name                                | Durchmesser (mm) | Gewicht (kg) | Schlagton (16tel) | Turm       |
| 1   | Peter und Paul (Vesperin)           | 2360             | 7840         | f0 −4             | Nord       |
| 2   | Dreifaltigkeit (Angstglocke)        | 1780             | 4300         | h0 ±0             | Süd        |
| 3   | Sieben Schmerzen (Ave-Maria-Glocke) | 1520             | 2450         | d1 −6             | Süd        |
| 4   | Koloman                             | 1180             | 1235         | f1 +6             | Süd        |
| 5   | Benedikt                            | 960              | 575          | a1 +6             | Süd        |
| 6   | Chorglocke                          | 650              | 170          | dis2 +4           | Dachreiter |

### Innenraum

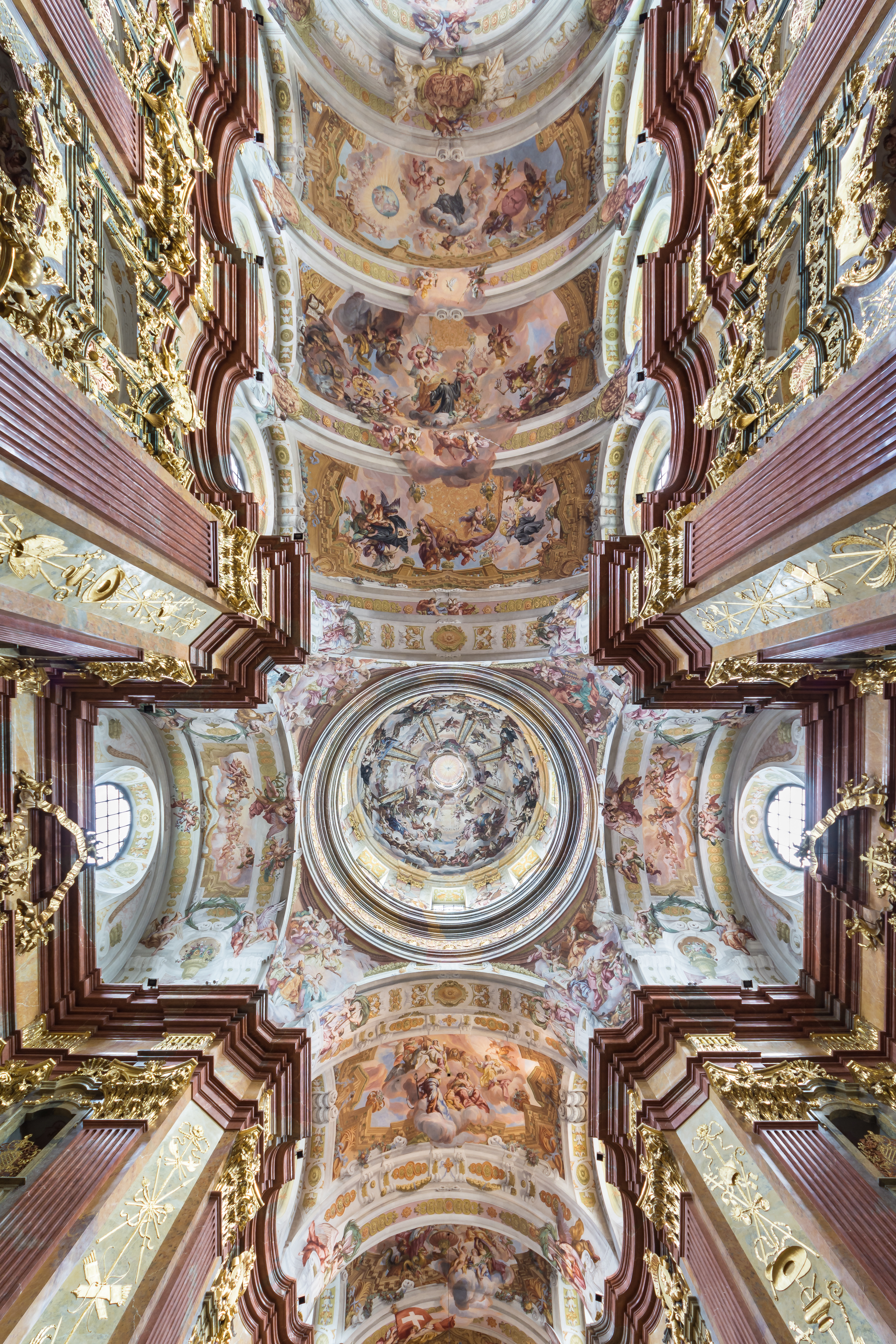
Decken- und Kuppelfresken

Die prunkvolle Innenausstattung, reichlich mit Blattgold, Stuck und Marmor verziert, ist in den Farben Gold, Ocker, Orange, Grün und Grau gehalten. Ein wesentlicher Anteil daran geht auf Entwürfe und Anregungen des Architekten Antonio Beduzzi zurück. Nach dessen Vorgaben schufen dann bodenständige Künstler die Ausführung.
Zentrales Thema des vergoldeten Hochaltars ist der Abschied der Apostel Petrus und Paulus voneinander. Sie wurden der Legende nach am selben Tag aus dem Mamertinischen Kerker zur Hinrichtung geführt. Eine riesige goldene Krone über den beiden vergoldeten Figuren deutet das Martyrium der beiden im christlichen Sinne als Sieg. Umgeben sind die beiden Apostel von Skulpturen von Propheten aus dem alten Testament. Über allem thront Gottvater unter einem weiteren Siegeszeichen, dem Kreuz.

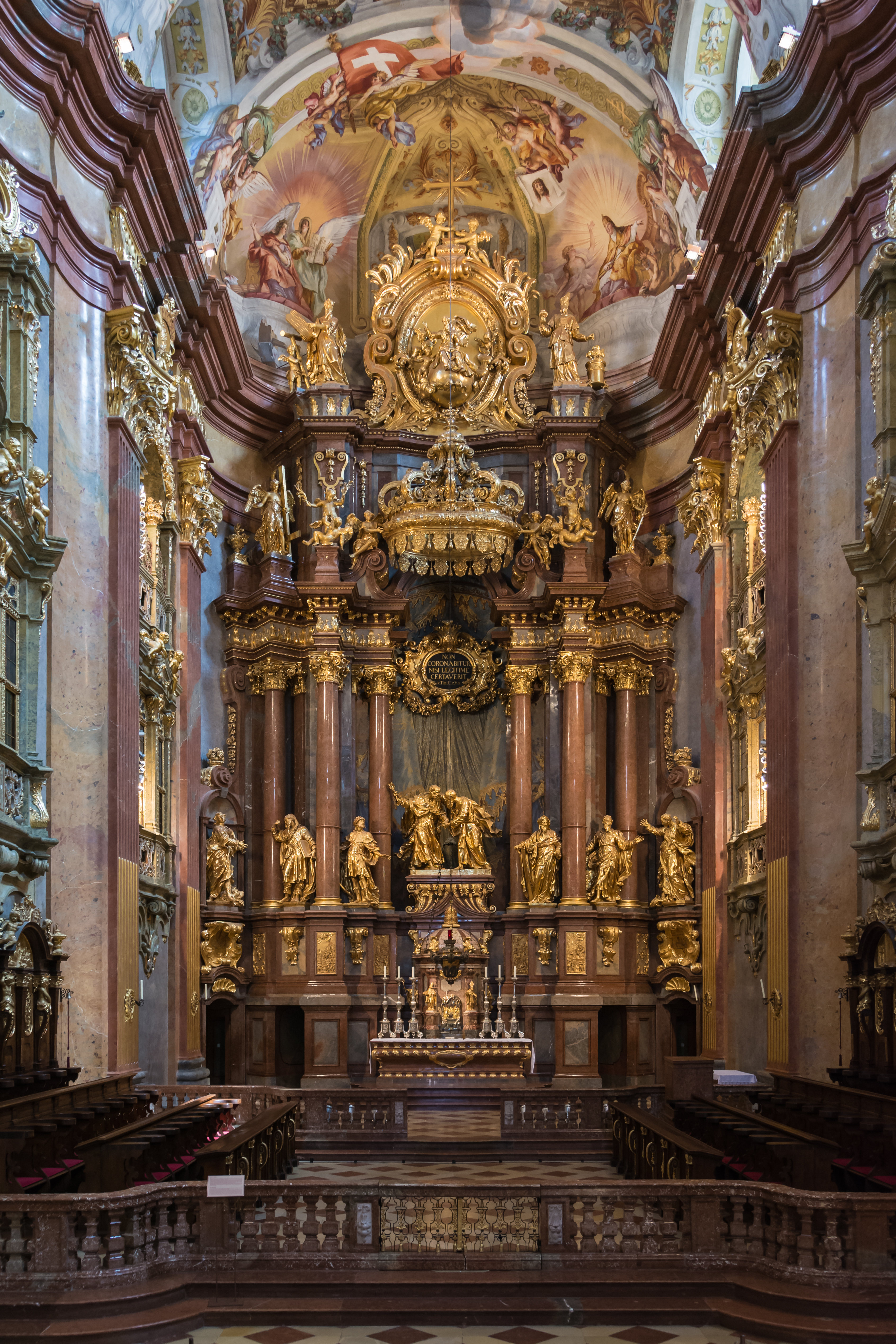
Hochaltar
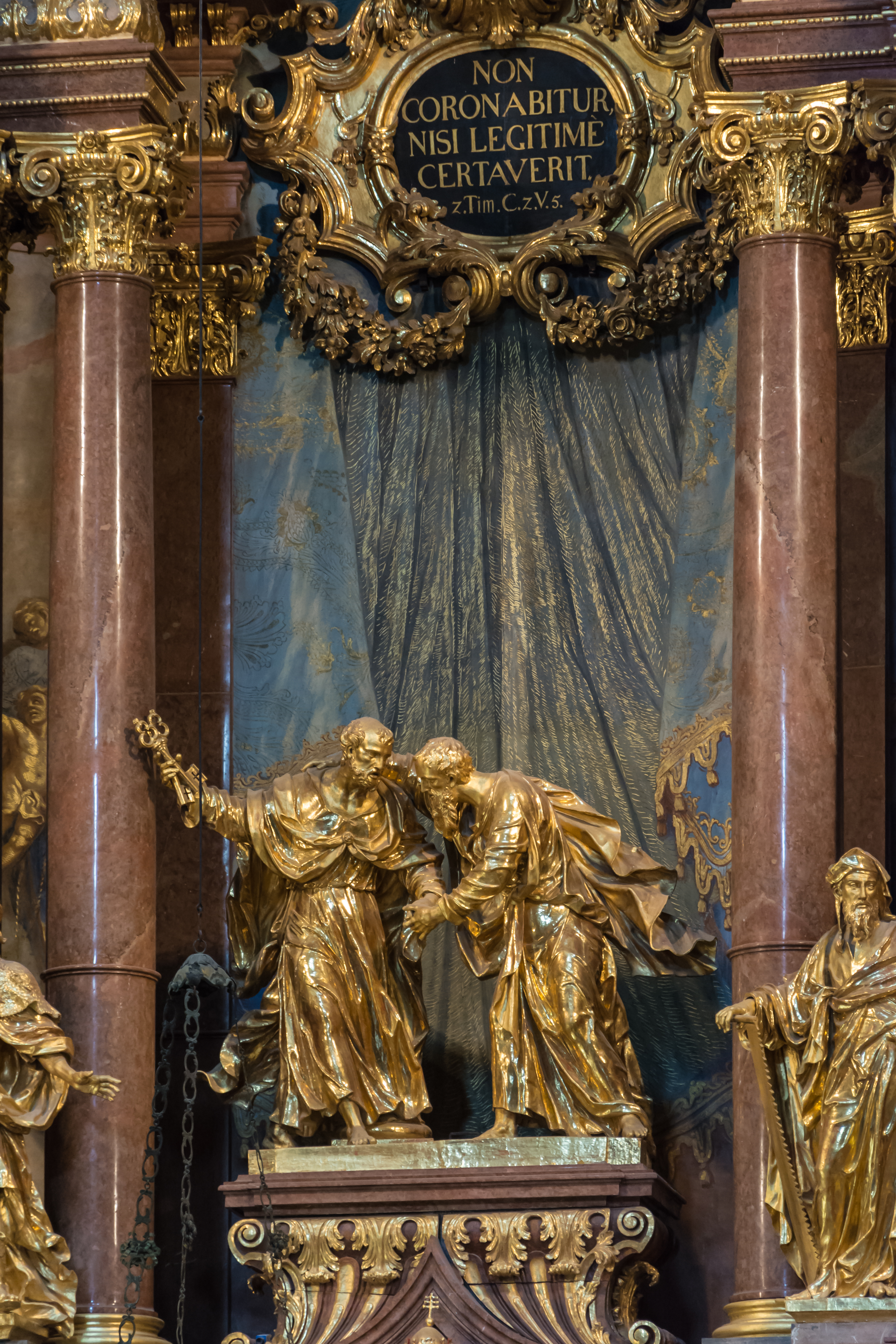
Abschied der Apostel Petrus und Paulus
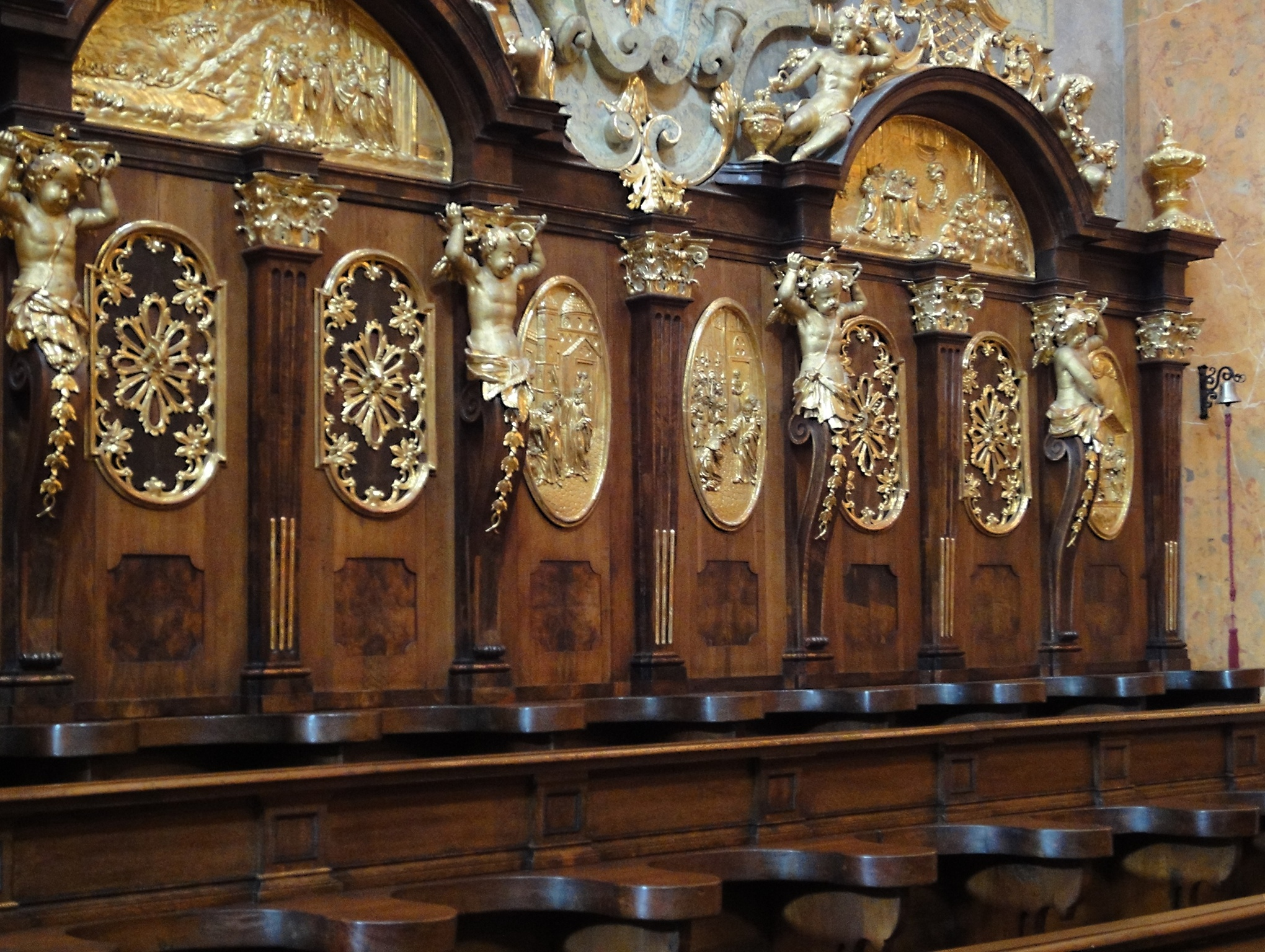
Chorgestühl

Dieses Motiv der kämpfenden und siegenden Kirche setzt sich in den prächtigen Fresken von Johann Michael Rottmayr an der Decke des Presbyteriums in verschiedenen allegorischen Darstellungen fort. Ebenfalls von Rottmayr stammen die Deckenfresken im Langhaus von 1722 nach Entwürfen Beduzzis. Sie stellen die „Via Triumphalis“ des heiligen Benedikt in den Himmel dar. Rottmayrs Ausmalung der Kuppel (1716/17) zeigt das „Himmlische Jerusalem“ mit Gottvater, Christus und dem Heiligen Geist hoch in der Laterne. Sie sind umgeben von den Aposteln, Maria und einer Schar von Heiligen, die für Melk eine besondere Bedeutung haben.

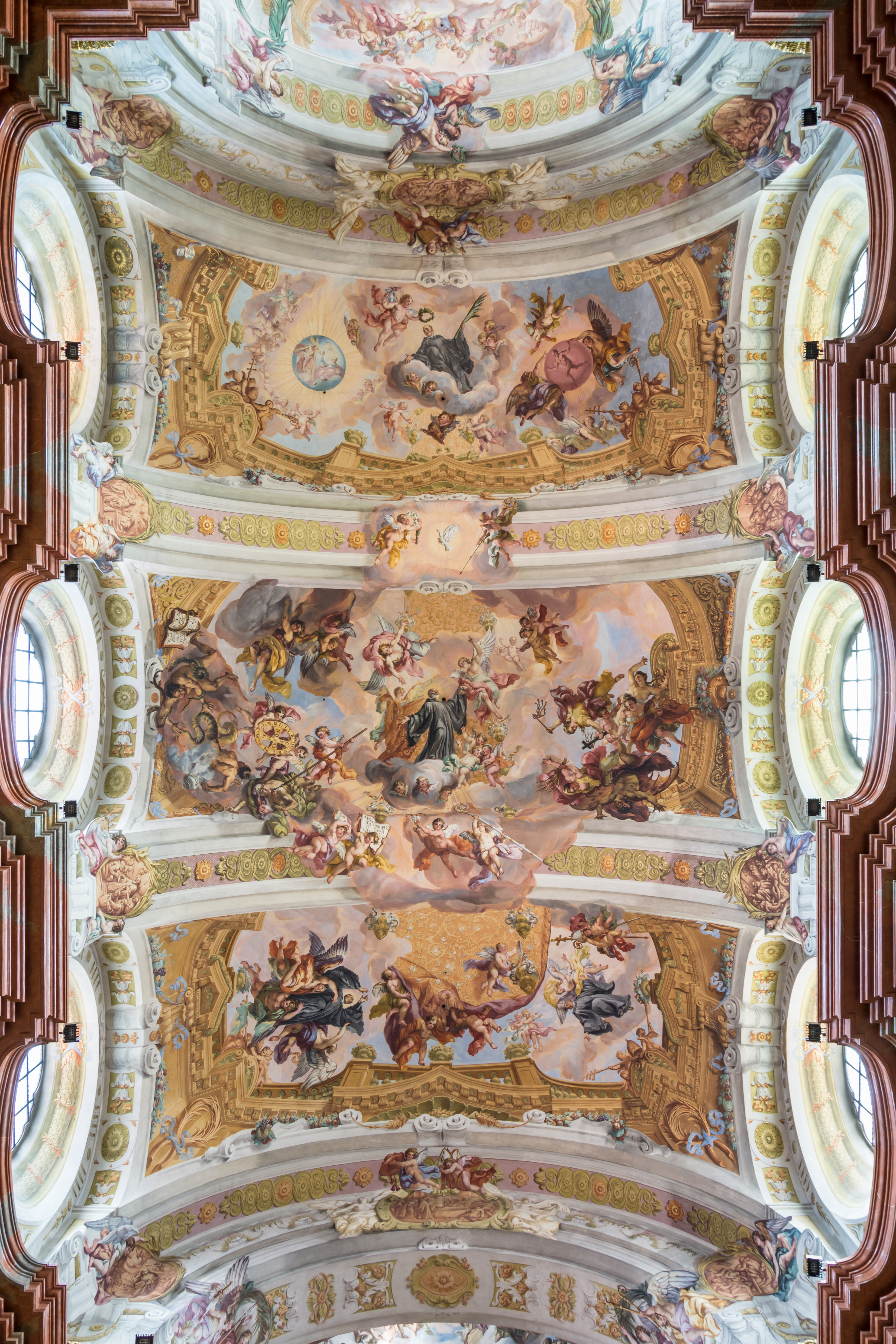
Deckenfresko im Langhaus Via Triumphalis des hl. Benedikt von Johann Michael Rottmayr
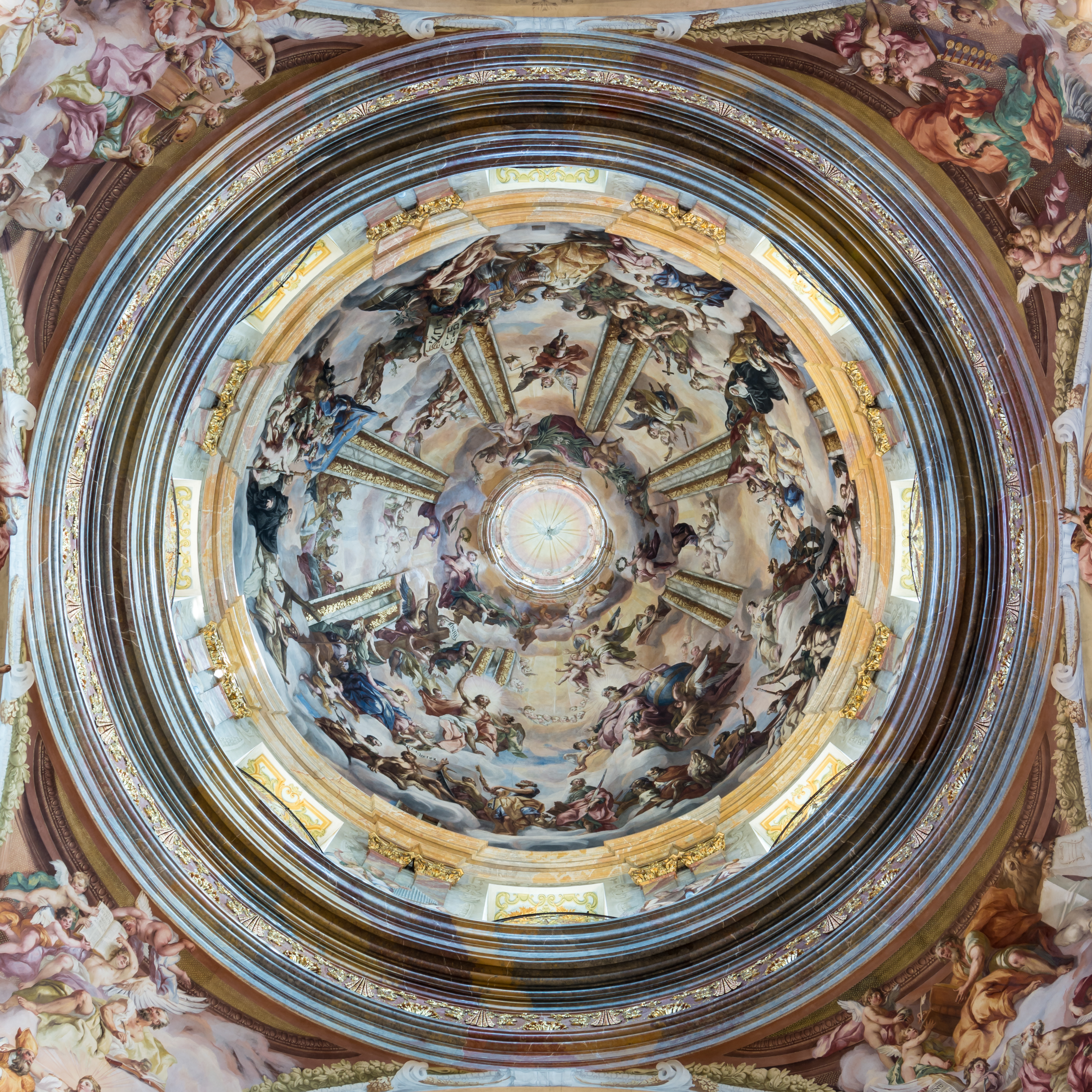
Kuppelfresko das Himmlische Jerusalem von Rottmayr
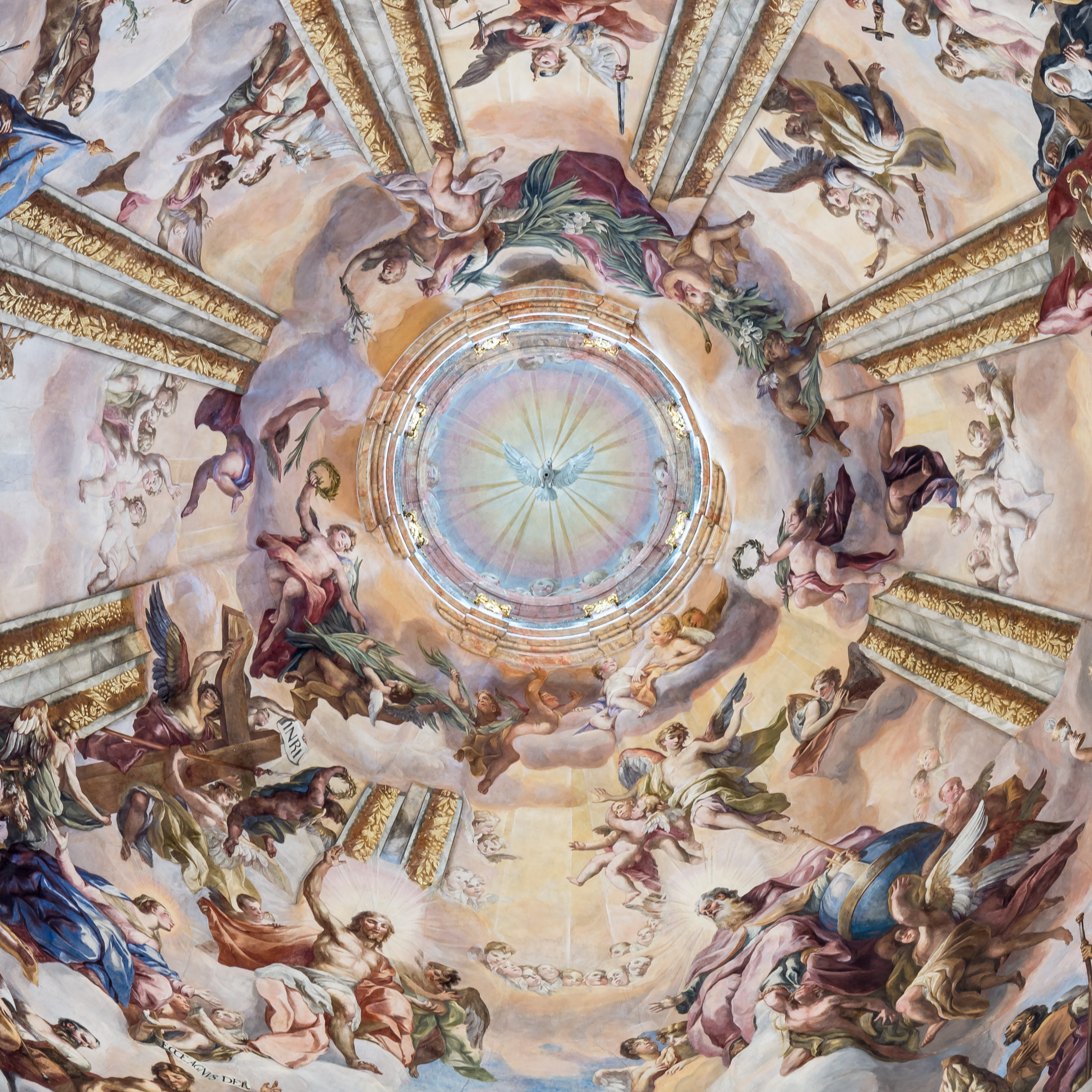
Kuppel und Laterne
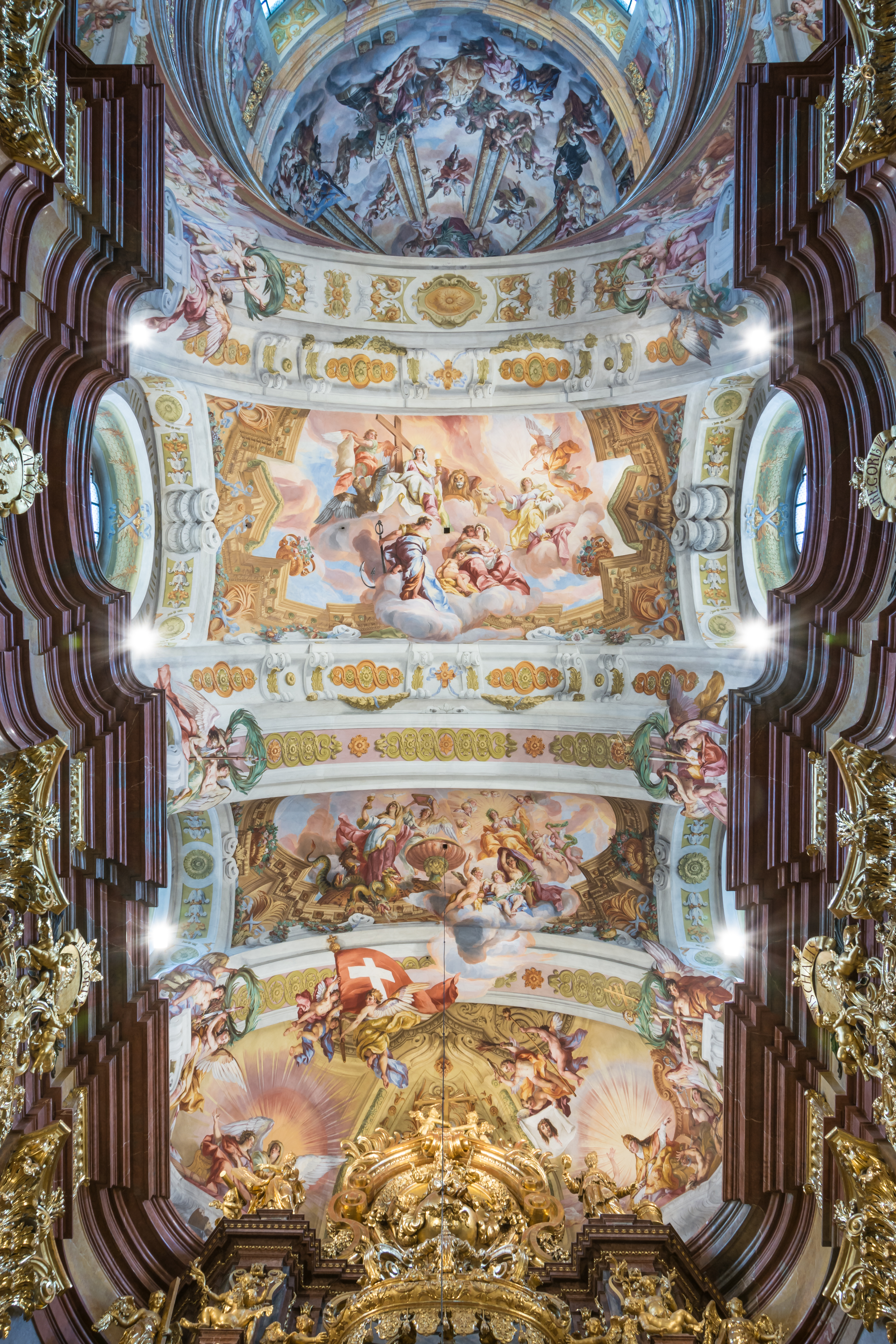
Deckenfresko im Presbyterium von Rottmayr
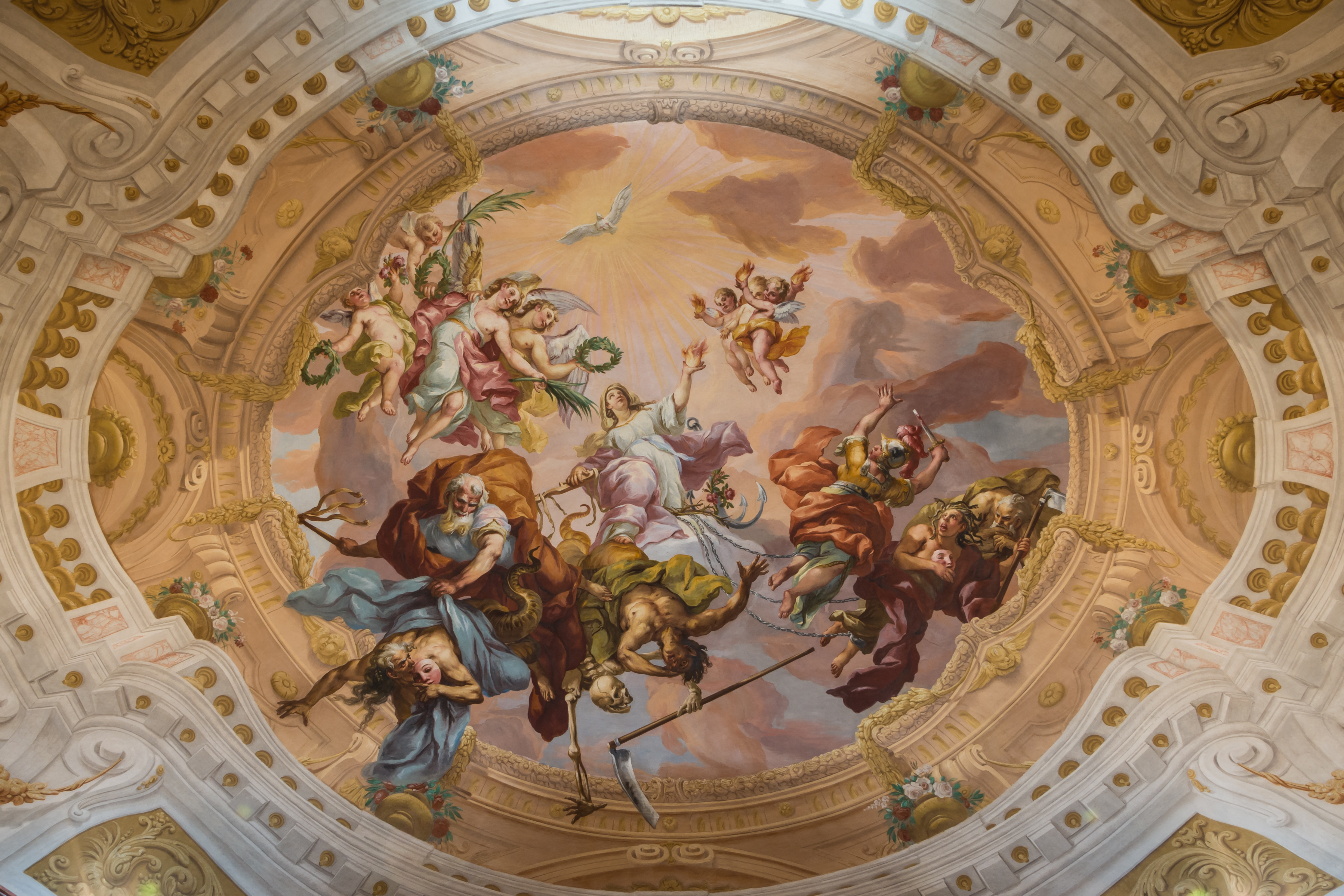
Fresko unter der Orgelempore: allegorische Darstellung des Gehorsams (Oboedientia)

Die beiden Altäre in den Querschiffen sind symmetrisch aufeinander bezogen. Sie gehen auf Entwürfe von Beduzzi zurück und sind den beiden Hauptheiligen des Stifts, Sankt Koloman und Sankt Benedikt, geweiht. Der linke Seitenaltar enthält in einem Sarkophag die Gebeine des heiligen Koloman. Der Symmetrie halber erhielt der rechte, Sankt Benedikt geweihte Altar ein Kenotaph. Die Figurengruppe an diesem Altar stellt den Tod von Sankt Benedikt im Kreise seiner Mitbrüder dar. Dem gegenüber zeigt Sankt Kolomans Altarskulptur diesen Heiligen beim Gebet.
Die Kapellen der Seitenaltäre im Langhaus wurden ebenfalls von Beduzzi entworfen. Ihre Fresken beziehen sich auf das Leben des Heiligen, dem der Altar geweiht ist. Das sind auf der Nordseite von Westen nach Osten der hl. Nikolaus (Altargemälde von Paul Troger, 1746), der Erzengel Michael (Altargemälde von J. M. Rottmayr, 1723), die Heiligen Drei Könige (Epiphanie-Altar, Altargemälde von J. M. Rottmayr, 1723), auf der Südseite der hl. Sebastian (Altargemälde von Paul Troger, 1746), Johannes der Täufer – auf dem Altargemälde von J. M. Rottmayr (1727) ist die Taufe Jesu dargestellt –. Der dritte südliche Seitenaltar, der Leopoldi-Altar zeigt auf dem von Georg Bachmann 1650 auf eine Zinnplatte gemalten Altarbild die Melker Hausgeschichte von Leopold I. bis Leopold III. Die Gebeine der Sarkophage des Michaels- und des Johannesaltars stammen von Märtyrern aus den Katakomben Roms.

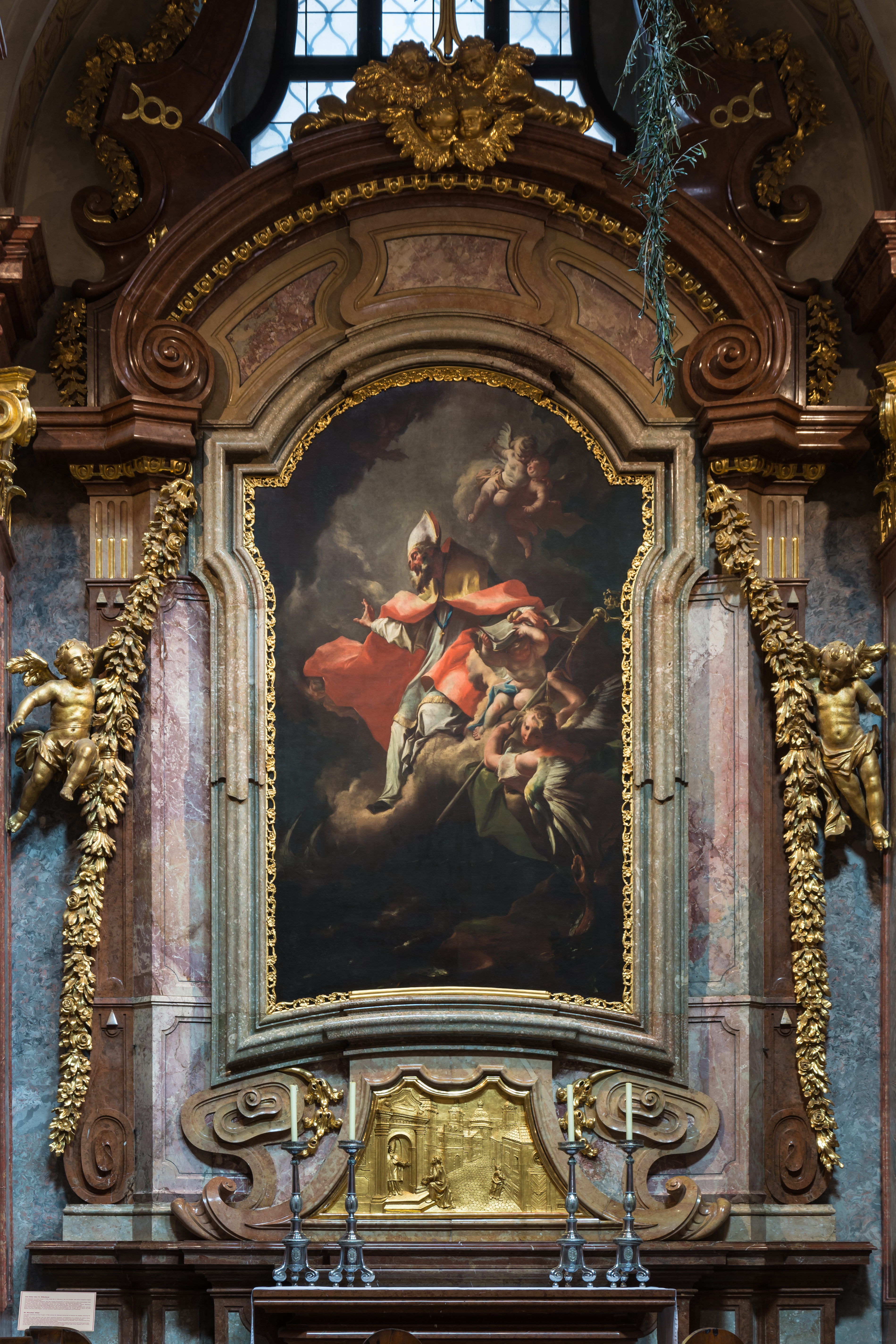
Nikolaus-Altar
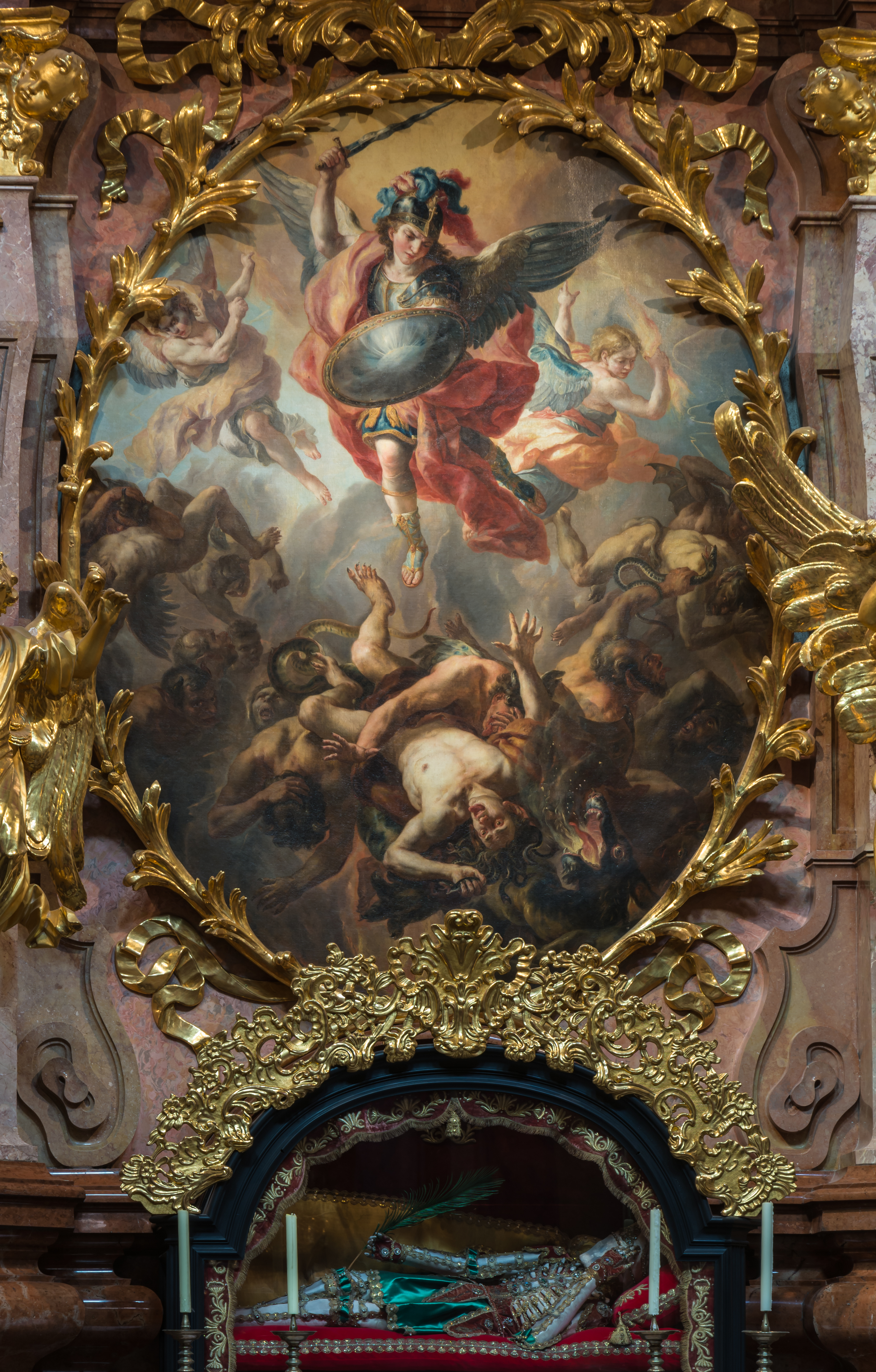
Michaels-Altar
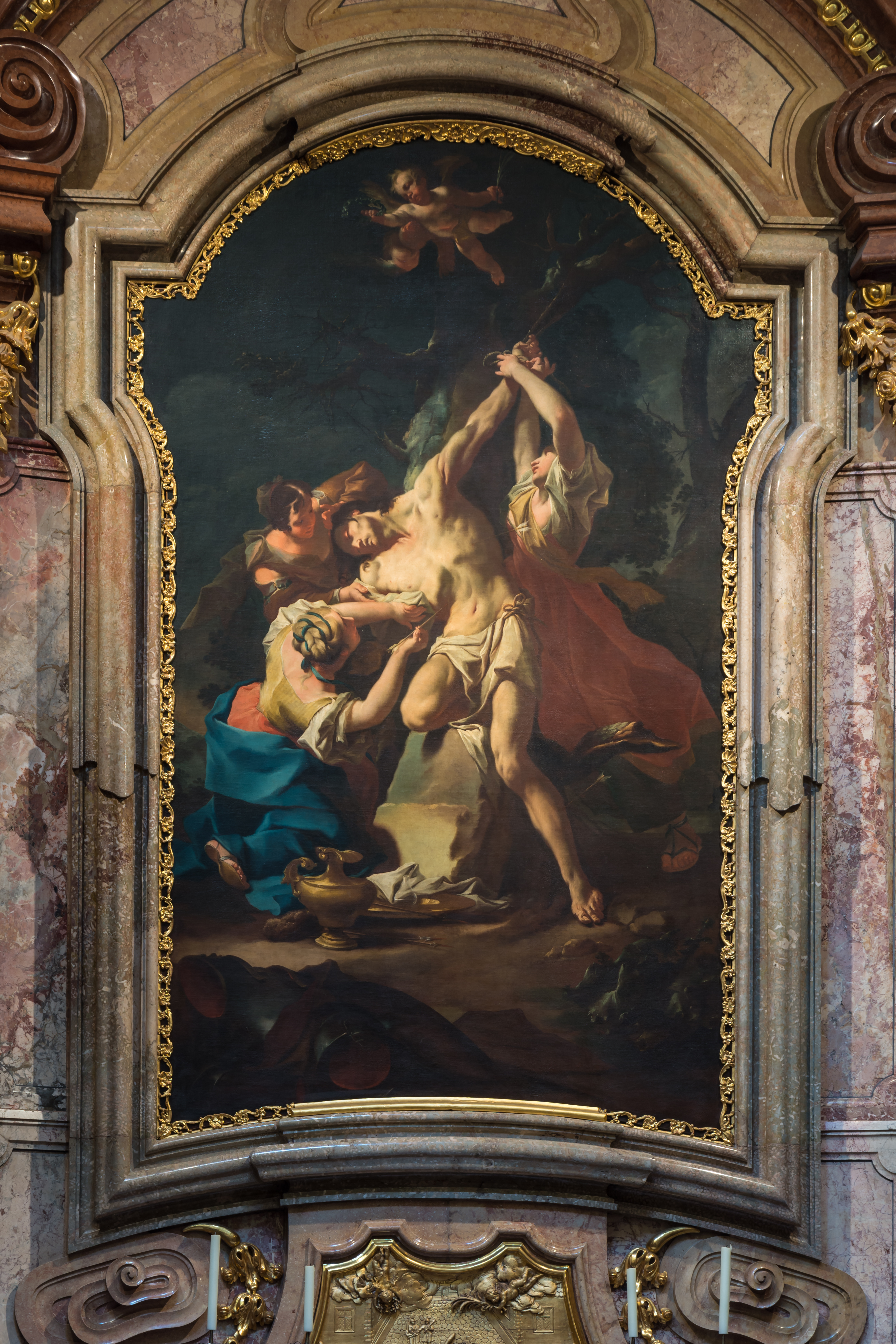
Sebastians-Altar
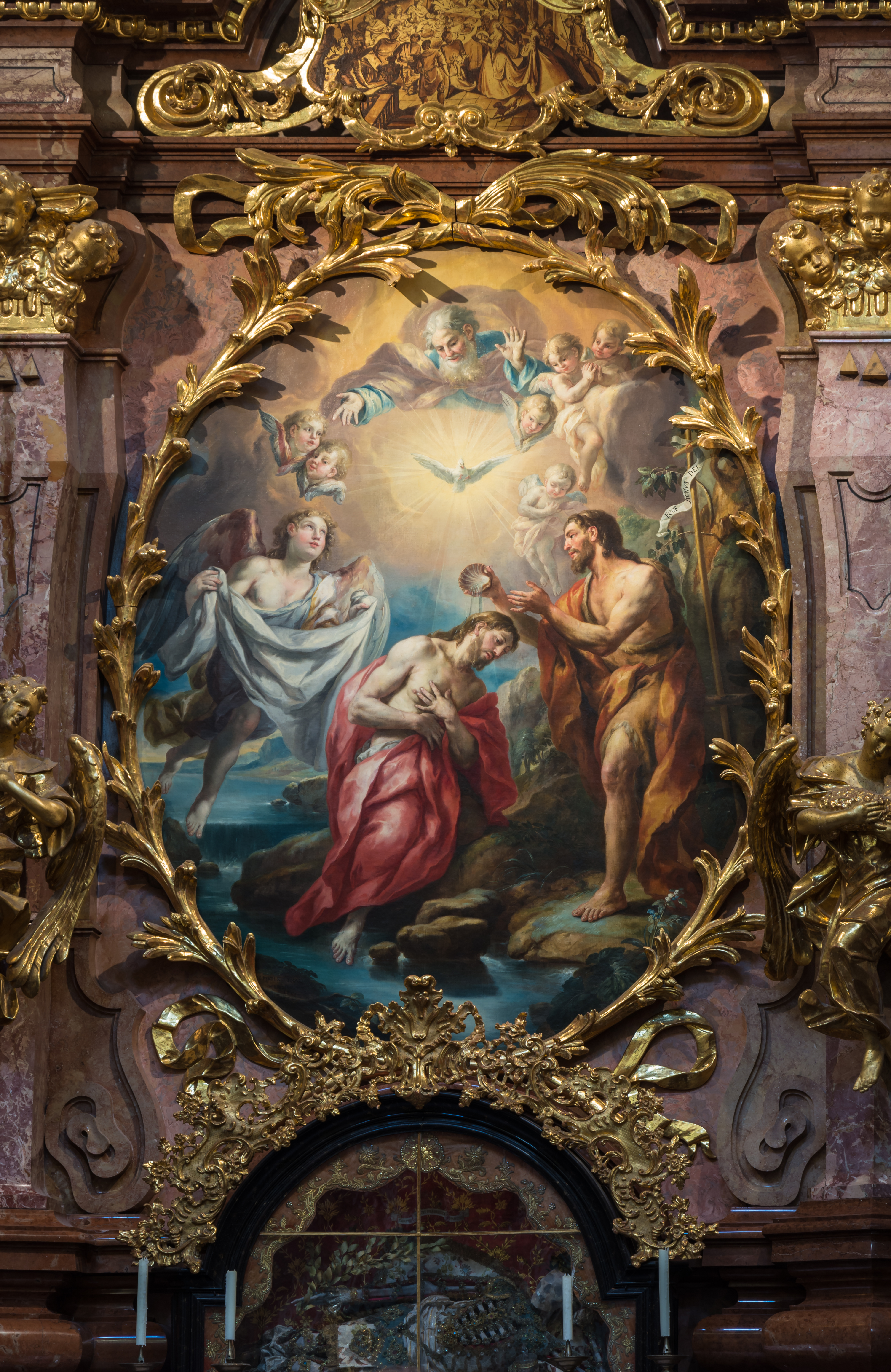
Johannes-Altar
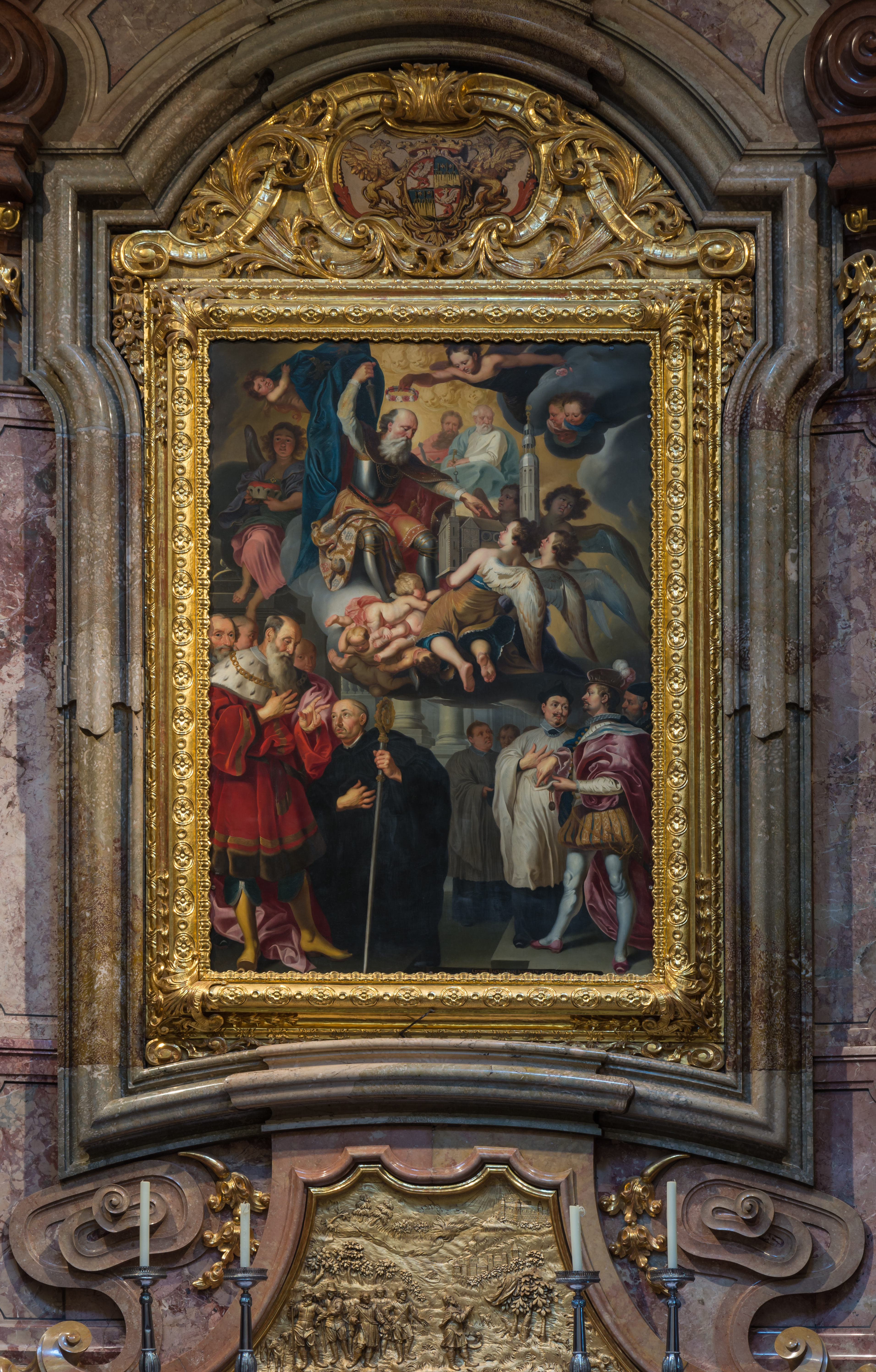
Leopold-Altar
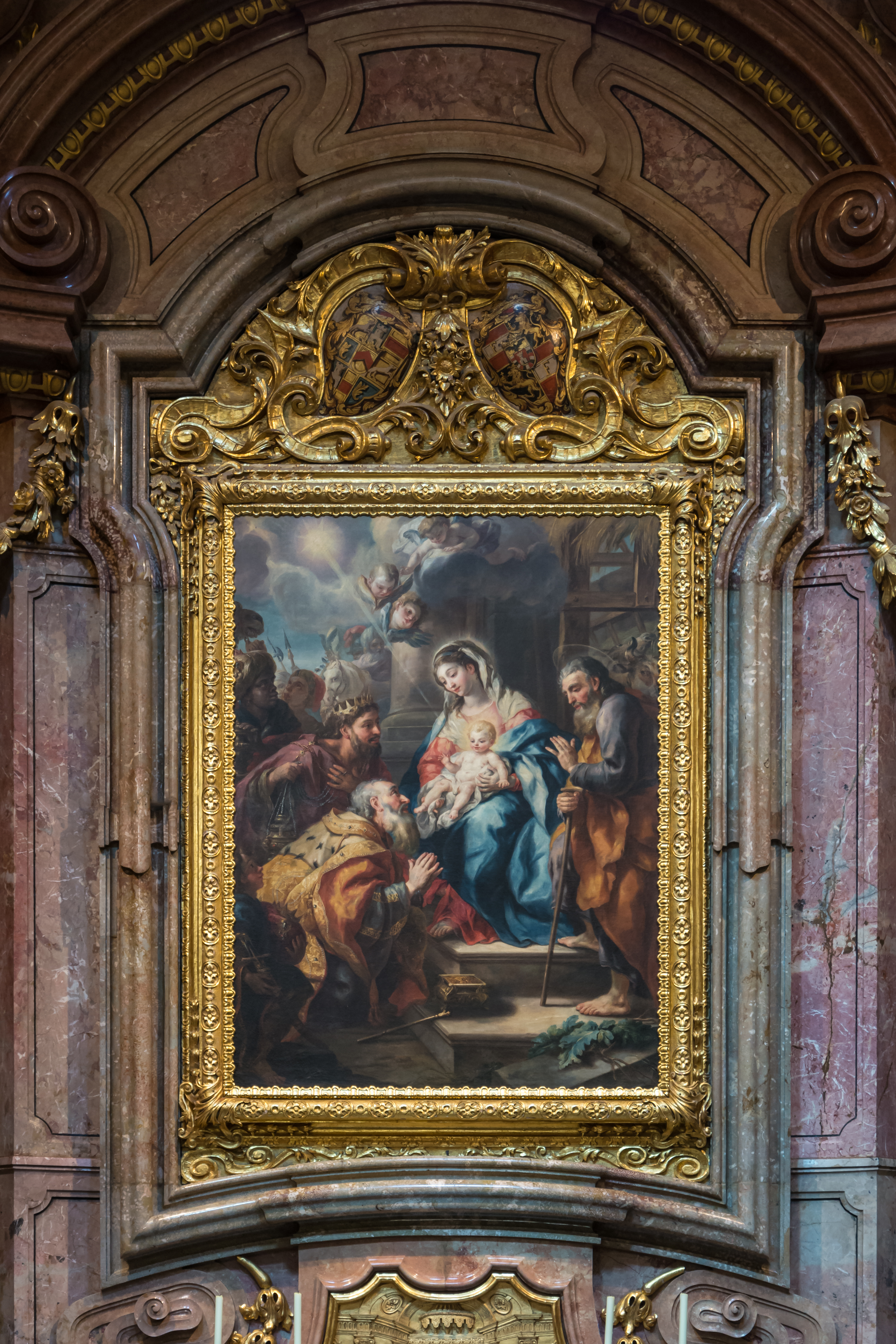
Epiphanie-Altar

Die vergoldete Kanzel ist ein Werk des St. Pöltner Bildhauers Peter Widerin nach einem Entwurf von Galli-Bibiena. Die Figurengruppe auf dem Schalldeckel stellt den Triumph der Kirche über die Irrlehre dar.
Die Wangen der Betbänke sind mit Akanthus-Schnitzerei verziert.

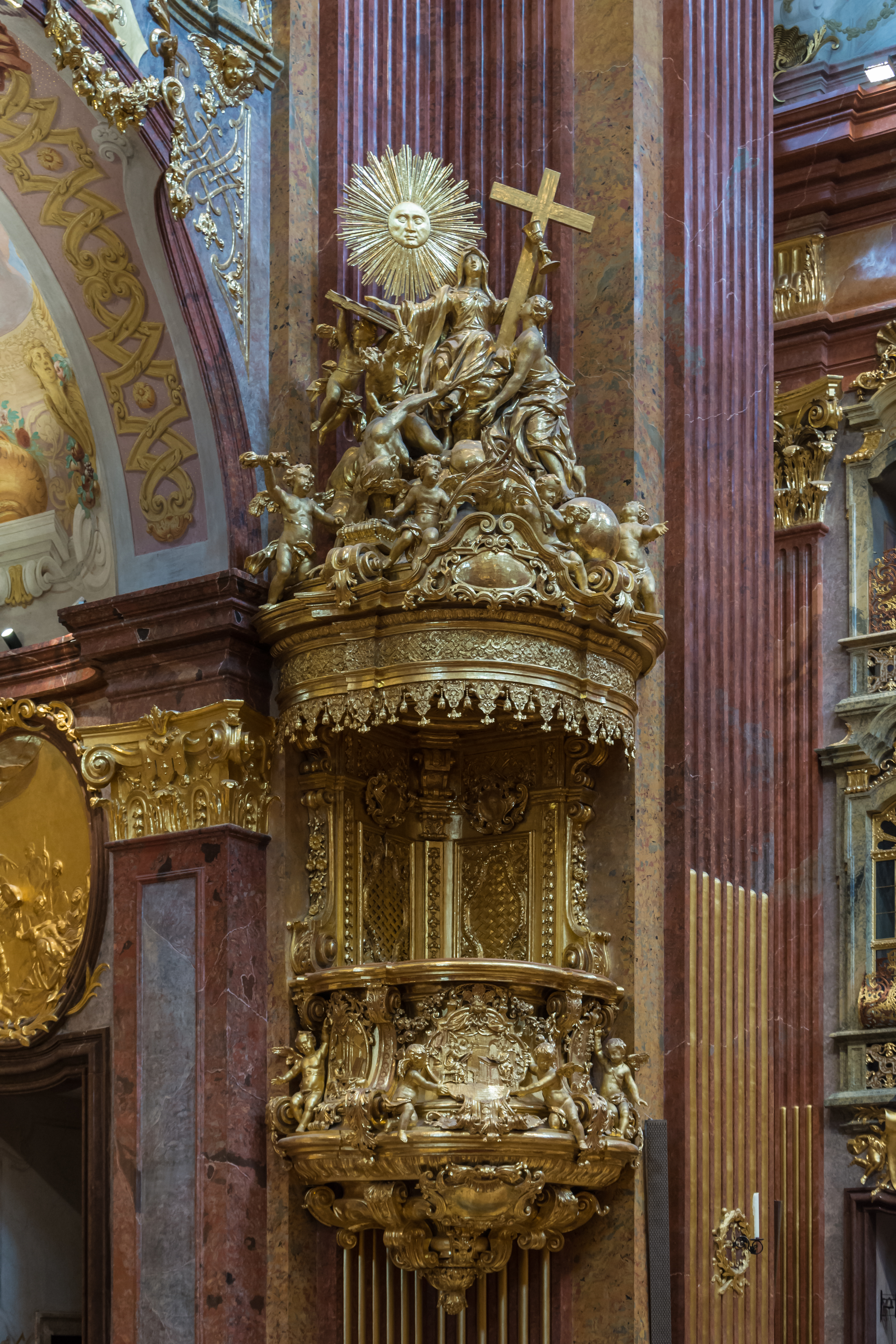
Kanzel
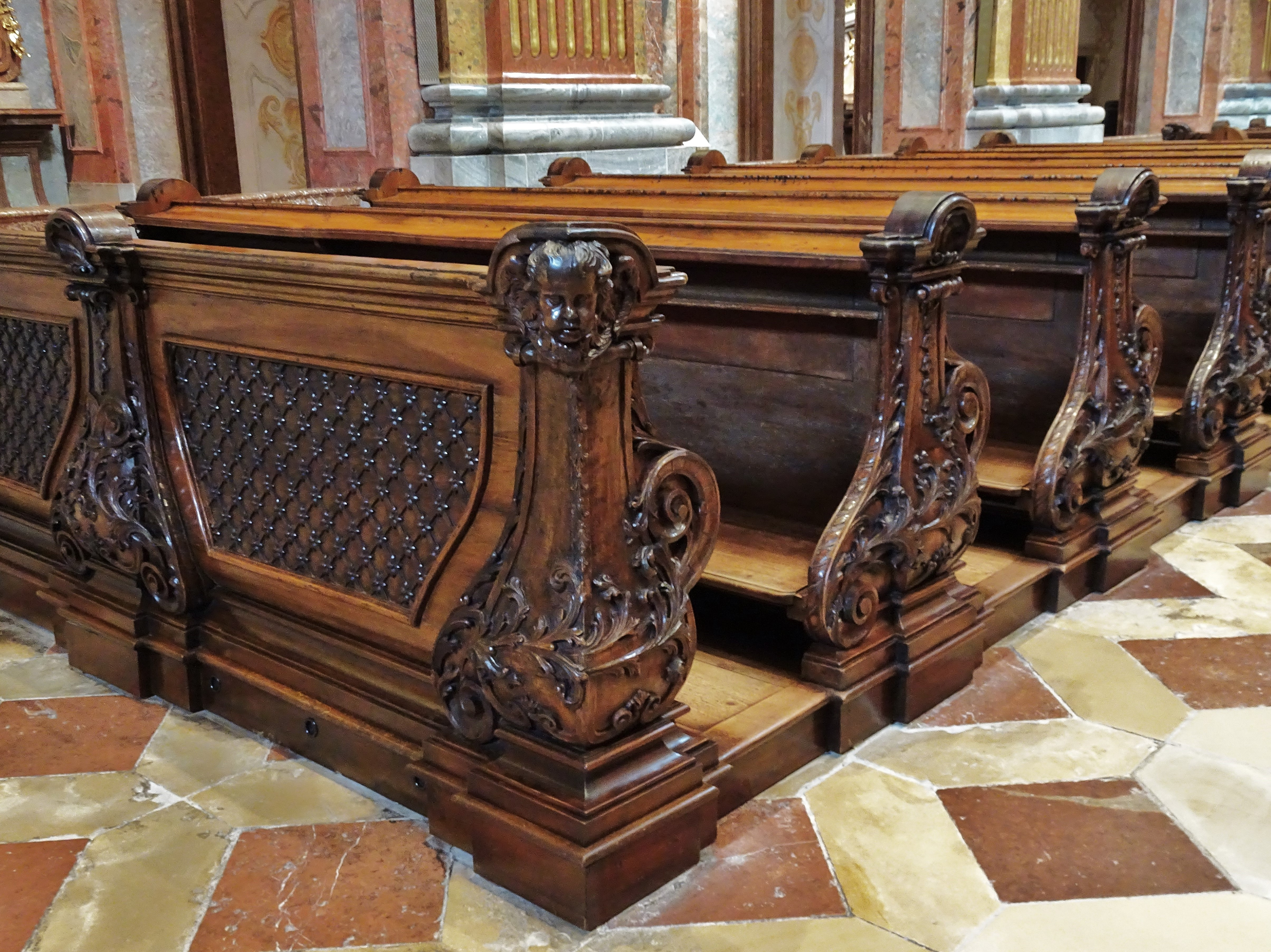
Barocke Betbänke

### Orgel

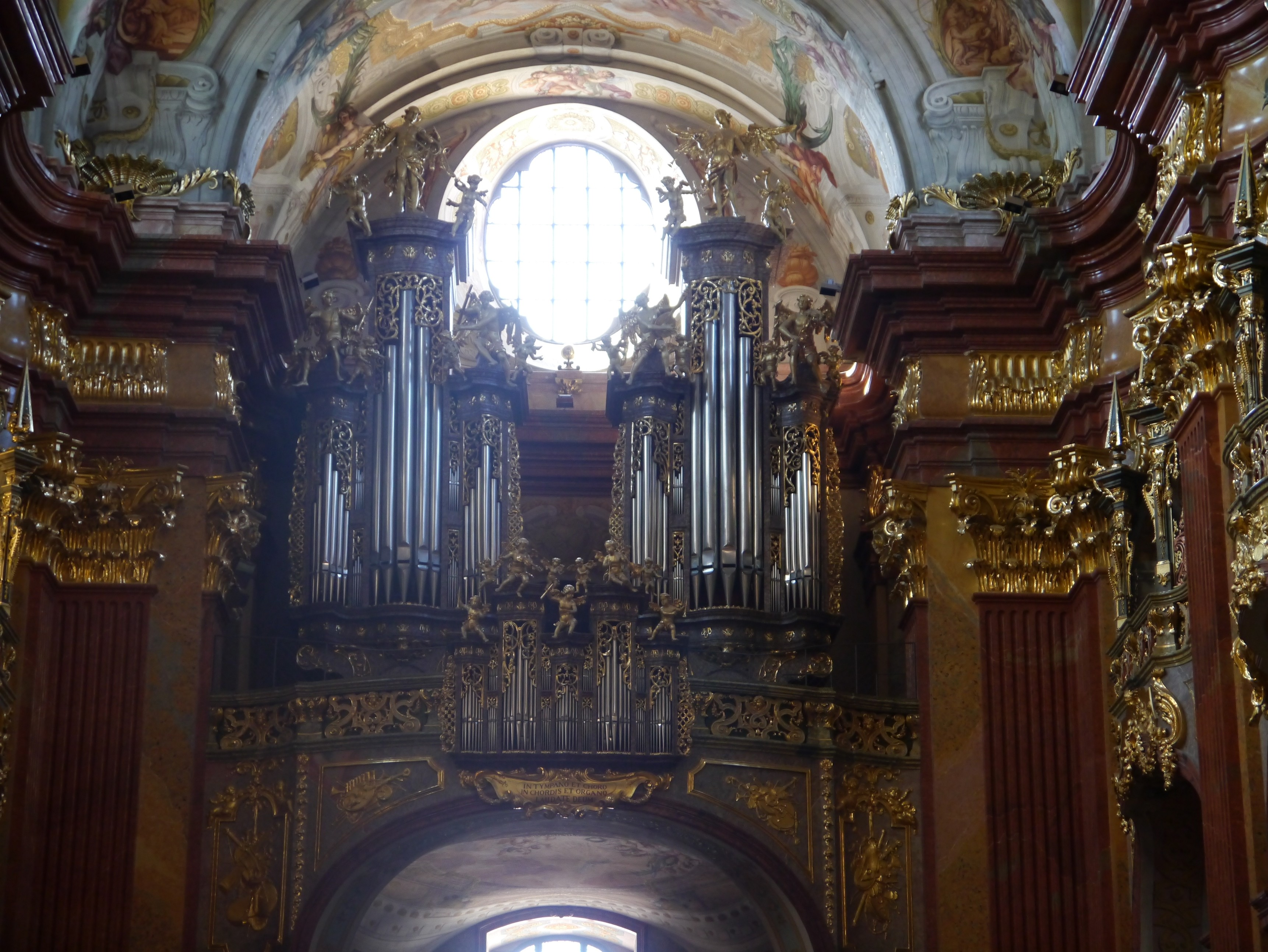
Gregor-Hradetzky-Orgel von 1970

Von der großen Orgel des Wiener Orgelbauers Gottfried Sonnholz ist nur der Prospekt aus der Erbauungszeit 1731/32 erhalten geblieben, denn das eigentliche Werk wurde 1929 bei einem Umbau aufgegeben. 1970 schuf der Kremser Orgelbauer Gregor Hradetzky eine neue Schleifladenorgel mit 3.553 Pfeifen, verteilt auf 45 Register für drei Manuale und Pedal. 2005 überholte die Berliner Orgelbaufirma Schuke unter der Leitung von Bernhard Althaus das Instrument. Dabei ließ er im Schwellwerk ein offenes Flötenregister gegen einen Montre 8' eintauschen. Im Zuge dessen kam es auch zu einer Neuintonation des gesamten Pfeifenwerks. Die Orgel erhielt zudem eine elektronische Setzeranlage.
Neben dieser Hauptorgel beherbergt das Stift noch Instrumente der Orgelbauer Reil, Hradetzky, Riedl und Ullmann.

## Bedeutung für Kunst und Wissenschaft
Große Bedeutung für die Wissenschaft und Kunst bekam das Stift vor allem durch den Um- und Neubau der Klosteranlage unter Abt Berthold Dietmayr (ab 1700). Er hatte  in Jakob Prandtauer einen genialen Baumeister gefunden und für die Innenausstattung waren bekannte Künstler wie Antonio Beduzzi, Johann Michael Rottmayr oder Paul Troger tätig.
Die prachtvolle Bibliothek war auch ein Zeichen für den Aufschwung der klösterlichen Wissenschaft. Historiker wie Anselm Schramb, Philibert Hueber und die Brüder Pez, aber auch die Musiker Robert Kimmerling, Marian Paradeiser oder Johann Georg Albrechtsberger, wurden weit über Melk hinaus bekannt. Auch Abt Dietmayr selbst genoss neben der Politik auch Ansehen an der Universität Wien und wurde 1706 zu deren Rektor gewählt.
Doch schon im späten Mittelalter waren zahlreiche Ordensangehörige in den Wissenschaften tätig. Neben mehreren an theologische Fakultäten berufenen Patres gab es ebenfalls Berufungen an die Wiener artistische Fakultät, wie z.B: Paul Leubmann von Melk, der in den 1450er Jahren auch mehrmals zum Rektor der Universität gewählt wurde.

## Stiftsgymnasium

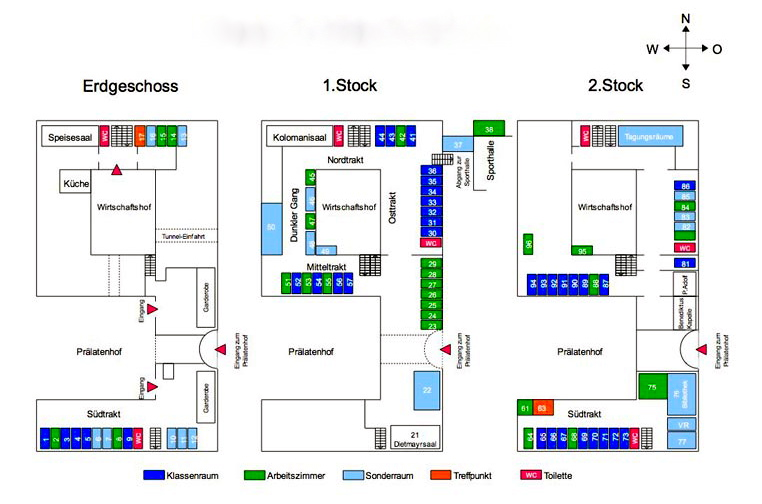
Raumplan des Stiftsgymnasiums

2012 besuchten 924 Schüler das Stiftsgymnasium Melk.
Bereits seit dem 12. Jahrhundert bestand eine Schule im Stift.
Die Zahl der Internatsschüler nahm nach dem Zweiten Weltkrieg fortlaufend ab, weil die modernen Verkehrsmittel ein Wohnen der Schüler bei den Familien ermöglichen. So ist das ehemalige Internat heute im Wesentlichen ein Gymnasium mit Schwerpunkten in den Fächern Griechisch und Französisch und ein Oberstufenrealgymnasium in drei Schulformen mit Schwerpunkten im Instrumentalunterricht, Unterricht in bildnerischer Erziehung und im mathematisch-naturwissenschaftlichen Bereich.
1966 wurde ein Schüleraustauschprogramm mit der Benediktinerschule St. John’s Preparatory School in Minnesota ins Leben gerufen. Eine zweijährige Renovierungsphase der gesamten Schule und der Neubau einer Dreifachsporthalle konnten im Mai 2008 abgeschlossen werden.

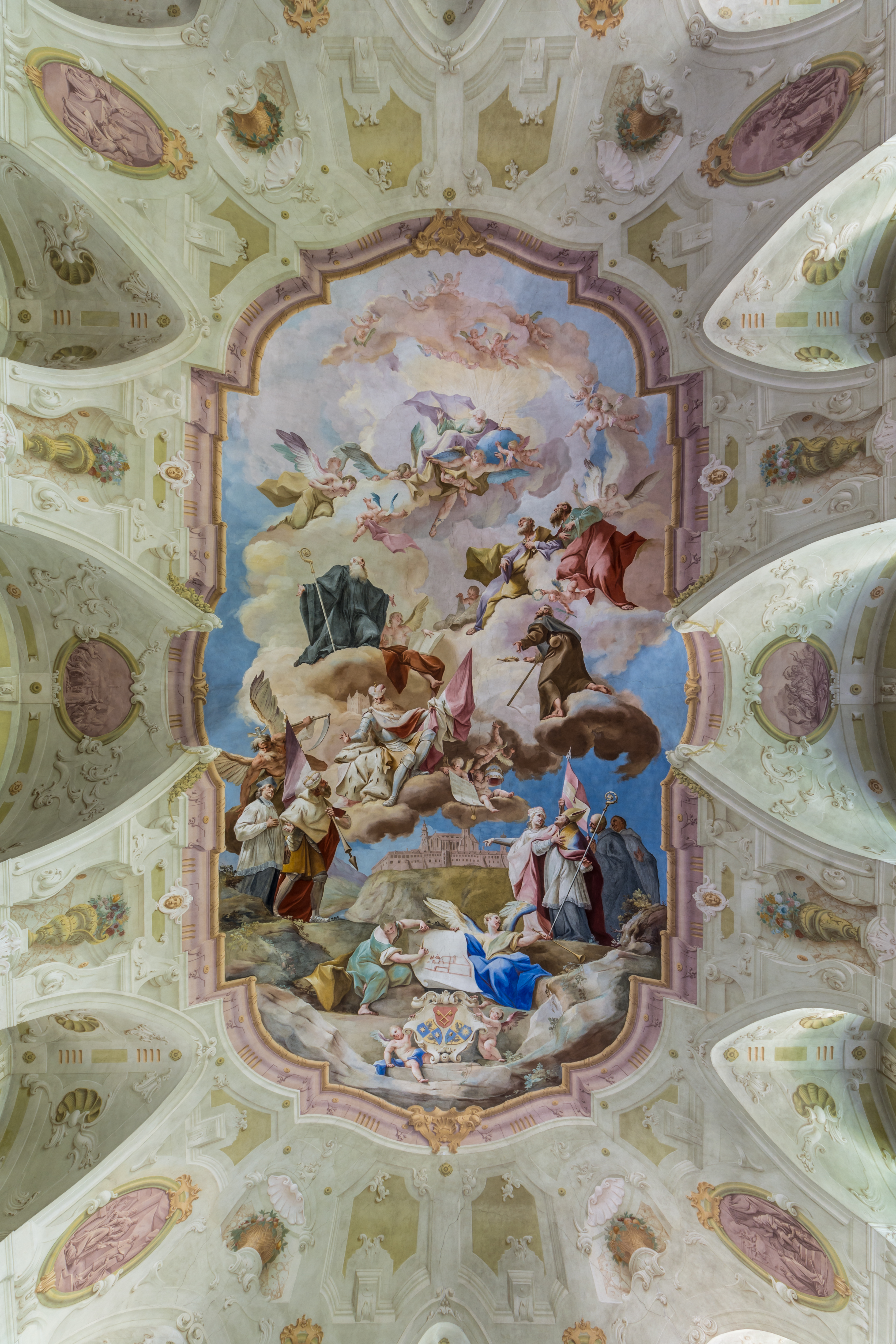
Fresko von Paul Troger im Kolomanisaal

Im Bereich der Schule befindet sich auch der Kolomanisaal mit einem Deckenfresko von Paul Troger, das die Geschichte des Stiftes Melk darstellt. Im Kolomanisaal finden regelmäßig Konzerte statt, beispielsweise im Rahmen der internationalen Barocktage Stift Melk. Sonst ist dieser Saal nicht öffentlich zugänglich.

## Stiftspfarrkirchen
- Pfarrkirche Großriedenthal
- Pfarrkirche Ravelsbach
- Pfarrkirche Lassee
- Pfarrkirche Untersiebenbrunn
- Pfarrkirche Groißenbrunn
- Pfarrkirche Matzendorf
- Pfarrkirche Oberweiden
- Pfarrkirche Prottes
- Pfarrkirche Weikendorf
- Pfarrkirche Zwerndorf

## Trivia

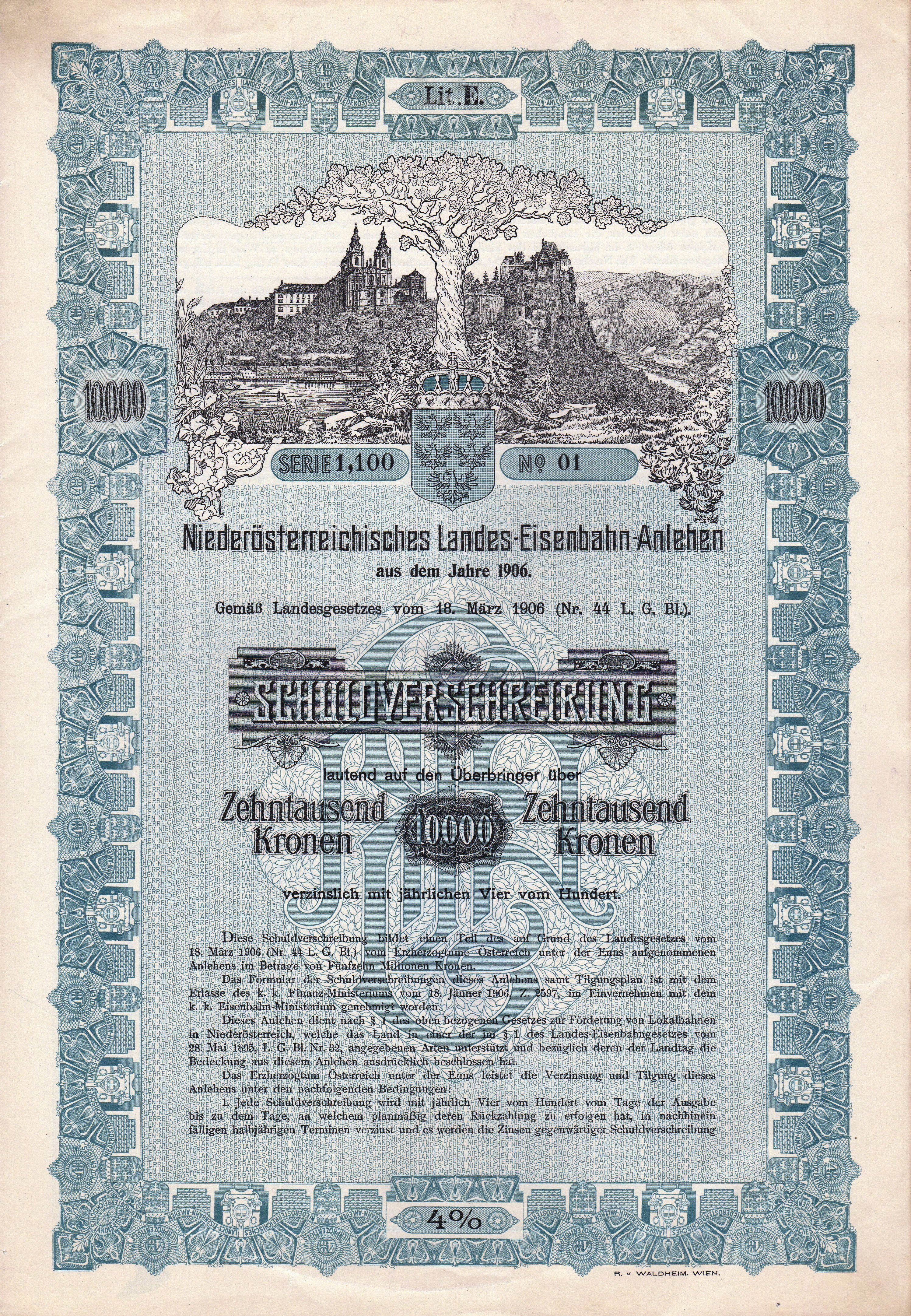
Niederösterreichisches Landes-Eisenbahn-Anlehen von 1906 mit Darstellung des Stiftes Melk.

- Zusätzliche Bekanntheit erreichte das Stift durch die Figur des Adson von Melk aus Umberto Ecos Roman Der Name der Rose. Beginn und Ende des Romans spielen an diesem Ort.
- Der Roman Blasmusikpop von Vea Kaiser[28] spielt teilweise in einem Benediktinerkloster namens Lenk, mit einem von Mönchen geführten Gymnasium, das in seiner Beschreibung (barocker Bau, Bibliothek, Innenhöfe usw.) als Stift Melk zu erkennen ist.
- Am 7. Mai 1963 brachte die Österreichische Post zu diesem Motiv eine Dauermarke der Briefmarkenserie Österreichische Baudenkmäler im Wert von 20 Schilling heraus.[29] Eine weitere Briefmarke mit dem Motiv der Stiftskirche Melk gab um 1980 die afrikanische Republik Togo heraus.[30]
- Die Wachau und das Stift Melk wurden vom Magazin National Geographic Traveler im November 2008 zur Best Historic Destination in the World gekürt.[31]
- In Mini-Europa, einem Park am Fuße des Atomiums in Brüssel, wird Österreich durch ein Modell des Stiftes dargestellt.[32]
- 2004 bis 2008 fanden im Stift Melk die Waldzell Meetings statt.